# Locomotie

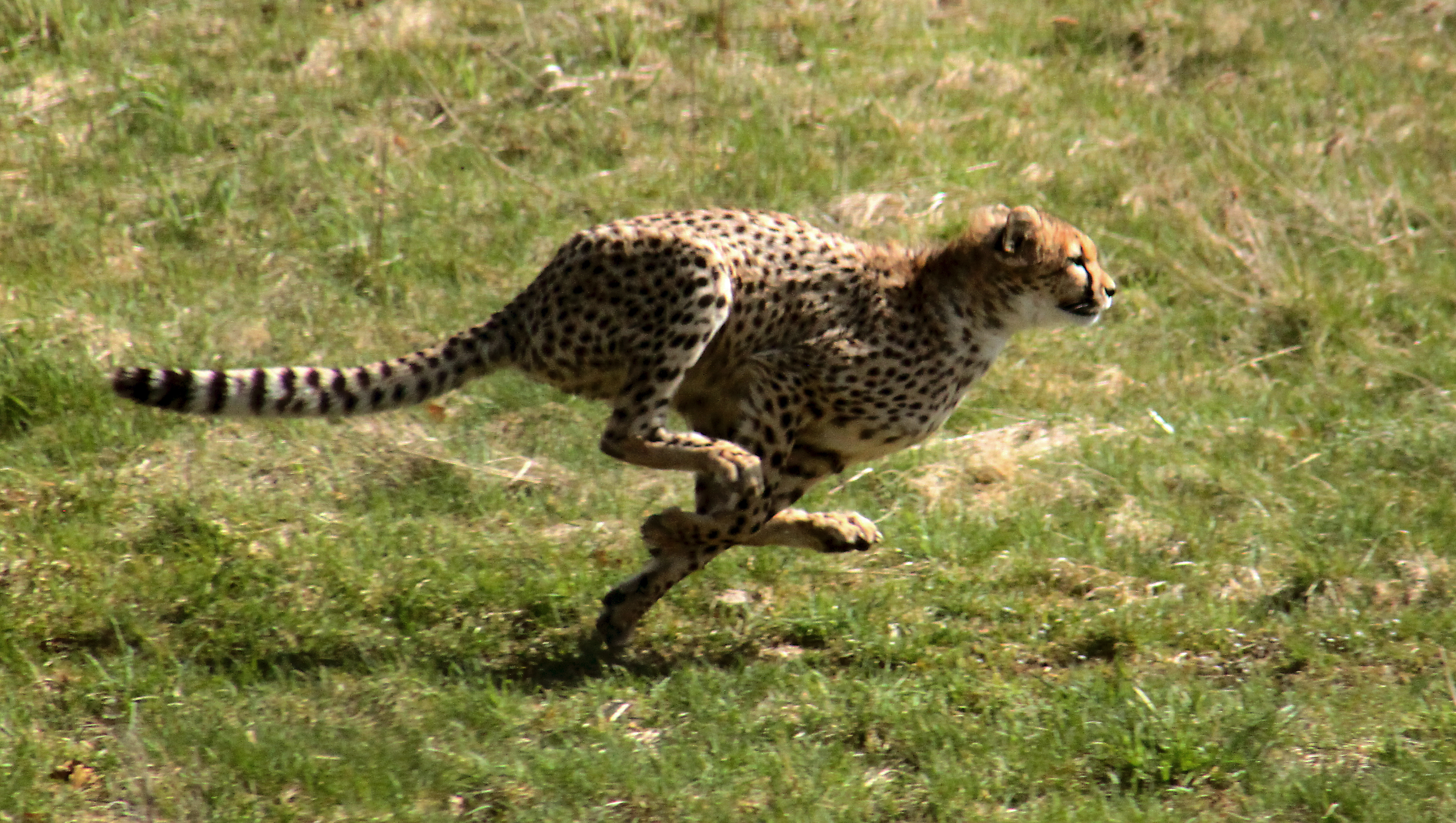
Het jachtluipaard is de snelste sprinter op land

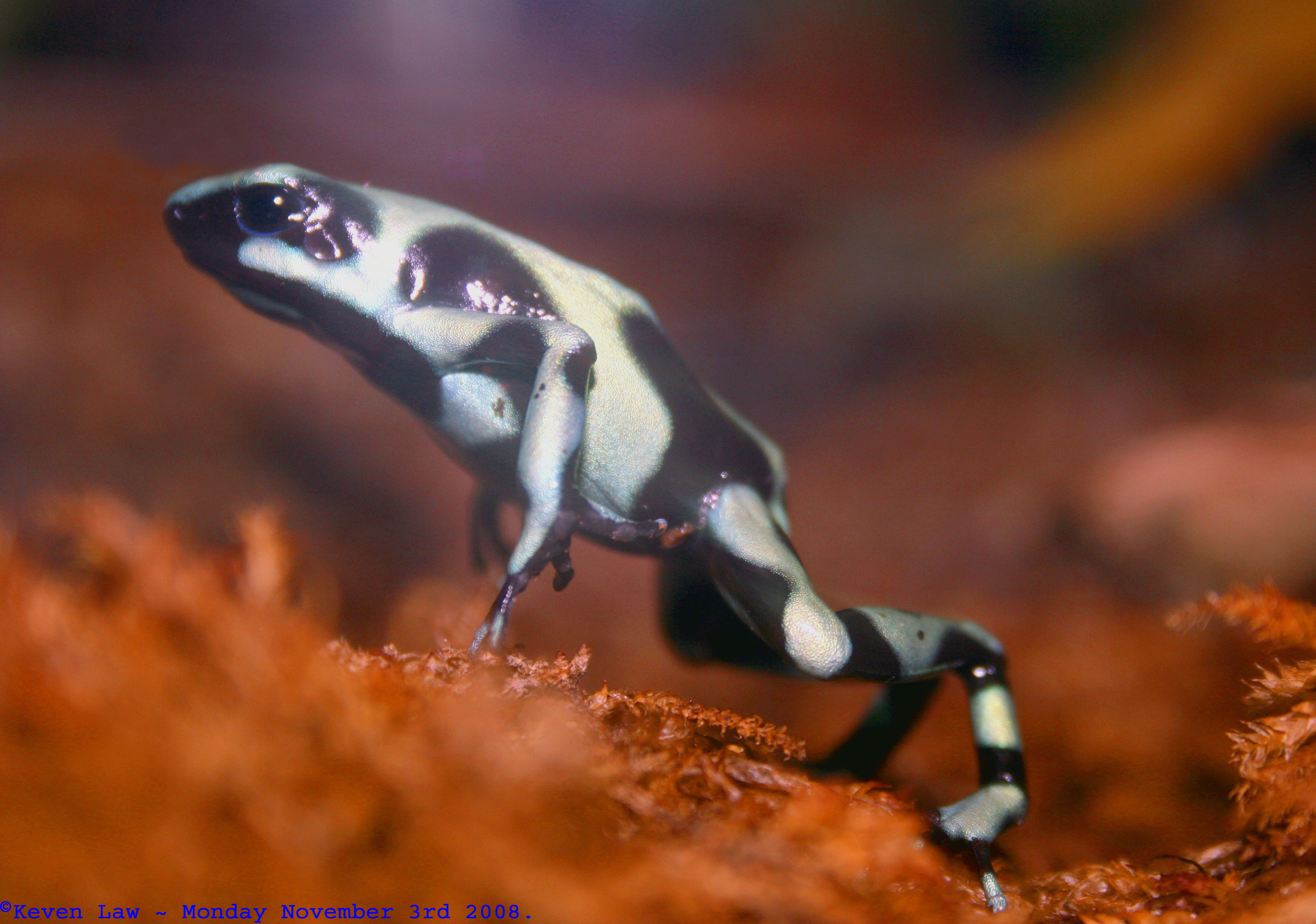
Springende gouden gifkikker

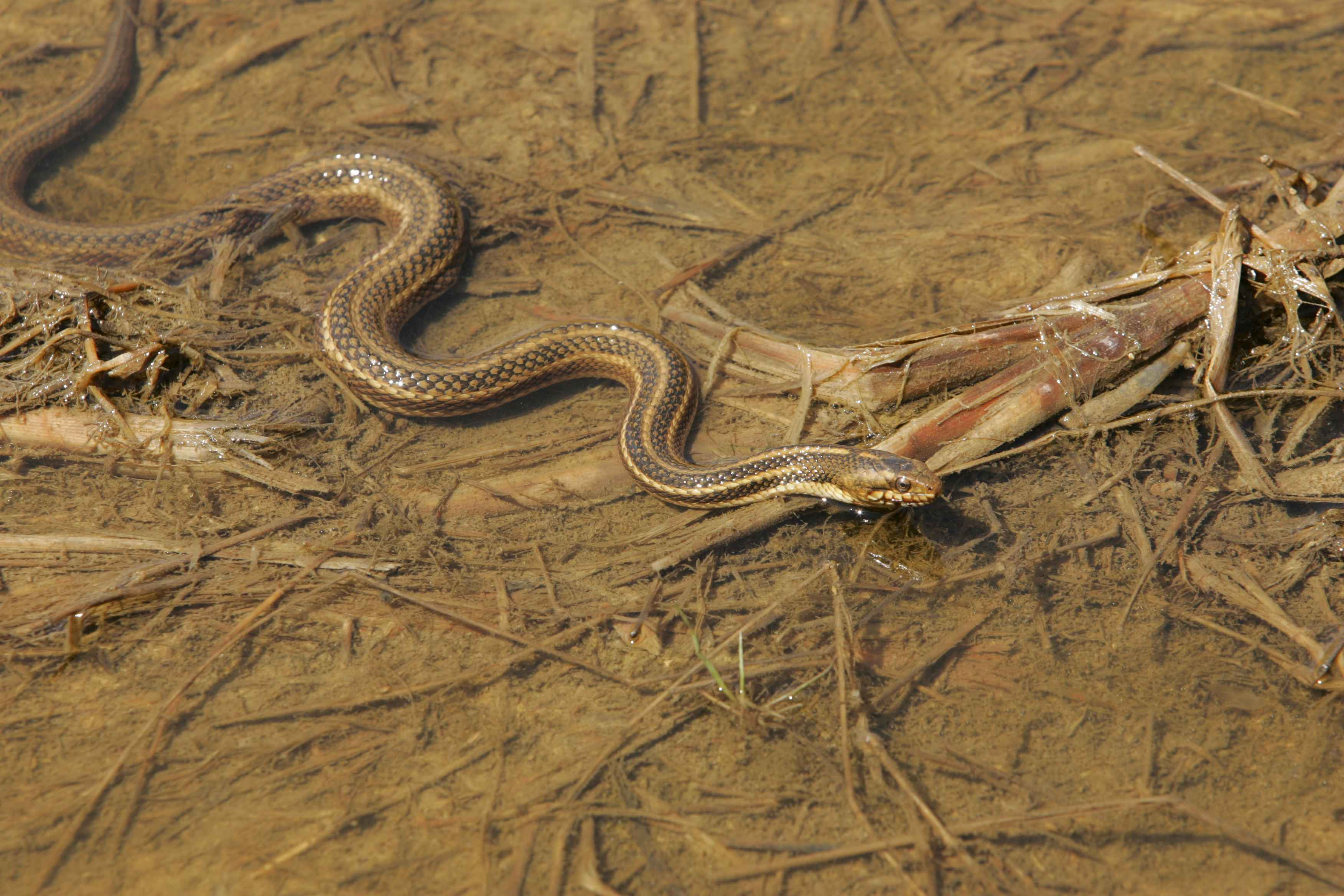
Een gewone kousenbandslang die zich kronkelend voortbeweegt

Locomotie is de actieve  voortbeweging van een organisme. In de biologie is locomotie de studie van zelfaangedreven bewegingspatronen van ledematen of andere anatomische delen, waarmee een organisme zich verplaatst. Vormen van locomotie zijn lopen, rennen, kruipen, glijden, klimmen, springen, graven, zwemmen en vliegen. Voortbeweging heeft diverse functies, met als belangrijkste het eten vinden en het voorkomen opgegeten te worden.
Om zich voort te bewegen overwint een organisme het traagheids-principe van de eerste wet van Newton, plus de wrijving en de viscositeit van de omgeving, met behulp van het principe van de derde wet van Newton, namelijk door zich af te zetten tegen zijn omgeving. De manier van voortbewegen is sterk afhankelijk van de omgeving, en verschilt naargelang er sprake is van aquatische of waterdieren ,waaronder bentische dieren, terrestrische of landdieren, waaronder ondergrondse dieren en in bomen levende arboreale dieren, en vliegende dieren. Daarbij zijn drie basismechanismes te onderscheiden:
- amoeboïde beweging, door verandering van vorm van cellen via het vloeien van cytoplasma en de vorming van pseudopodia (schijnvoetjes)
- ciliaire beweging, waarbij de trilharen of ciliën een golfbeweging uitoefenen in een vloeistof
- spiercontractie, bij alle grotere organismes

Motiliteit is het vermogen tot beweging van eencelligen. De eenvoudigste voortbeweging in een vloeistof is met trilharen zoals bij trilhaardiertjes, met de moleculaire motoren van zweepstaartjes en met pseudopodia zoals bij amoebes. 
Lagere meercellige dieren, zoals sponzen kunnen zich slechts verplaatsen door zich te laten meevoeren met de wind, of met zeestromingen. De meeste diersoorten bewegen zich actief voort, via spiercontractie
Bij de voortbeweging van geleedpotigen en gewervelden heeft de evolutie van extremiteiten – zowel vinnen, voelers, grijpers, poten als vleugels – een centrale rol. Verandering van voortbeweging gaat vaak gepaard met veranderingen in vorm, aantallen en grootte van ledematen, vleugels of vinnen. Ondanks 500 miljoen jaar van onafhankelijke evolutie blijken geleedpotigen en gewervelden zeer vergelijkbaar genetische regulatormechanismen te hebben. Hoxgenen spelen daarbij een centrale rol. Mogelijk zijn geleedpotigen eerst begonnen met lopen onder water en hebben andere voortbewegingsvormen zich daaruit ontwikkeld, terwijl bij gewervelden zwemmen waarschijnlijk de eerste voortbewegingsvorm was.

## Water
Zwemmen is verschillende keren geëvolueerd bij geleedpotigen, vissen, weekdieren, reptielen, vogels en zoogdieren.

### Geleedpotigen

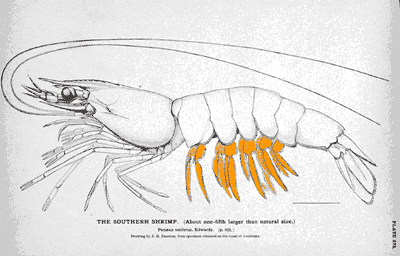
Pleopoden bij een Litopenaeus setiferus

Achterwaartse vluchtreactie

Bij geleedpotigen is het zwemmen waarschijnlijk pas ontwikkeld vanuit het lopen. Zo hebben tienpotigen vijf paar looppoten of pereopoden, terwijl het achterlijf vaak vijf paar zwempoten pleopoden heeft waarmee zij peddelen. Daarbij zijn zwemkrabben goede zwemmers. Kreeftachtigen kennen een achterwaartse vluchtreactie.
Bootsmannetjes worden wel rugzwemmers genoemd omdat ze met de spatelvormige poten ondersteboven zwemmen. Daarnaast kunnen ze ook vliegen.
De watervlo Daphnia slaat met zijn tweede paar antennes om zich voort te bewegen.

### Vissen

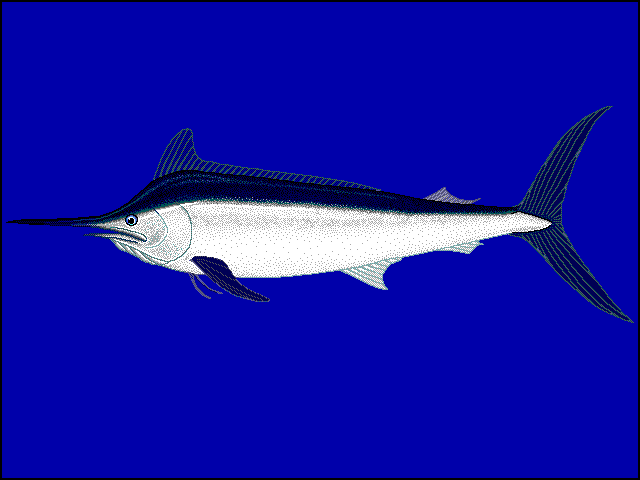
De marlijn met subcarangiforme voortbeweging is de snelste vis

Vissen gebruiken hun vinnen en lichaam om zich met kronkelbewegingen of oscillaties voort te bewegen, waarbij verschillende zwemstijlen te onderscheiden zijn. Een groot deel gebruikt vooral het lichaam en staartvin, terwijl de overige vissen vooral de ongepaarde en gepaarde vinnen gebruiken. Die bewegingen variëren van golvende kronkelbewegingen tot oscillerende bewegingen. In het eerste geval kronkelt het lichaam of de vin, wat een krachtige voortstuwing oplevert en veelal snelle vissen oplevert die lange afstanden kunnen afleggen. In het tweede geval wordt de stuwkracht opgewekt door de vinnen te draaien zonder een golvende beweging, wat een grote manoeuvreerbaarheid oplevert. Veel vissen combineren de verschillende technieken, afhankelijk van snelheid en wat op dat moment nodig is.
De kronkelbeweging wordt opgewekt door myomeren die aan de ene zijde samentrekken en aan de andere zijde ontspannen. Deze beweging genereert een kracht die te ontbinden is in een voorwaartse en een zijwaartse kracht. Bij anguilliforme voortbeweging waarbij afgezien van de kop het gehele lichaam wordt gebruikt, gaat relatief veel energie verloren in de zijwaartse kracht en de extra vormweerstand die het gebogen lichaam oplevert. Deze vissen zwemmen langzaam, maar kunnen zich goed voortbewegen in dichte begroeiing en sediment en kunnen ook achteruit zwemmen. Om het zelfremmen te verminderen, gebruiken snellere vissen alleen de achterste delen van het lichaam. Het voordeel van carangiforme en thunniforme voortbeweging is dat de staart scharniert rond de staartwortel, zodat deze over een groot deel van de slag een ideale invalshoek van rond de 10-20° behoudt. De staartvin van thunniforme zwemmers heeft een grote slankheid die de weerstand verminderd en daarmee geschikt is voor langdurig snel zwemmen. Daartoe hebben deze vissen ook een groot gehalte langzame rode spiervezels.
Staartvinnen met een lage slankheid komen onder meer voor bij subcarangiforme zwemmers. Hiermee kan een snelle acceleratie ingezet worden, maar ook worden stilgestaan in het water. Dit wordt wel gebruikt door roofdieren die vanuit stilstand een snelle start maken. Ostraciiforme zwemmers bewegen alleen de staart heen en weer, meer als oscillatie dan als golfvorm. Bij sidder- en stroomroggen draagt de starheid van het lichaam er waarschijnlijk aan bij dat het elektrische veld zo min mogelijk verstoord wordt.

De andere groep bestaat uit vissen die vooral de ongepaarde en gepaarde vinnen gebruiken. Tetraodontiforme en balistiforme zwemmers genereren voorwaartse kracht door hun rug- en aarsvinnen te oscilleren. Diodontiform is een aangepaste vorm van tetraodontiform zwemmen en bevindt zich tussen kronkelen en oscilleren in. Ook balistiform zwemmen bestaat uit kronkelende en oscillerende bewegingen. Rajiforme zwemmers zweven in het water met verticale kronkelbewegingen die zowel voor- als achterwaarts kunnen lopen. Bij amiiforme zwemmers kronkelt de rugvin, terwijl bij gymnotiforme zwemmers de aarsvin kronkelt. Labriforme zwemmers oscilleren hun borstvinnen, maar als een versnelling nodig is, dan schakelen deze vissen wel over naar carangiforme voortbeweging. Dat geldt ook voor andere vissen die vooral hun vinnen gebruiken.
Voor veel van de verschillende vormen geldt dat de uitgesproken aard een specialisatie doet vermoeden. Dit kan manoeuvreerbaarheid zijn voor vissen in dichte omgevingen als koraalriffen. Deze vissen leveren in op snelheid en blijven daarom veelal in de buurt van beschutting of hebben een lichaamsvorm die het moeilijk maakt ze door te slikken. Aan de andere kant van het spectrum bevinden zich de thunniforme zwemmers die met hun snelle vorm nauwelijks in staat zijn om bij lage snelheid te manoeuvreren. De meeste vissen vallen meer naar het midden van dit spectrum en zijn eerder generalisten dan specialisten. Daarbij kunnen veel vissen hun zwemstijl aanpassen. Zo kan de forelbaars zijn rug- en aarsvin overeind zetten om een snelle start te maken, om deze op snelheid in te trekken om weerstand te verminderen, om ze tijdens snelle manoeuvres weer op te zetten. Afgezien van de thunniforme zwemmers kunnen veel vissen in het water blijven stilstaan met hun borstvinnen.
Het skelet en de spieren van vissen zijn zwaarder dan water en om niet te zinken, gebruiken straalvinnigen een zwemblaas gevuld met gas of lipiden waarvan de massadichtheid aangepast kan worden om van diepte te veranderen. Vissen zonder zwemblaas wekken liftkracht op met hun borstvinnen, maar moeten daartoe blijven zwemmen. Dit is vergelijkbaar met vliegen, al is de liftkracht beperkt, aangezien de opwaartse kracht in water veel groter is.
|                      | met lichaam en staartvin                                                                               | met lichaam en staartvin                                 | met lichaam en staartvin                          | met lichaam en staartvin                                        | met lichaam en staartvin                           | met ongepaarde en gepaarde vinnen | met ongepaarde en gepaarde vinnen | met ongepaarde en gepaarde vinnen | met ongepaarde en gepaarde vinnen | met ongepaarde en gepaarde vinnen                      | met ongepaarde en gepaarde vinnen | met ongepaarde en gepaarde vinnen                      |
| -------------------- | --- | -------------------------------------------------------- | ------------------------------------------------- | --------------------------------------------------------------- | -------------------------------------------------- | --------------------------------- | --------------------------------- | --------------------------------- | --------------------------------- | ------------------------------------------------------ | --- | ------------------------------------------------------ |
|                      | anguilliform                                                                                           | subcarangiform                                           | carangiform                                       | thunniform                                                      | ostraciiform                                       | tetraodontiform                   | balistiform                       | diodontiform                      | rajiform                          | amiiform                                               | gymnotiform | labriform                                              |
|                      | |                                                          |                                                   |                                                                 |                                                    |                                   |                                   |                                   |                                   |                                                        | |                                                        |
| Voortbeweging        | kronkelbeweging                                                                                        | kronkelbeweging                                          | kronkelbeweging                                   | kronkelbeweging                                                 | oscillatie                                         | oscillatie                        | oscillatie                        | oscillatie                        | verticale kronkelbeweging         | kronkelbeweging                                        | kronkelbeweging | oscillatie                                             |
| Lichaamsdeel         | afgezien van de kop, gehele lichaam met een gelijkmatige buiging                                       | buiging vooral door het achterlichaam                    | snelle buigingen door het achterlijf en de staart | staart wekt vrijwel alle zijdelingse beweging op                | staart, lichaam zelf beweegt nauwelijks            | lange, dunne rug- en aarsvin      | aars- en rugvin                   | grote borstvinnen                 | borstvinnen                       | lange rugvin, terwijl het lichaam vrijwel niet beweegt | lange aarsvin, terwijl het lichaam vrijwel niet beweegt. Daardoor zwemmen ze net zo makkelijk achterwaarts als dat ze voorwaarts zwemmen | borstvinnen om weerstand dan wel lift te leveren       |
| Representatieve taxa | palingachtigen, doornhaaien, kathaaien, prikken, riemvissen, een aantal meervalachtigen en veel larven | forel, marlijn, voorn, zalm, snoek, kabeljauw, barracuda | horsmakrelen, haringen                            | tonijn, zwaardvissen, zeilvissen, makreelhaaien en haringhaaien | koffervissen, tapirvissen, sidder- en stroomroggen | kogelvisachtigen zoals de maanvis | trekkervissen en zonnevissen      | egelvissen                        | roggen als rajiformes en de manta | moddersnoeken, Gymnarchus, zeepaardjes                 | mesaalachtigen, mesvissen | lipvissen, brandingbaarzen, draakvissen, doktersvissen |
| Snelheid (ll/s)      | 2 | 10-20                                                    | 10-20                                             | 10-20                                                           |                                                    |                                   |                                   |                                   | 0,5                               | 0,5                                                    | 0,5 | 4                                                      |
| Omgeving             | bentische zone of erboven                                                                              | pelagische zone, scholen                                 | pelagische zone, scholen                          | pelagische zone, scholen                                        | variabel                                           | pelagische zone                   | pelagische zone                   | pelagische zone                   | boven bentische zone              | boven bentische zone                                   | boven bentische zone | bij structuren                                         |

#### Haaien

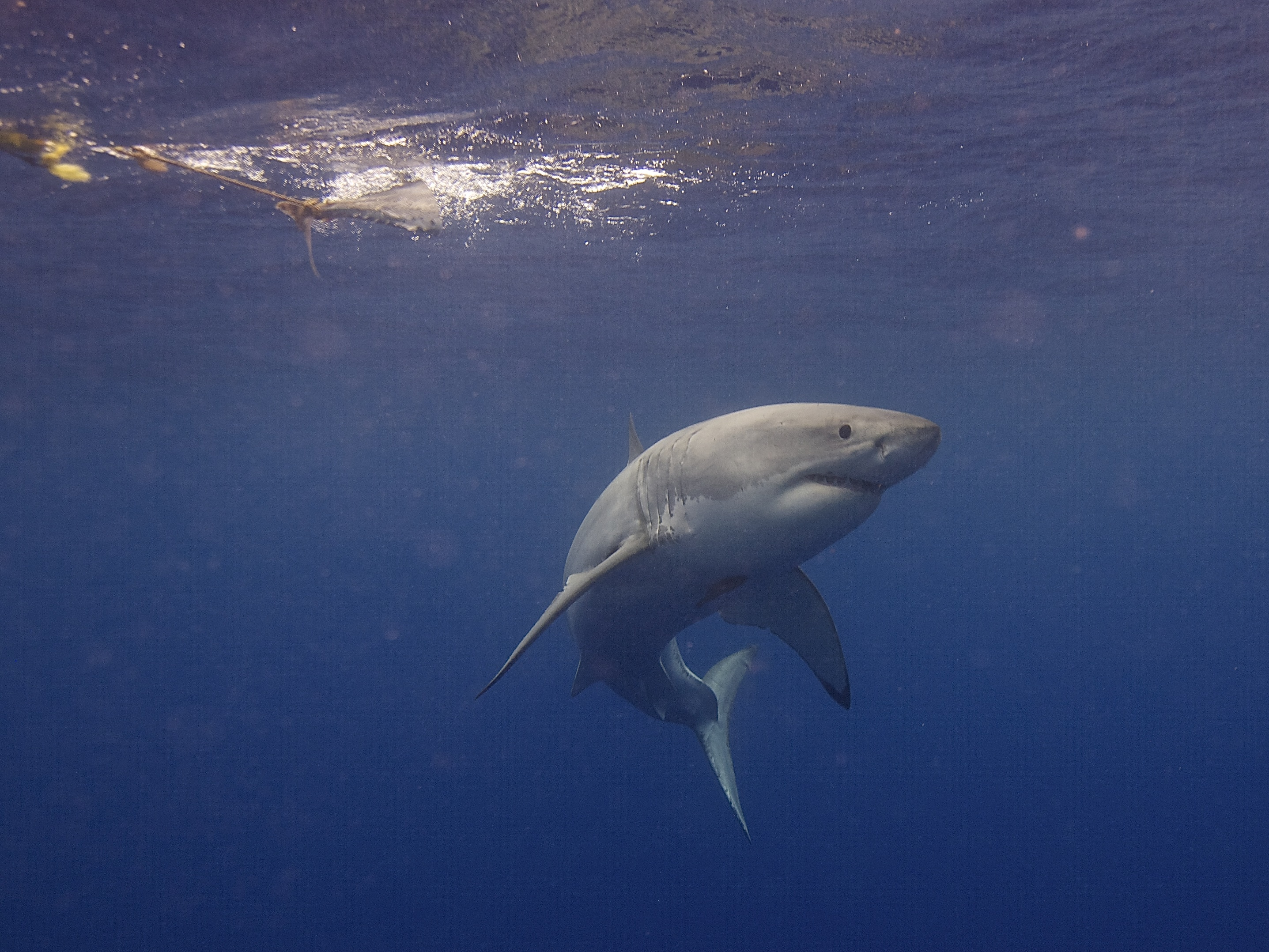
Kraakbeen maakt het skelet van deze witte haai flexibel

Beenvisachtigen hebben een uit bot bestaand skelet dat stevig genoeg is om grote krachten van spieren te verwerken. Bij kraakbeenvissen als haaien en roggen bestaat het skelet uit flexibeler kraakbeen, waarop de manier van zwemmen is aangepast. De meeste haaien zwemmen anguilliform, met uitzondering van onder meer de makreelhaaien die thunniform zwemmen. Roggen kronkelen ook, maar dan verticaal met hun grote borstvinnen, rajiform. Een uitzondering hierop zijn de sidder- en stroomroggen die met ostraciiforme oscillaties zwemmen.
Het anguilliform zwemmen van haaien lijkt voor een actieve jager die lange afstanden aflegt in tegenspraak met de lage efficiëntie van het spoelvormige lichaam dat de lange kronkelbeweging moet maken over de gehele lengte. De efficiëntie wordt echter op meerdere manieren verbeterd. De meeste haaien hebben twee rugvinnen, waarbij de eerste veelal een stuk groter is. Bij de heterocerkale staartvin kan de bovenste lob als rugvin worden gezien. Deze drie staan ruim uit elkaar en genereren elk een zog dat iets uit fase loopt met de kronkelbeweging van de haai. Bij het juiste faseverschil – afhankelijk van de afstand tussen de vinnen die weer gebaseerd is op de grootte van de vinnen, hun vorm en de golfvorm van het zwemmen – verhoogt deze volgstroom de stuwkracht van de tweede en vooral de derde vin.
Daarnaast worden spiersamentrekkingen versterkt door de huid. Het stratum compactum in de onderste huid bestaat uit collageenvezels die als pezen fungeren. In de huid neemt daarnaast de hydrostatische druk toe naarmate de haai sneller zwemt. Dit varieert van zo'n 20 kPa bij langzaam zwemmen tot 200 kPa bij snel zwemmen. Dit maakt de huid stijver, waardoor deze meer elastische energie op kan slaan. De spieren zijn via collageensepta verbonden met zowel de wervelkolom als de binnenzijde van de huid. Als de spieren aan een zijde worden aangespannen, worden spieren en huid aan de andere zijde opgerekt. De spieren daar zijn zeer elastisch, maar de huid niet. Zodra de spieren aan de ene zijde weer ontspannen, draagt de huid aan de andere zijde daardoor al bij aan het inzetten van de beweging op het moment dat de spieren aan de andere zijde nog moeten beginnen met het aanspannen. Dit effect neemt toe bij een hogere snelheid.

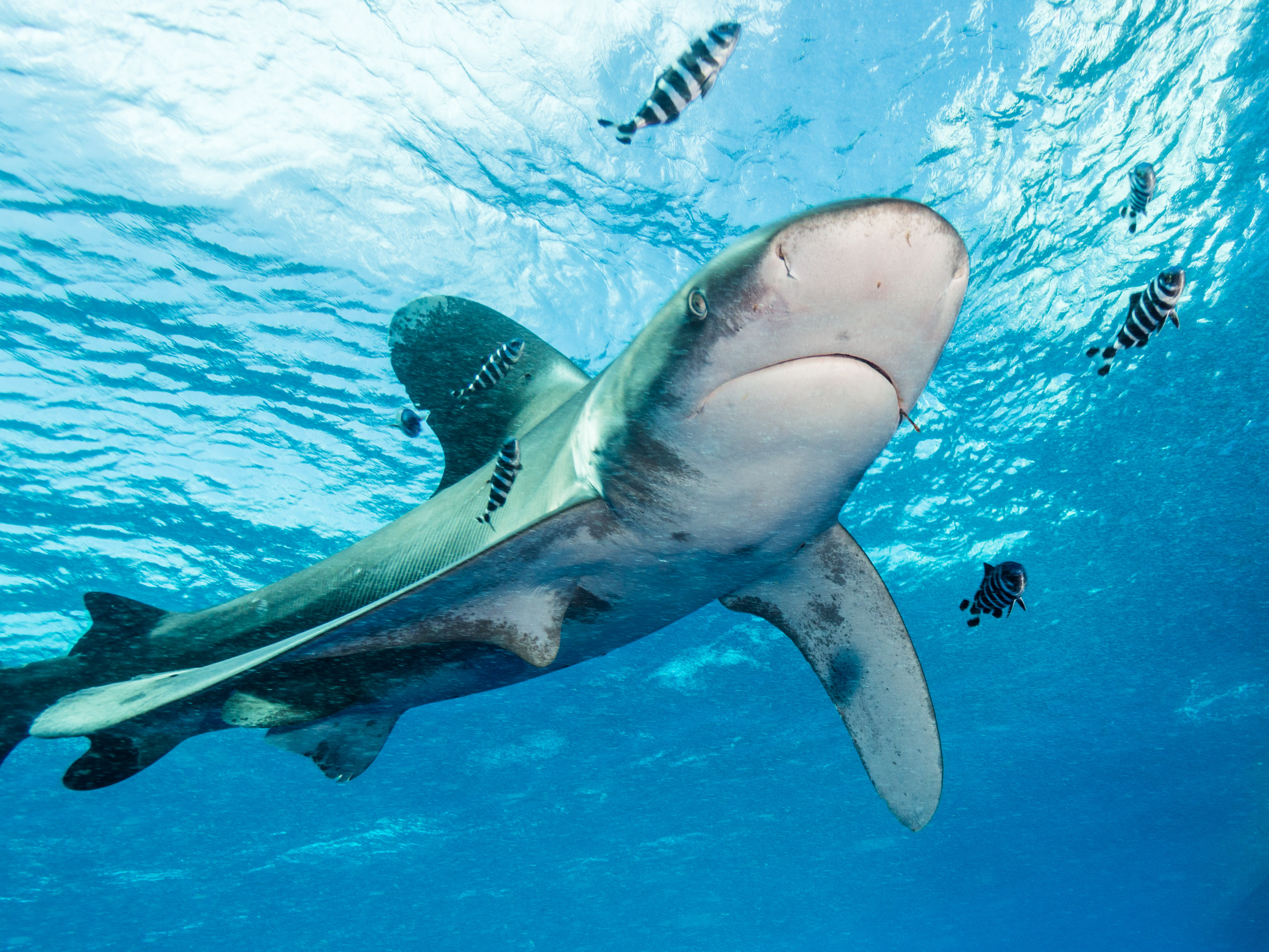
Dynamische lift opgewekt door het voorlichaam voorkomt dat de oceanische witpunthaai zinkt

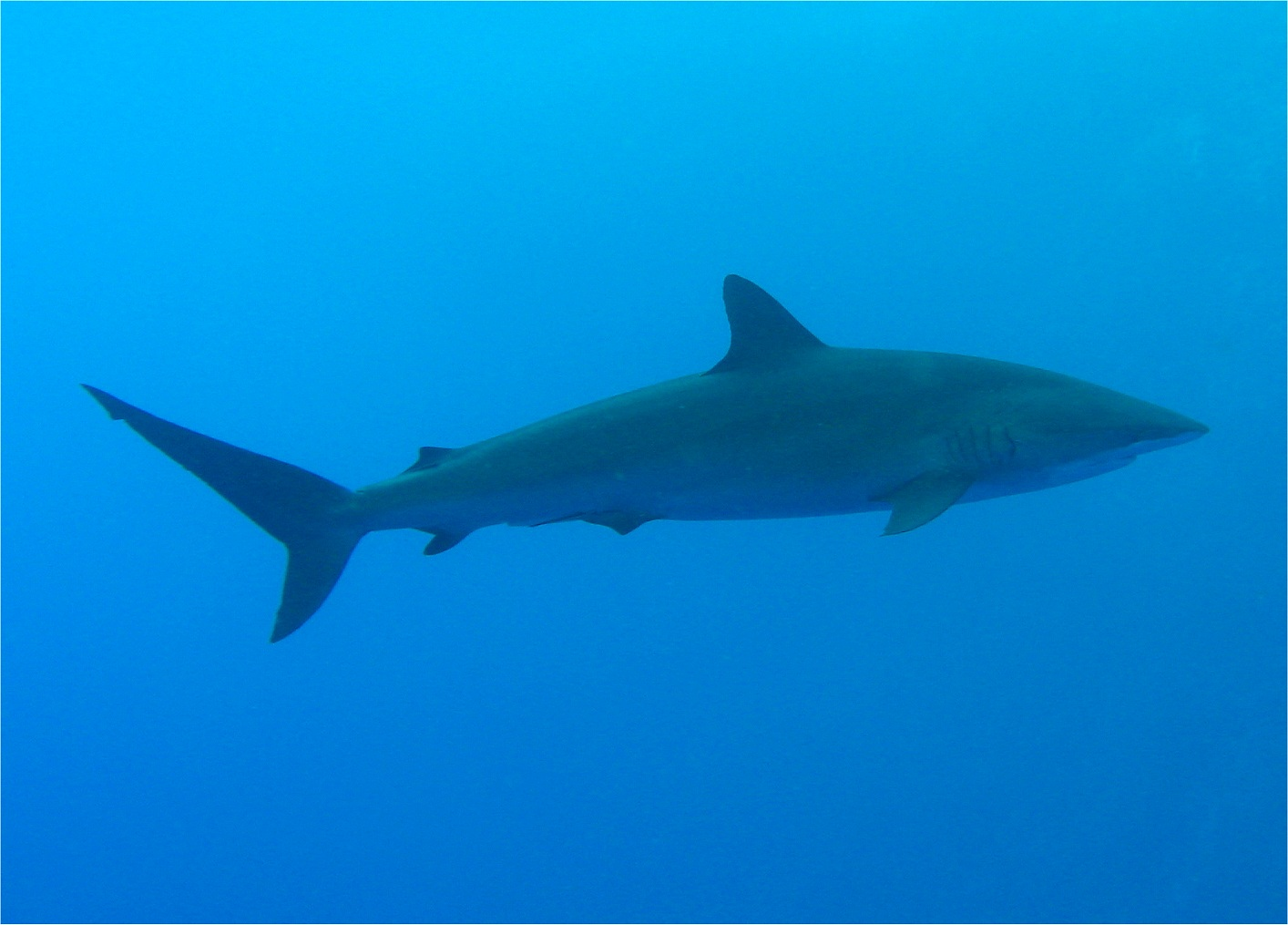
Dynamische lift door een kleine invalshoek. De stand van de borstvinnen doet de zijdehaai stijgen en dalen

De heterocerkale staartvin is niet symmetrisch en gezien de grotere bovenste lob zou de verwachting zijn dat de stuwkracht van de staart zowel naar achteren als naar boven gericht is. Volgens dit klassieke model levert dit een moment op waardoor de haai voorover zou draaien, maar dit wordt voorkomen doordat de afgeplatte onderzijde van het voorlichaam een kleine hoek omhoog heeft en zo een liftkracht genereert. Dit alles voorkomt dat de haai zinkt en levert tegelijkertijd een voorwaartse kracht.

Dit gaat echter gepaard met extra weerstand door het voorlichaam en de borstvinnen, zodat een alternatief model voor werd gesteld waarbij de onderste lob voldoende tegenkracht genereert, zodat de resultante kracht een voorwaartse beweging oplevert. Verder onderzoek lijkt het klassieke model te ondersteunen, maar dan waarbij alleen het voorlichaam zonder de borstvinnen liftkracht levert. Het alternatieve model lijkt wel op te gaan voor steuren, die ook een heterocerkale staartvin hebben en de hoek van de stuwstraal zo'n 10° op en neer kunnen bewegen om te duiken en stijgen, iets wat haaien met hun borstvinnen doen.
De snelheid bij de meeste vissen neemt toe door de frequentie van de staartslag te verhogen, maar haaien variëren daarnaast ook de slaggrootte en de lengte van de voortstuwingsgolf door het lichaam. Met de combinatie van een flexibel lichaam met elastische huid, goed geplaatste rugvinnen en een heterocerkale staartvin heeft de haai van de anguilliforme zwemvorm een goed compromis tussen snelheid, versnelling en wendbaarheid weten te maken.

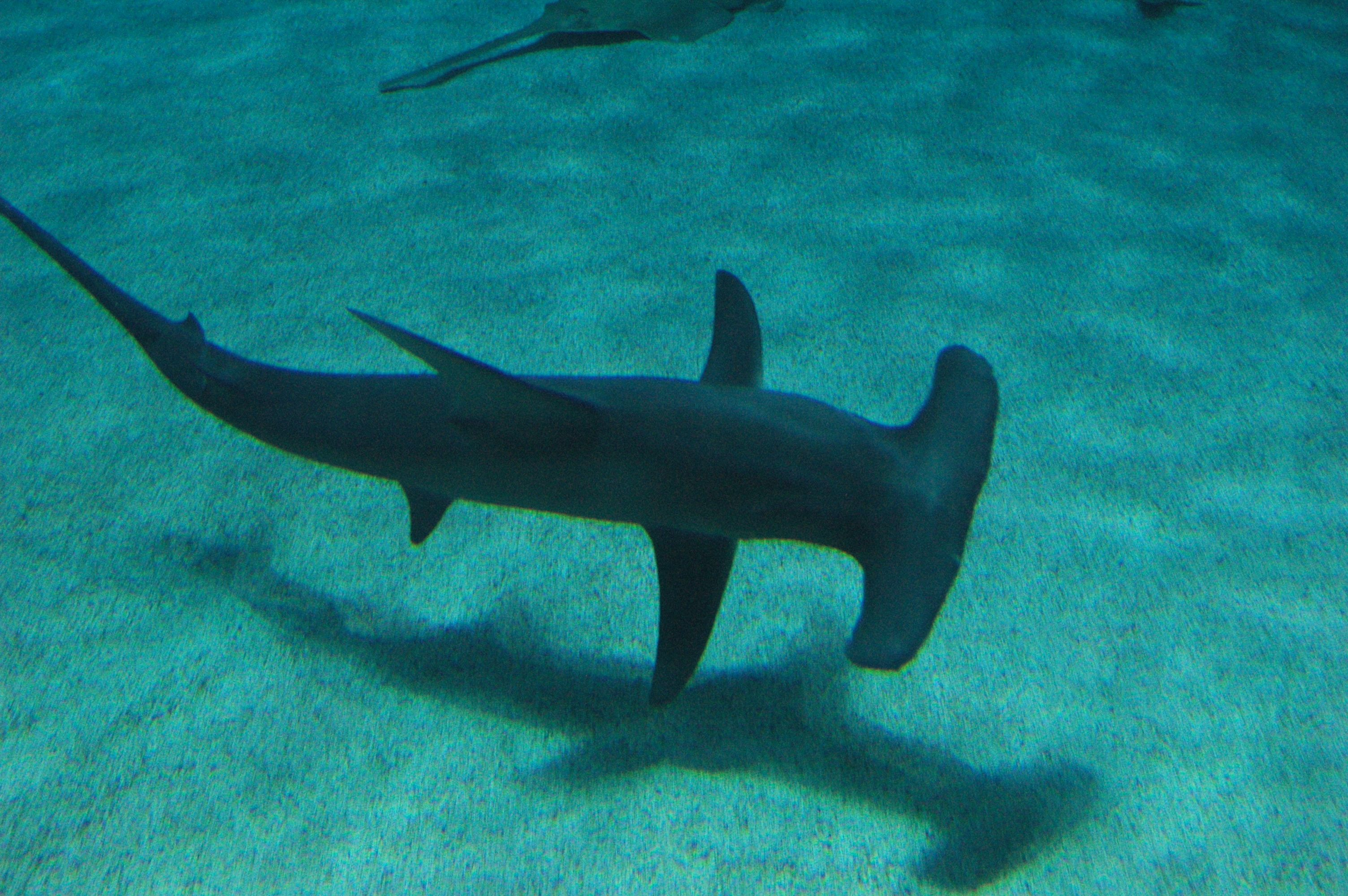
Zijdelings zwemmende grote hamerhaai

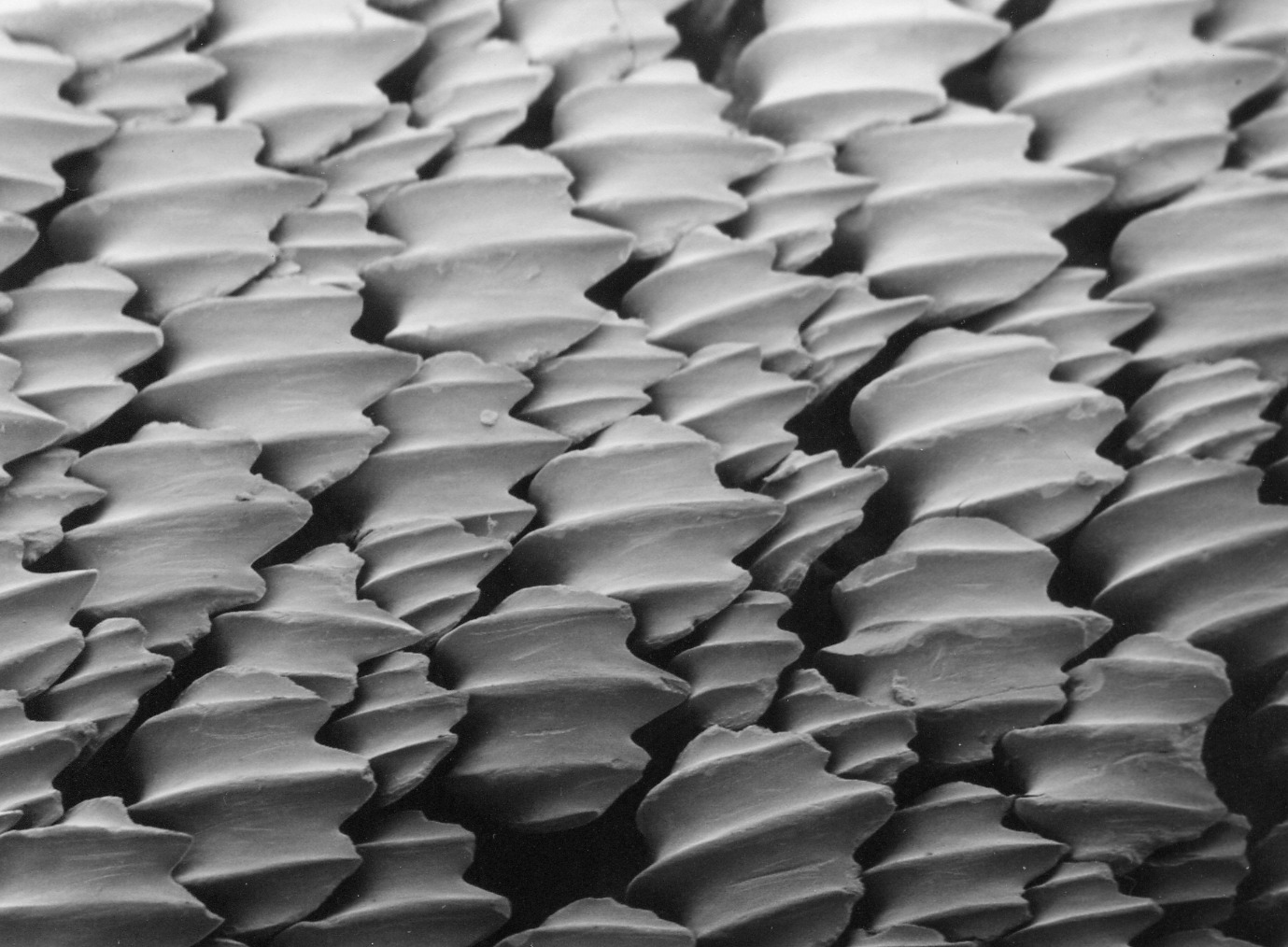
Huidtanden

De buitenzijde van de huid van kraakbeenvissen bevat huidtanden die homoloog zijn aan de tanden van het gebit, met glazuur rond de dentine. Deze wekken wervels op die de turbulentie verminderen en daarmee de weerstand verlagen en de haai ook stiller maken. Het draagt ook bij aan het lotuseffect dat als anti-aanslagmiddel fungeert.
Grote hamerhaaien zwemmen veel zijdelings met hoeken van zo'n 50 tot 75°, tot wel 90% van de tijd, ook tijdens het stijgen en dalen. De voorste rugvin is in tegenstelling tot alle andere haaien groter dan de borstvinnen, zodat deze bij zijdelings zwemmen met de bovenliggende borstvin en het lichaam de liftkracht kan leveren die bij andere haaien alleen door het voorlichaam en in mindere mate de borstvinnen wordt geleverd. Bij het zijdelings zwemmen is de spanwijdte groter, wat meer liftkracht oplevert, zodat de invalshoek verkleind kan worden. Door het kleiner worden van deze hoek neemt ook de geïnduceerde weerstand af. Doordat de weerstand met zo'n 10% vermindert, neemt ook het energieverbruik af met zo'n 8%.

### Weekdieren

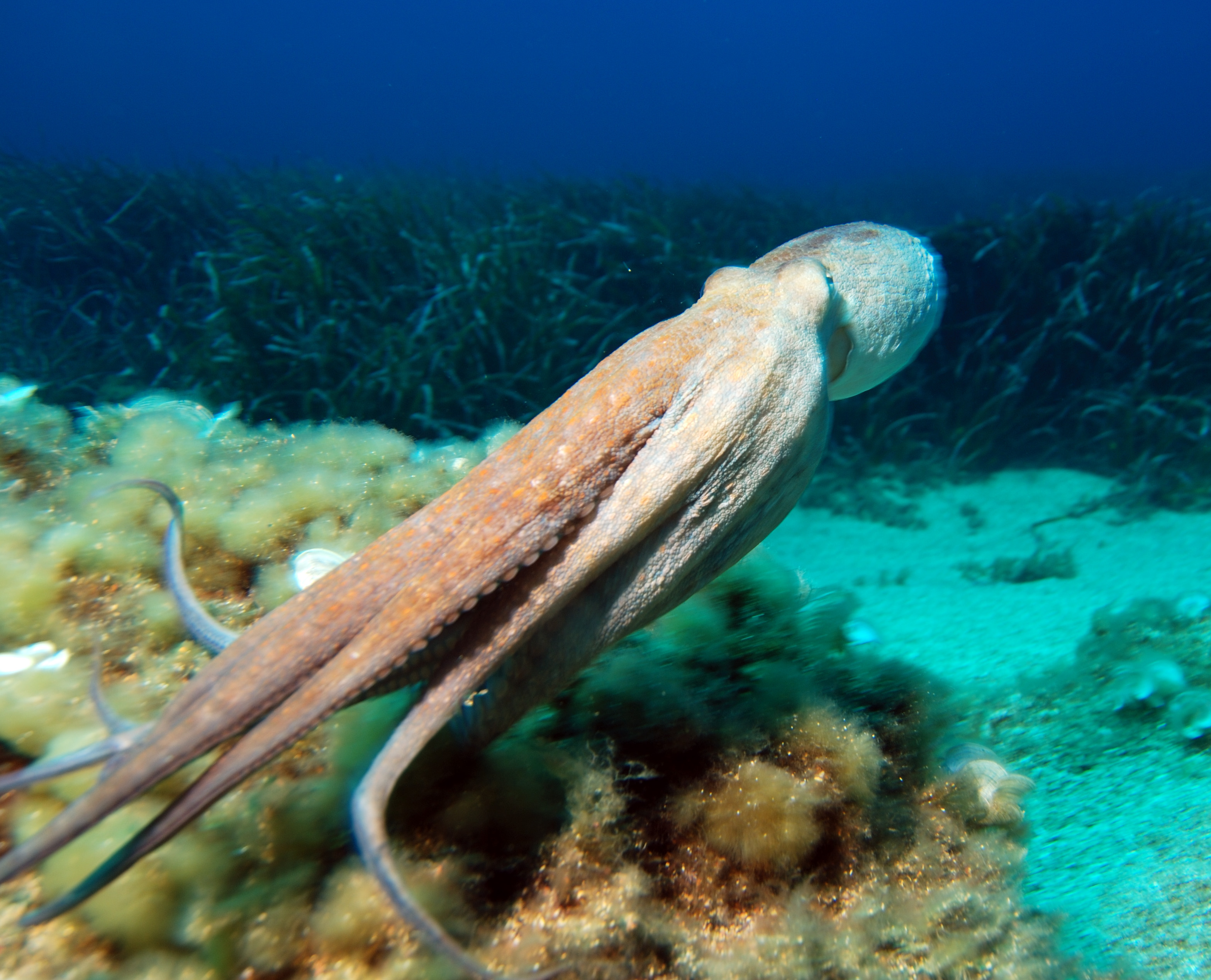
De achtarm gebruikt onder meer straalaandrijving

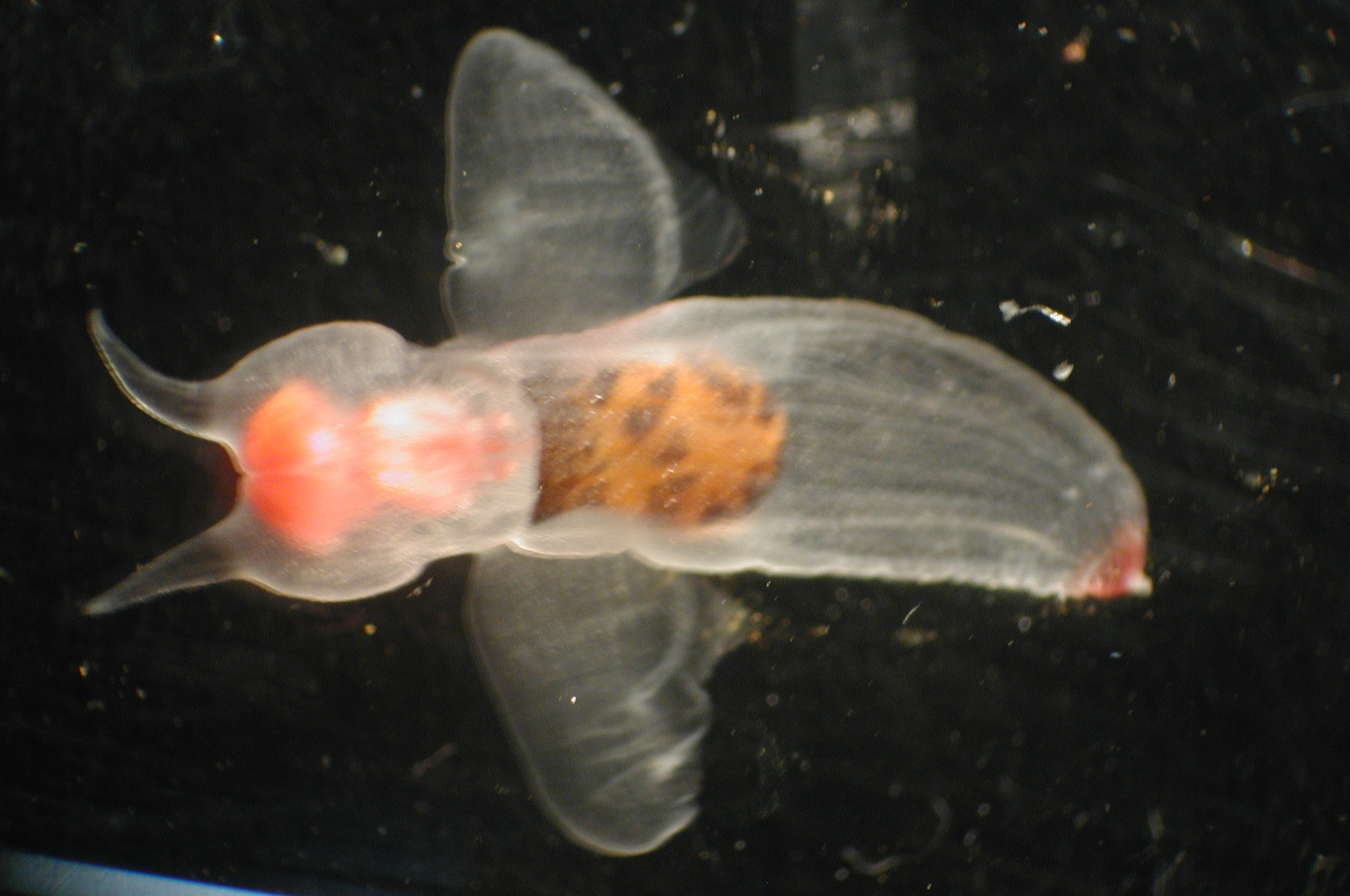
Gewone vlerkslak

De meeste weekdieren hebben een voet die twee hoofdfuncties heeft, de passieve vorm om zich vast te houden aan de ondergrond en de actieve vorm om zich voort te bewegen over de ondergrond of door het water. Keverslakken en veel slakken hebben nog de primitieve wijde kruipzool waarmee ze zich met golfbewegingen voortbewegen. De geruite rondmondhoren en Turbinidae zijn opmerkelijk omdat deze zich tweevoetig voortbewegen.

Veel soorten kunnen ook zwemmen, zoals de slakken Phylliroe bucephala en Cephalopyge trematoides. De voet van Clione heeft zich vleugelvormig ontwikkeld. Ook zeevlinders hebben zich aangepast aan het zwemmen en zweven in het water. Ze hebben twee vleugelvormige parapodia en bij enkele families zijn de schelp en de kieuwen verdwenen.
Bij inktvissen heeft de poot zich ontwikkeld tot tentakels die met vinnen gebruikt worden voor de voortbeweging. De sifon in de mantelholte wordt ook wel gebruikt als krachtige voortstuwing, maar deze straalaandrijving kost veel energie.
De meeste tweekleppigen bewegen zich slechts langzaam met hun voet. Mantelschelpen kunnen zich echter verplaatsen door de kleppen met kracht te sluiten, waardoor het water met kracht de schelp verlaat aan de kant waar het slot zit, zodat het eruitziet of de schelp zich een weg door het water hapt. Dit kost echter veel energie, zodat de mantelschelp na vier tot vijf van deze bewegingen enkele uren moet rusten.

### Reptielen

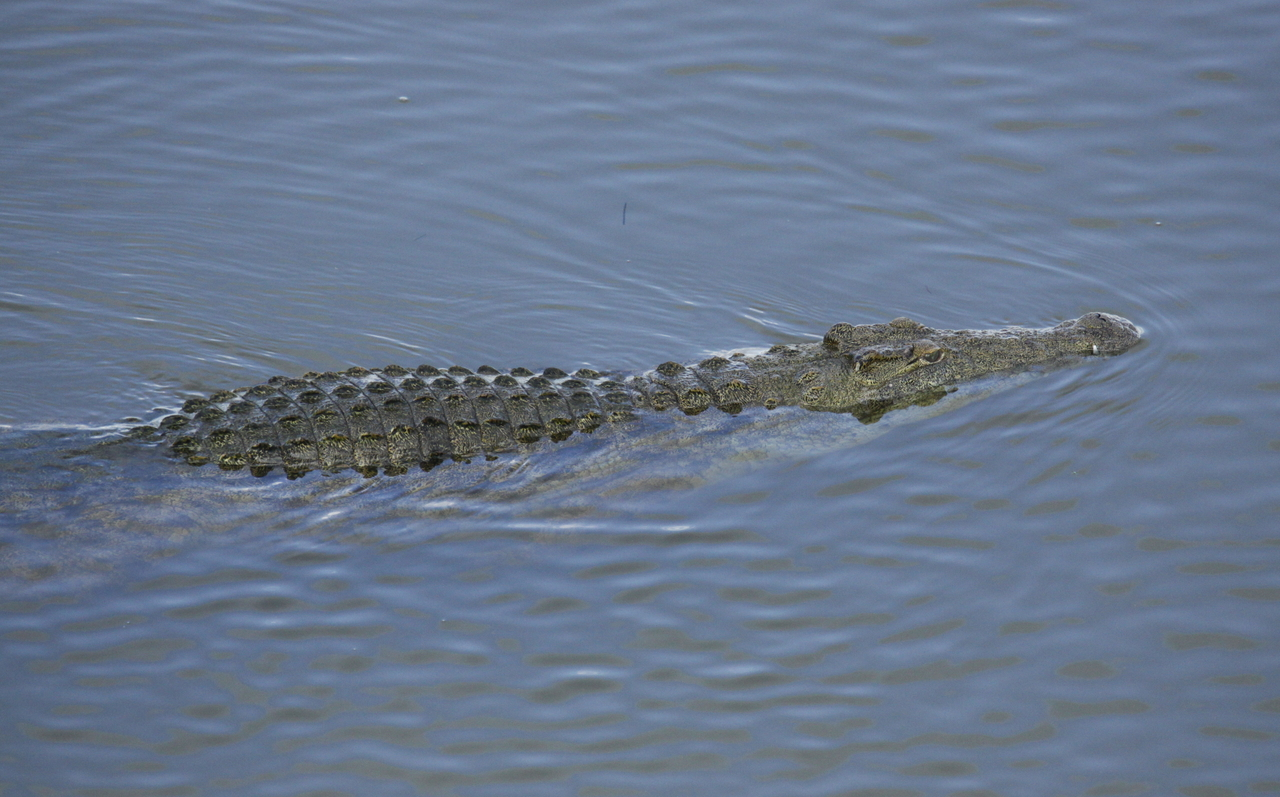
Nijlkrokodil met de poten langs het lichaam tijdens het zwemmen

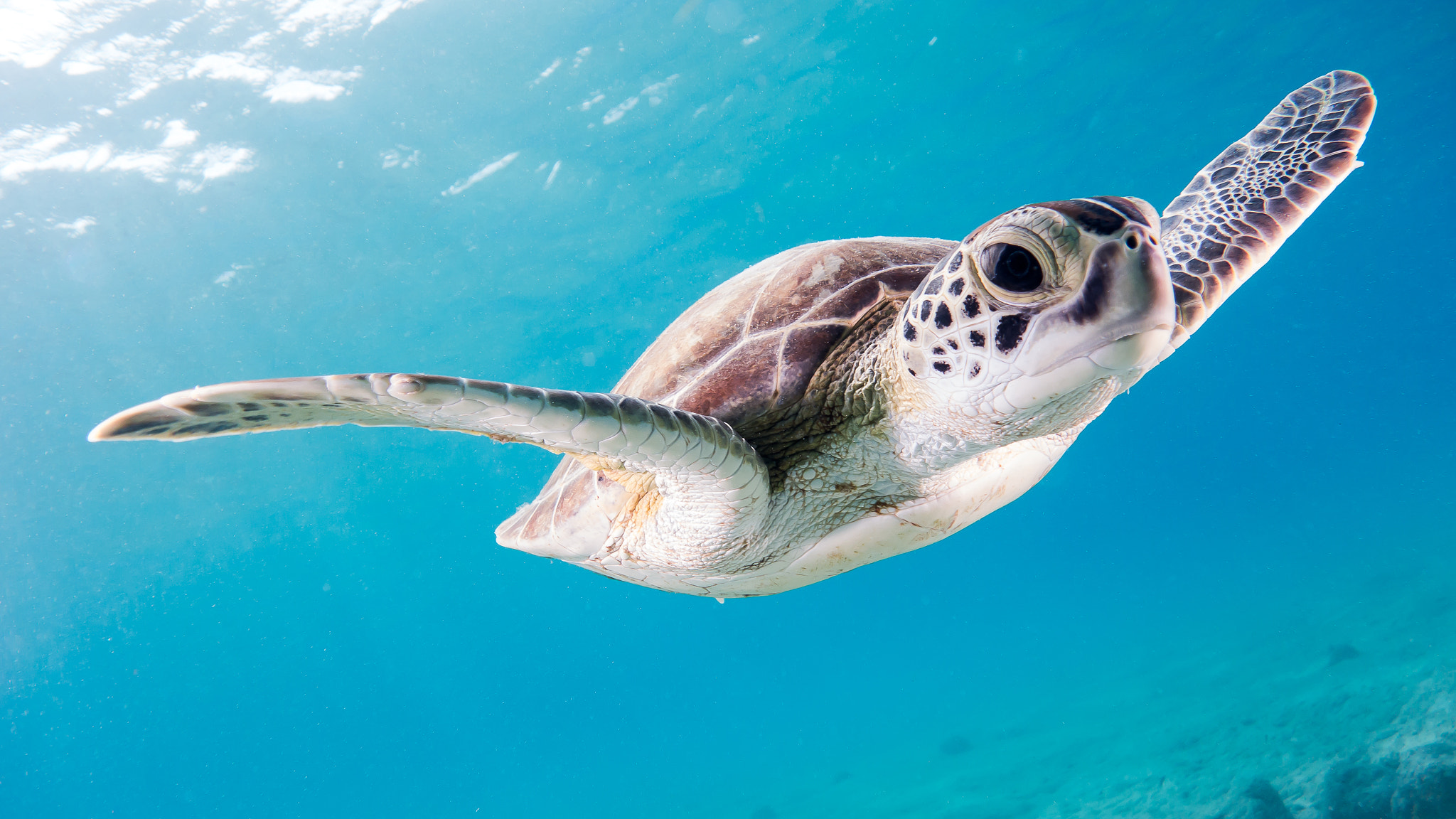
Chelonia mydas

Krokodilachtigen zwemmen met de poten tegen het lichaam gedrukt en maken krachtige slagen met de staart, vergelijkbaar met de carangiforme bewegingen bij vissen. Op land lopen ze net als hagedissen door de poten langs het lichaam te bewegen en met de buik over de grond te slepen. Door hoog op de poten te staan, kunnen ze een korte sprint maken, maar dit kunnen ze maar korte tijd volhouden en gebruiken ze alleen om het water in te vluchten.
Slangen zwemmen anguilliform kronkelend door het water, dezelfde serpentine kronkelbeweging die ze veelvuldig gebruiken op land.
Zeeschildpadden hebben lange flippervormige voorpoten waarmee ze bijna vliegende bewegingen maken. De achterflippers zijn aanmerkelijk korter en worden gebruikt om te sturen. Op land hebben ze weinig te zoeken en alleen voor de afzet van de eieren komen de vrouwtjes op het strand. Karetschildpadden, onechte karetschildpadden, warana's en Kemps zeeschildpadden bewegen zich daar als hagedissen voort met de diagonale ledematen tegelijkertijd, terwijl lederschildpadden en soepschildpadden zich voortslepen door de tegenovergelegen ledematen gelijktijdig te bewegen. Karetschildpadden kunnen zich in tegenstelling tot andere zeeschildpadden achteruit bewegen op land.

### Vogels en zoogdieren

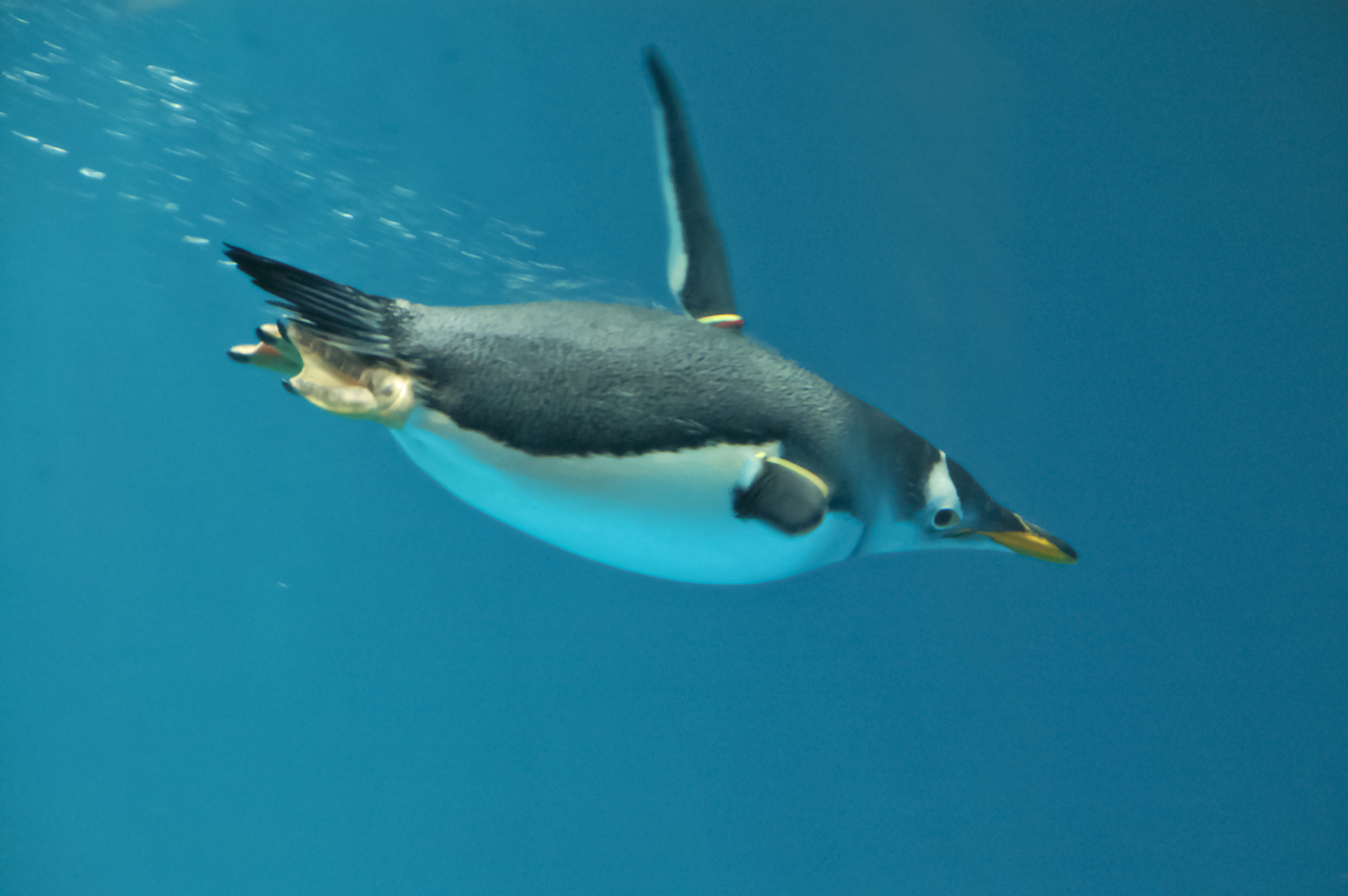
Ezelspinguïn

Watervogels en waterzoogdieren gaan meestal peddelend door het water. Watervogels hebben veelal zwemvliezen, evenals zoogdieren als otters en bevers. Paarden, elanden en wapiti's zijn goede zwemmers en ook olifanten, apen, konijnen en muizen kunnen zwemmen. Ook honden en katten kunnen zwemmen, al houden de laatsten over het algemeen niet van water, met uitzonderingen als de Turkse Van. De wilde vissende kat heeft zelfs kleine, slecht ontwikkelde zwemvliezen. Ook de mens kan zich zwemmend voortbewegen, waarbij de Bajau al zoveel generaties leven van de onderwaterjacht dat er sprake is van toegenomen hypoxietolerantie door evolutie van de milt om meer hemoglobine af te geven tijdens het vrijduiken, zodat het bloed zuurstofrijker is.
Een uitzondering op het peddelend zwemmen vormen pinguïns die zich voortbewegen door het water met tot flippers omgevormde vleugels waarmee ze onder water bijna vliegende bewegingen maken. Vogels als ijsvogels, alken, alkstromvogeltjes, waterspreeuwen en de bruine en Peruaanse pelikaan duiken allemaal onder water.

Vergelijkende anatomie van oorrobben (Otariidae) en zeehonden (Phocidae)

Oorrobben gebruiken de voorpoten om al peddelend te zwemmen, terwijl zeehonden juist de achterpoten en hun lichaam gebruiken. Waar oorrobben een hoge snelheid kunnen ontwikkelen, zijn zeehonden in staat om langere afstanden af te leggen. Zeehonden kunnen daardoor ver van land naar voedsel zoeken, terwijl oorrobben meer gebonden zijn aan voedingsrijke opwellingen.

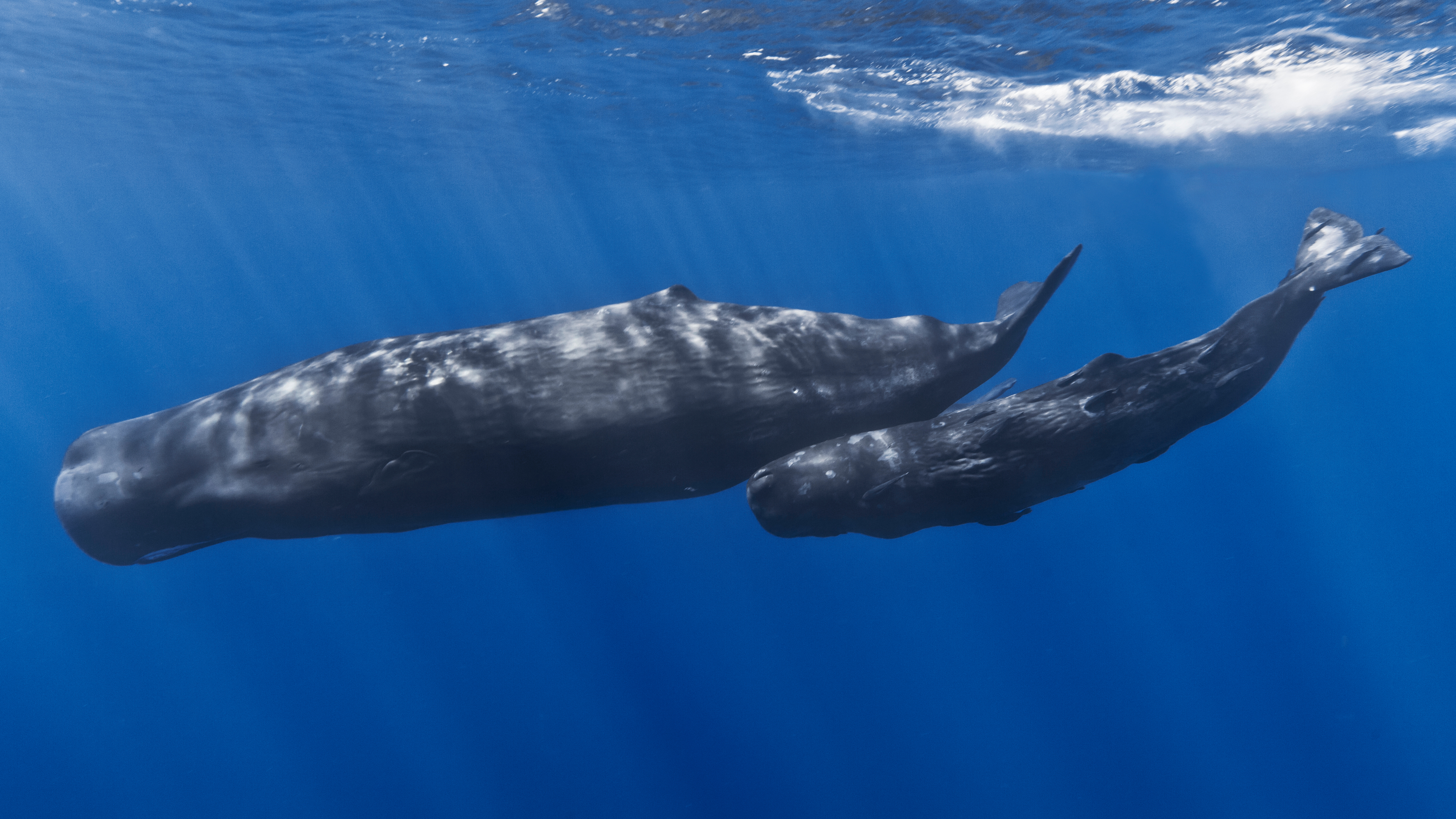
Een potvis en haar jong. Walvissen bewegen zich verticaal oscillerend voort met hun horizontale staart

Dit soort zoogdieren is geëvolueerd uit een landdier en opnieuw aangepast aan de zee, waarbij de poten weer vinnen zijn geworden of grotendeels verdwenen. Daarvan zijn de walvissen, dolfijnen en bruinvissen het meest aangepast. De longcapaciteit is relatief laag, de zuurstofvoorraad is opgeslagen in het spierweefsel, waar de zuurstofmoleculen zich hechten aan het eiwit myoglobine. Waar de meeste vissen met hun verticale staart een horizontale kronkelbeweging of oscillatie gebruiken, bewegen walvissen met hun horizontale staart zich net als otters en zeehonden verticaal. Ze gebruiken daarbij alleen de staartvin voor de voortstuwing zodat de beweging lijkt op een kwartslag gedraaide carangiform of thunniform.

### Bentische zone
Enkele dieren die in de bentische zone leven, lopen over de zeebodem, maar kunnen veelal ook zwemmen, springen of zich ingraven. Stekelhuidigen als zee-egels, zeesterren, zanddollars en zeekomkommers hebben buisvoetjes. Met behulp van een watervaatstelsel worden deze voetjes hydraulisch bewogen. Sommige tweekleppigen kunnen springen en zwemmen.

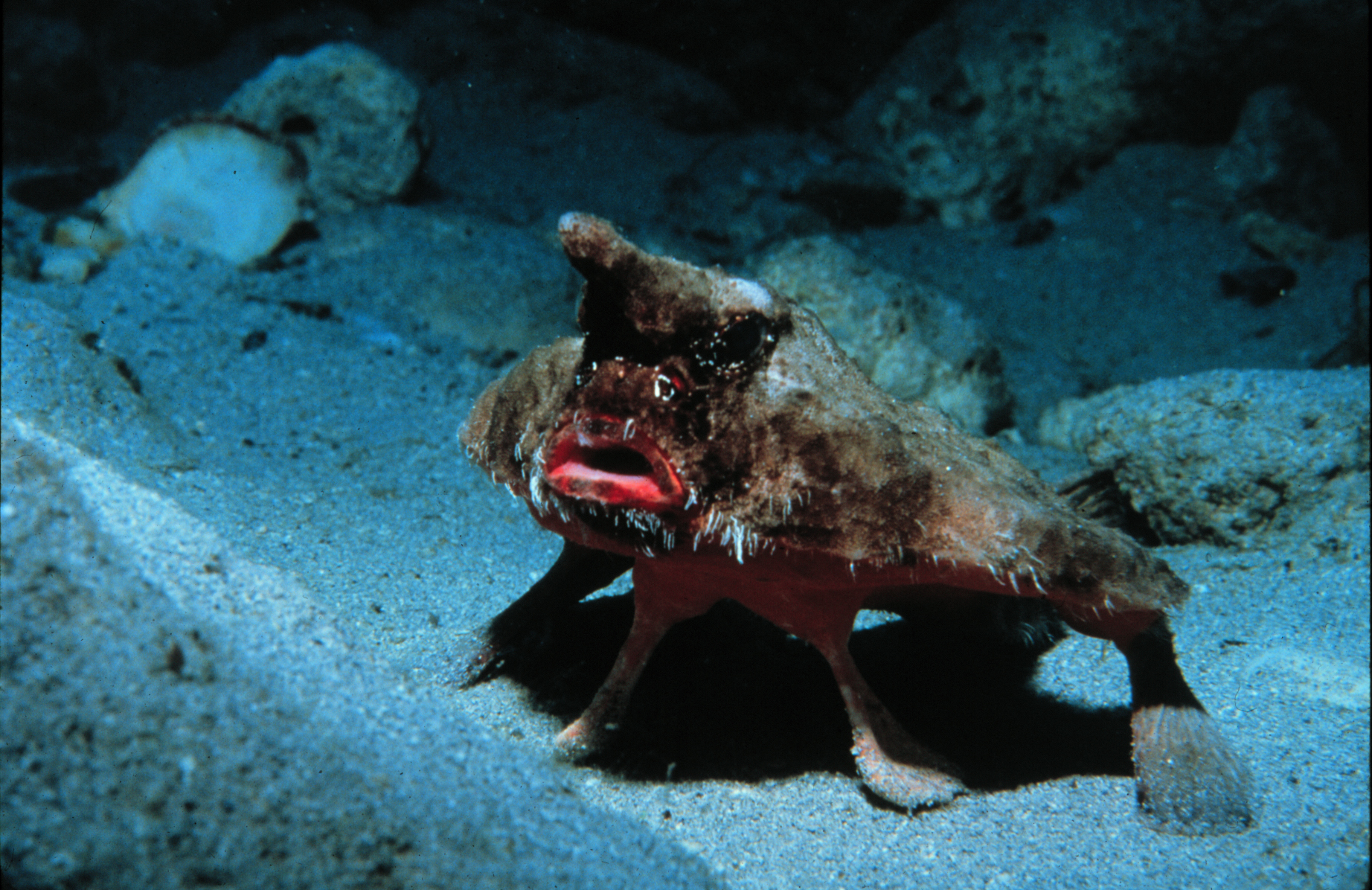
Ogcocephalus parvus

Bij ponen zijn de borstvinnen zo ontwikkeld dat ze er mee over de zeebodem kunnen lopen. Vliegende ponen bewegen zich vergelijkbaar met hun vinstralen. Antennariidae trekken zich voort over de bodem met hun aangepaste borst- en buikvinnen en gebruiken ook straalaandrijving. Ook Brachionichthyidae gebruiken hun borst- en buikvinnen om te lopen, waarbij de borstvinnen zich tot armvormige ledematen hebben ontwikkeld met een elleboog en vingers. Vleermuisvissen (Ogcocephalidae) en de longvis Protopterus amphibius lopen over de bodem en de driepootvis staat met zijn buikvinnen en staartvin op de bodem.
Bij kleine roggen zijn de voorste lobben van de buikvinnen gevormd tot pootachtige vormen, de crura. Hiermee duwt de kleine rog zichzelf punterend af om zo even te zweven tot de volgende afzet. De kleine rog gebruikt de twee buikvinnen ook om te lopen op een manier die opmerkelijke overeenkomsten vertoont met viervoeters. In tegenstelling tot bij andere lopende vissen gaat dit niet gepaard met een kronkelbeweging van de wervelkolom, iets wat past bij de rajiforme manier van zwemmen en ook overeenkomt met viervoeters. Het maakt daarbij gebruik van een neuraal netwerk dat net als bij viervoeters door hoxgenen wordt gespecificeerd. Mogelijk hebben de kleine rog en viervoeters dan ook een 420 miljoen jaar oude gemeenschappelijke voorouder.
De meeste krabben lopen zijdelings, hoewel Raninidae, Libinia emarginata en Mictyris platycheles rechtdoor lopen, net als kreeften. De bidsprinkhaankreeft Nannosquilla decemspinosa maakt bij laagtij salto's van de ene poel naar de andere.

### Wateroppervlak

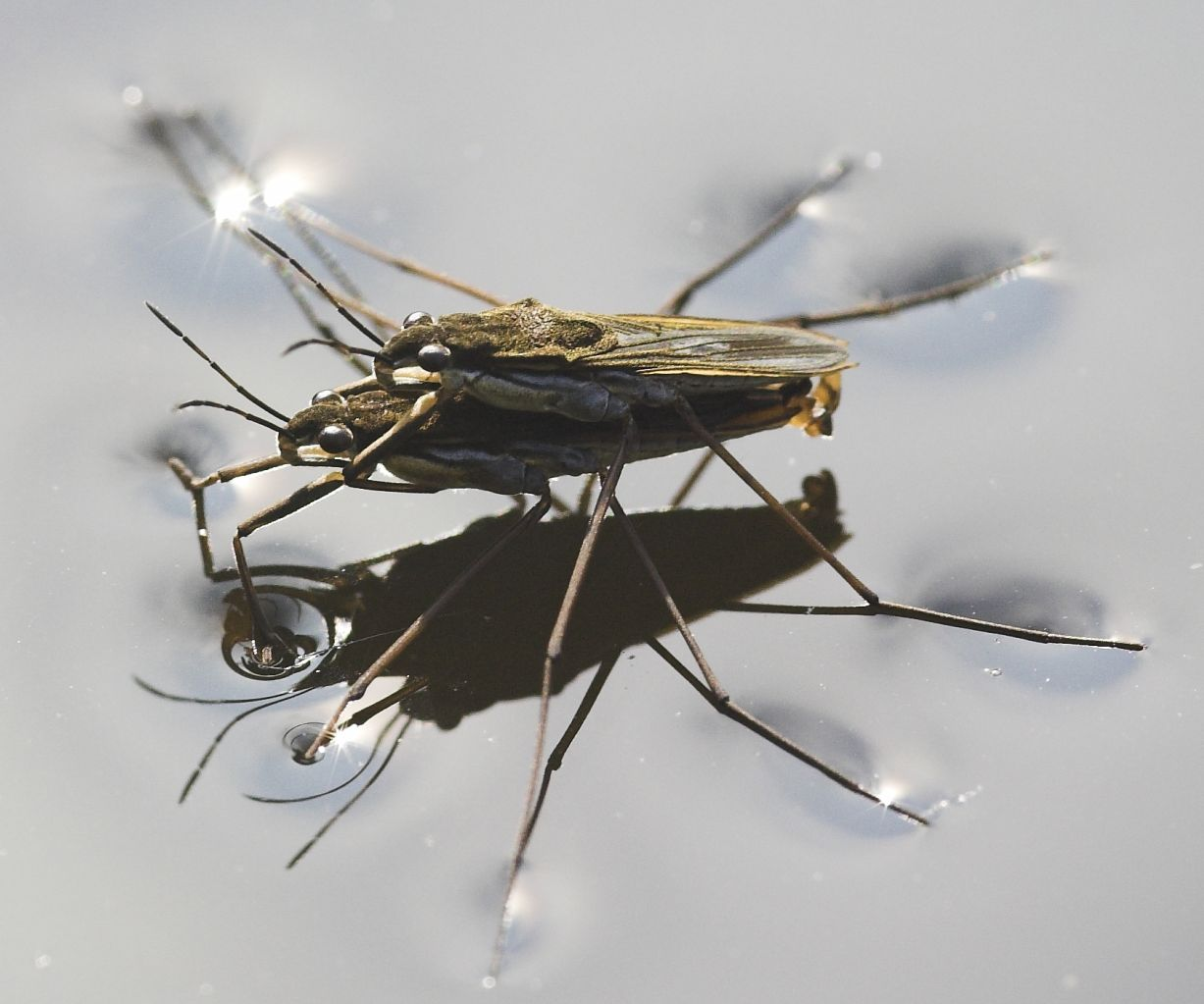
Parende schaatsenrijders

Enkele dieren zijn in staat zich voort te bewegen op het wateroppervlak, het grensvlak tussen water en lucht, gebruikmakend van de oppervlaktespanning. Daarbij valt onderscheid te maken tussen de zeer lichte dieren die ook in rust op het water blijven staan en de zwaardere dieren die in beweging moeten blijven. Sommige kleinere salamanders hebben een waterafstotende huid zodat ze blijven drijven.
Een voorbeeld van de eerste groep is de schaatsenrijder die hydrofobe haartjes heeft over het hele lichaam. Ook de mier Polyrhachis sokolova en Chatogekko amazonicus behoren hiertoe. Voor veel insecten is de meniscus op het grensvlak tussen land en water een onoverkomelijke horde. Anderen maken er juist gebruik van, zoals de larve van de kever Pyrrhalta die waterlelies beklimt met behulp van de meniscus die het zelf creëert door drijvend in het water de rug te krommen. Waar Pyrrhalta deels ondergedompeld is, lopen andere insecten op het water. Mesovelia heeft speciale klauwen om zich rennend op te trekken aan de helling. Veel insecten, zoals Microvelia, maken gebruik van het marangoni-effect. Het bezaantje, een hydroïdpoliep, laat zich met zijn driehoekig zeiltje door de wind voortbewegen.
Basilisken worden in sommige landen wel Jezus-Christushagedissen genoemd, omdat ze op de achterpoten over water kunnen rennen om te ontsnappen aan roofdieren. Zwanehalsfuten rennen over water als onderdeel van het baltsritueel.

### Springen

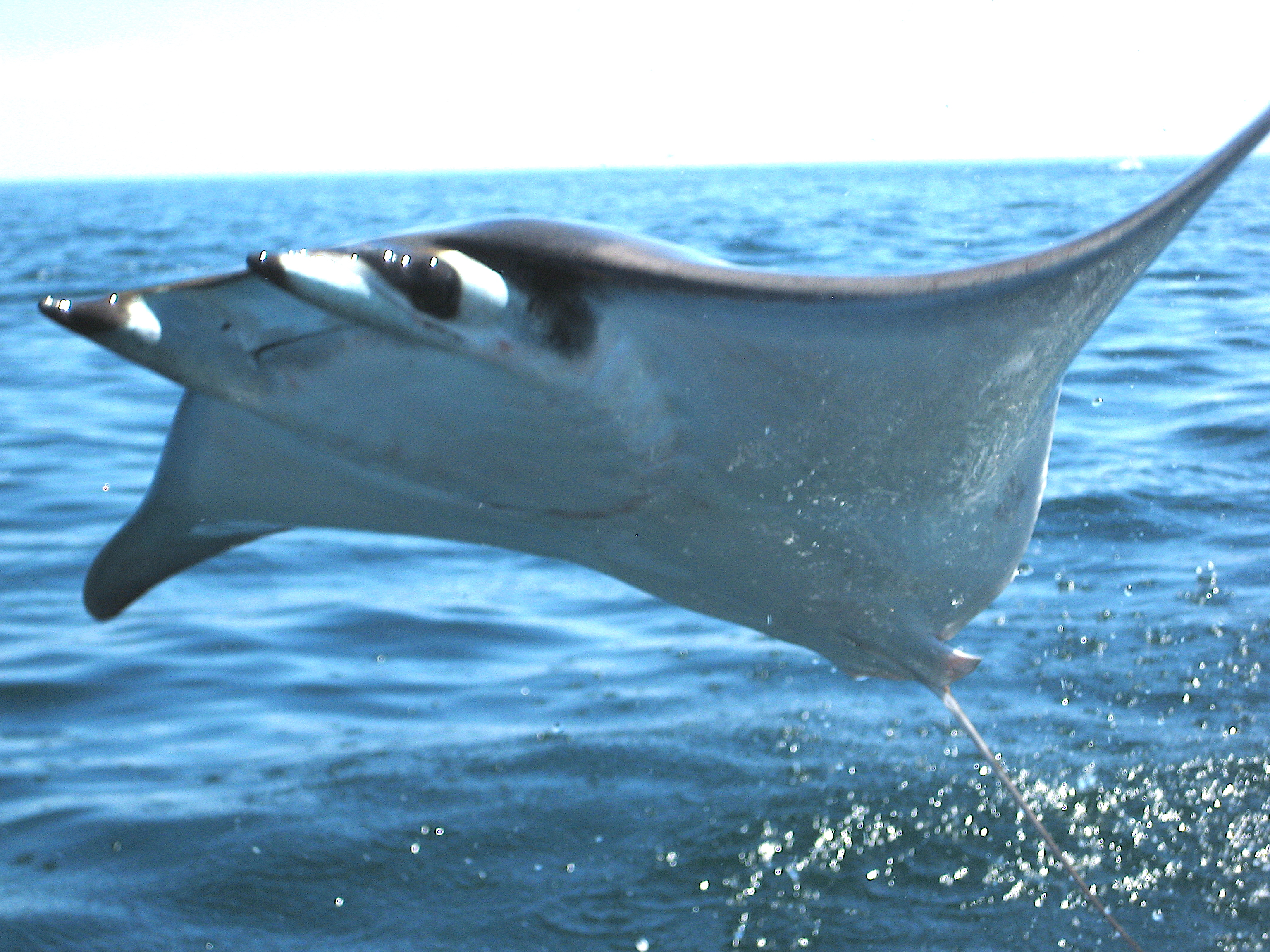
Duivelsrog

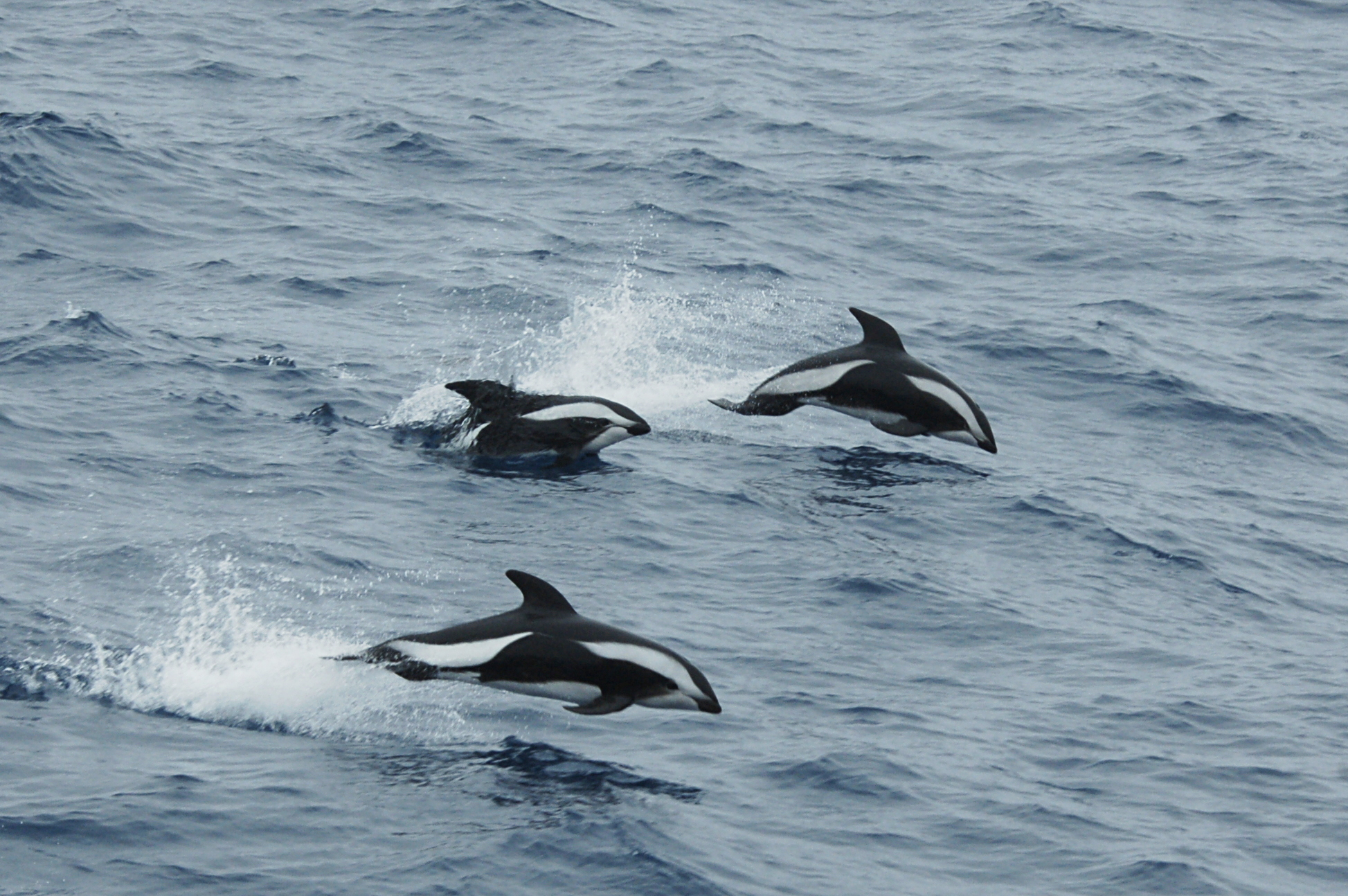
Zandloperdolfijnen

Veel vissen zijn in staat om uit het water te springen. Forel en forelbaars vangen zo prooien, terwijl arowana's bijna twee meter kunnen springen om insecten en zelfs vogels en vleermuizen te vangen.
Andere vissen maken gebruik van de lagere weerstand van lucht om snelheid op te bouwen voor de jacht, waaronder gepen, makreel en tonijn. Imponeergedrag, oriëntatie, communicatie en voor het plezier zijn andere redenen.
Bij walvisachtigen wordt onderscheid gemaakt tussen verschillende vormen van gedrag aan het oppervlak. Dolfijnen gebruiken het springen of porpoising ook wel om efficiënter lange afstanden af te leggen. Bij breaching komt meer dan 40% van het lichaam uit het water, terwijl dit bij lunging minder is. Potvissen, vinvissen en orka's breachen veel. Bij spyhopping gebruikt het dier alleen het drijfvermogen om verticaal langere tijd gedeeltelijk boven water te blijven. Bij logging drijft het langere tijd horizontaal. Bij lobtailing wordt met de staart op het water geslagen.
Springen wordt door onder meer voornen, halfsnavelbekken, koornaarvisachtigen, harders en blauwbaars ook gebruikt, maar dan juist om te ontsnappen aan de jacht.
Zalmen springen bij stroomversnellingen en watervallen.

### Zweven

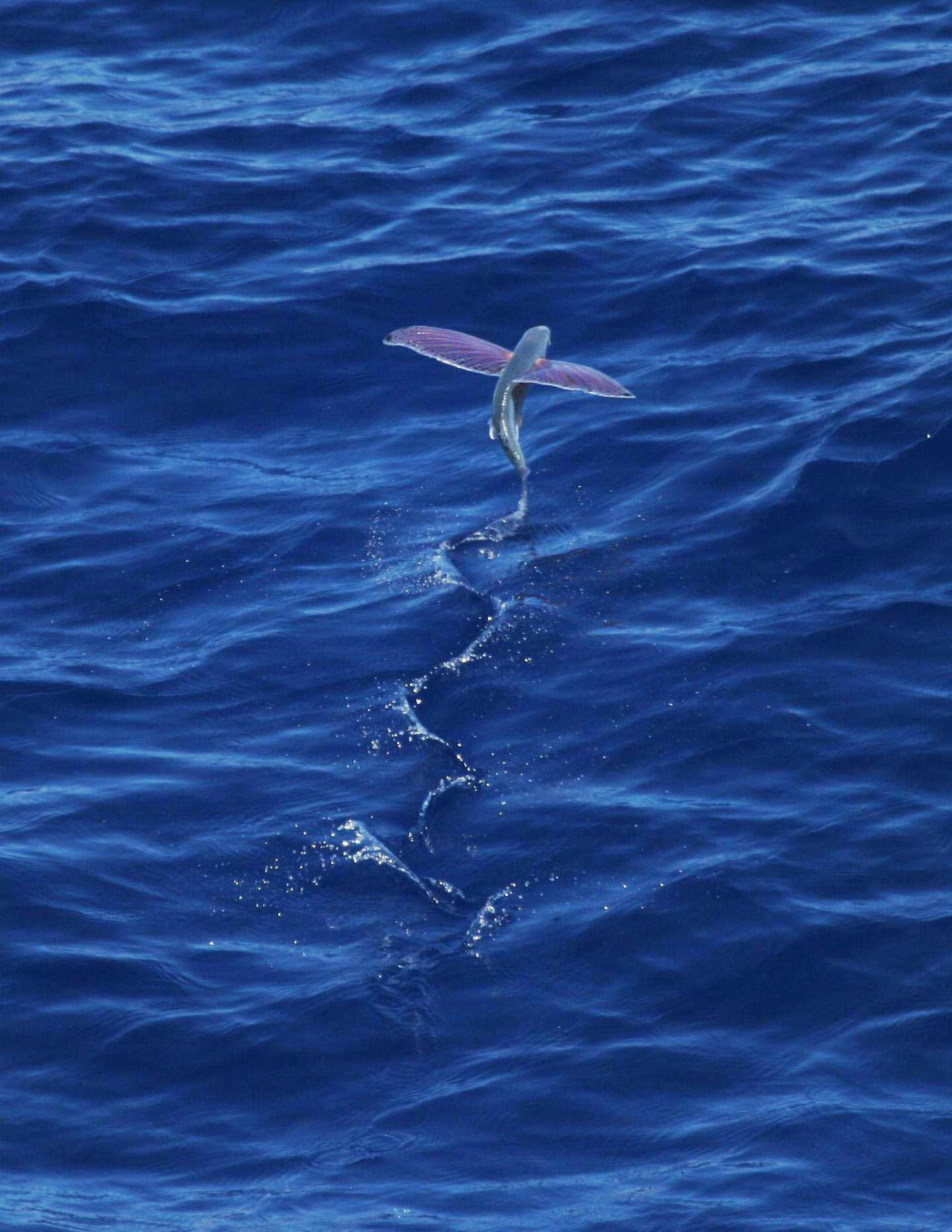
Vliegende vis

Een deel van de springende vissen is in staat om langere tijd boven water te blijven door te zweven. Vliegende vissen, vlindervissen en bijlzalmen hebben vergrote borstvinnen waarmee ze zweven, waarbij de laatste deze vinnen vibreert om extra liftkracht te genereren. Bij sommige halfsnavelbekken zijn de borstvinnen ook meer ontwikkeld om te zweven.
Bij de vliegende vissen is onderscheid te maken tussen Exocoetus waarbij alleen de borstvinnen vergroot zijn en Cypselurus waarbij ook de buikvinnen vergroot zijn. Cypselurus heeft daardoor een lagere vleugelbelasting en kan langere afstanden afleggen, ook doordat de onderste lob van de staartvin in het water blijft, zodat deze ook tijdens de vlucht nog stuwkracht genereert. Exocoetus kan met de grotere slankheid van zijn vinnen sneller zweven. Exocoetus lanceren zichzelf met een grote invalshoek, tot wel 45°.

### Intergetijdengebied en binnenwateren

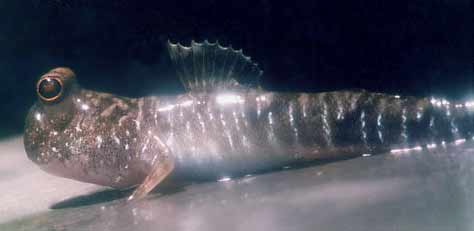
Periophthalmus gracilis

In het intergetijdengebied en binnenwateren komen vissen voor die zich enige tijd op land kunnen voortbewegen. Zo gebruiken klimbaarzen hun gepaarde vinnen en gepunte kieuwdeksels en slangenkopvissen hun borstvinnen. Wandelende meervallen kronkelen voorwaarts, zich daarbij ondersteundend met de borstvinnen. Bij kwastsnoeken fungeert de zwemblaas als long en zij moeten regelmatig lucht happen om niet te verdrinken. Ze kunnen meer dan een dag op land doorbrengen, maar bewegingen zich daar niet gemakkelijk. Kryptolebias marmoratus heeft kieuwen voor in het water, maar kan door de huid ademen en zo twee maanden lang op land overleven. Daar maakt het met behulp van de staartslagen sprongen om zich voort te bewegen.
Slijkspringers zijn een van de best aan land aangepaste vissen en bewegen zich voort door hun borstvinnen voor zich neer te zetten en zich daarmee naar voren te drukken, zoals iemand die op krukken loopt. Anguilliforme vissen als murenen en echte palingen kunnen met hun normale manier van voortbewegen ook op land vooruit komen, de serpentine beweging van slangen.
De 375 miljoen jaar oude Tiktaalik is mogelijk de fossiele overgangsvorm tussen luchtademende vissen als Panderichthys en viervoeters als Acanthostega en Ichthyostega. Tiktaalik had schouder-, elleboog- en polsgewrichten en de neusgaten – aangepast aan het ademen van lucht – en ogen op de bovenkant van de kop, maar had ook nog vinnen en een geschubde huid als een vis.

Zwemmende gewone pad

Veel amfibieën beginnen hun leven met een aquatisch larvestadium en bewegen zich dan anguilliform voort met hun staart. In het volwassen stadium vormen zich bij kikkers en salamanders pootjes en bij de eersten verdwijnt de staart. Wormsalamanders ontwikkelen geen pootjes.

Kikkers zwemmen vanaf dan met hun krachtige achterpoten, vergelijkbaar met de schoolslag. De meeste salamanders gebruiken hun staart nog bij het zwemmen, nu in carangiforme vorm. Salamanders die strikt op het land leven, zoals Salamandra, gebruiken de staart niet meer om te zwemmen.

## Land
Op land lopen, rennen, kruipen, glijden en springen dieren. De meeste gewervelden zijn viervoetig, afgezien van vogels die exclusief tweevoetig zijn. Bij zoogdieren zijn kangoeroes en de mens tweevoetig.

### Lopen

Verschillende standen van het heupgewricht

Paard in rengalop door Muybridge

Lopen is verschillende keren geëvolueerd. Bij viervoeters – niet te verwarren met viervoetigen – is dit waarschijnlijk een enkele keer gebeurd, maar bij geleedpotigen – die vier op de vijf diersoorten uitmaken – is dit onafhankelijk van elkaar vaker gebeurd. Ook fluweelwormen en beerdiertjes hebben zich ontwikkeld tot lopers.
De meeste dieren bewegen zich voorwaarts voort, maar er zijn er enkele die zich zijwaarts verplaatsen, zoals krabben en krabspinnen. Rivierkreeften lopen vooral vooruit, maar zwemmen veel sneller achterwaarts dan voorwaarts. De naakte molrat beweegt zich net zo snel achterwaarts als voorwaarts.

#### Geleedpotigen
Geleedpotigen bestaan uit zespotigen, voornamelijk insecten, de achtpotige spinachtigen en zeespinnen, de degenkrabben, de tien- tot veertienpotige kreeftachtigen en de duizendpotigen met de duizend- en miljoenpoten. Bij de insecten zijn onder meer bidsprinkhanen en waterschorpioenen uitzonderingen, aangezien daar de voorste twee poten vangarmen zijn, en ook vlinders als de Lycaenidae hebben maar vier poten.
Lopen is waarschijnlijk de eerste vorm van voortbeweging geweest voor geleedpotigen, waarna vliegen en zwemmen zich hieruit ontwikkeld hebben. Om voort te kunnen bewegen, is het exoskelet opgedeeld in verschillende segmenten over het lichaam en buisjes over de ledematen. Bij de verbindingen tussen de segmenten en buisjes is het exoskelet dun en flexibel doordat hier het exocuticula ontbreekt. Ook is het hier gevouwen zodat de segmenten en ledematen kunnen buigen.

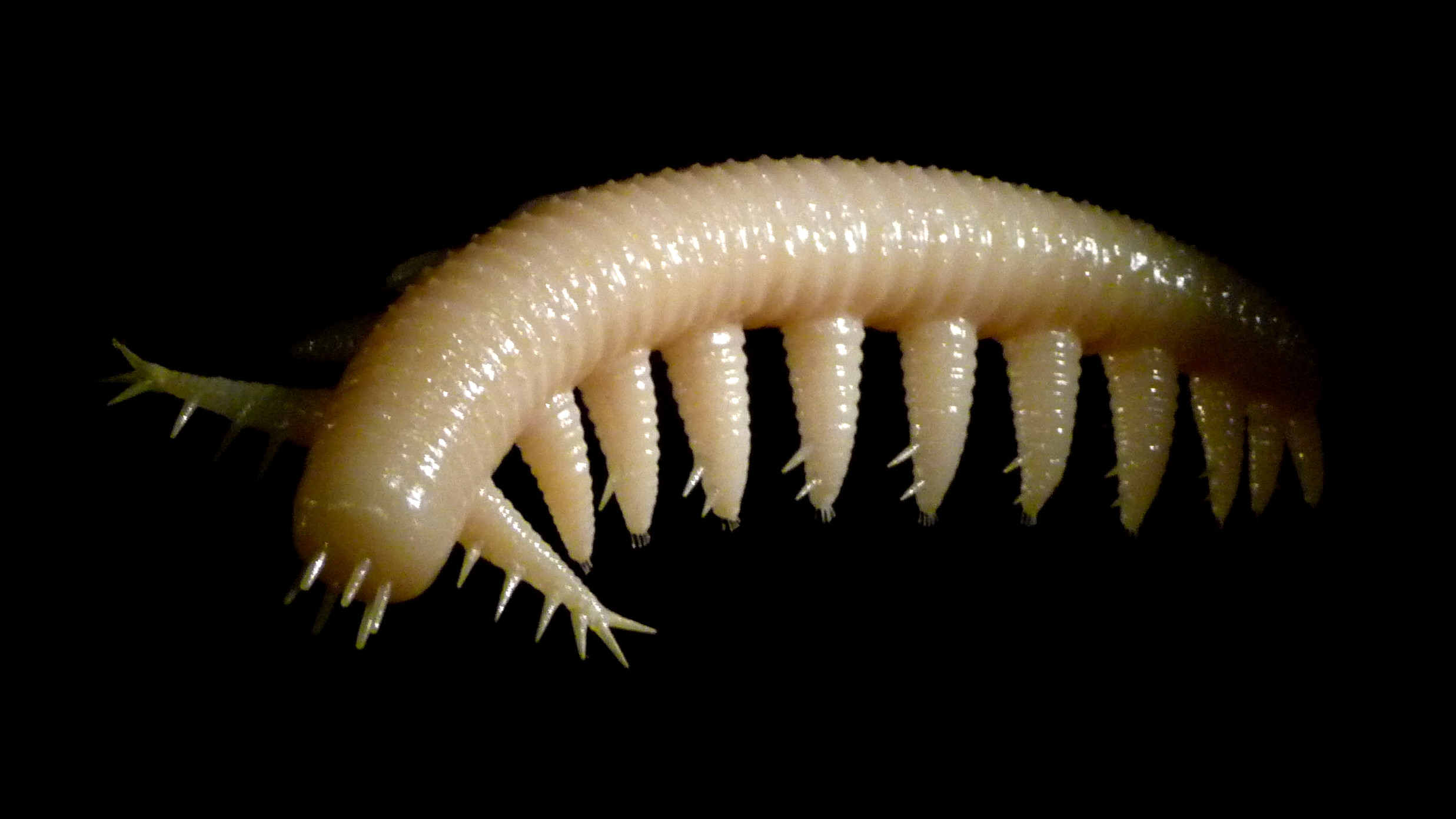
De uitgestorven Aysheaia

De evolutie van het bewegingsapparaat van geleedpotigen begon met een voorouder met een week lichaam die net als de verwante fluweelwormen zoals de uitgestorven Aysheaia beweegbare lichaamsuitstulpingen hadden. Deze kregen zelf segmenten en ontwikkelden zich zo tot arthropodia, poten met meerdere geledingen. De arthropodia kwamen steeds meer in de spreidstand te staan, zodat het lichaam van een geleedpotige tussen de poten in hangt. De veelzijdigheid van deze ledematen heeft belangrijk bijgedragen aan het succes van de geleedpotigen.
Bij de weinig beweeglijke uitstulpingen zal voortbeweging nog in een golfbeweging met een kronkelend lichaam zijn gebeurd, zoals bij vissen en slangen. Naarmate de poten meer konden bewegen, namen deze de golfbeweging over en nam de kronkelbeweging van het lichaam af, iets waartoe het exoskelet ook dwong. Kronkelbewegingen zijn echter niet bij alle geleedpotigen verdwenen. Zo beginnen duizendpoten te kronkelen met hun lichaam als ze sneller gaan lopen en neemt het aantal poten in standfase af. Ook bij de larven van holometabole insecten en in beperkte mate bij pissebedden maakt het lichaam nog een golfbeweging. Bij miljoenpoten wordt de golfbeweging wel met alleen de poten uitgevoerd.
Met zoveel ledematen zijn zeer veel gangen mogelijk, maar er is een voorkeur om een paar van ledematen een tegengestelde beweging te laten maken, met de ene in de standfase en de andere in de zwaaifase. De meer ontwikkelde geleedpotigen hebben kortere lichamen met minder ledematen.

#### Viervoeters

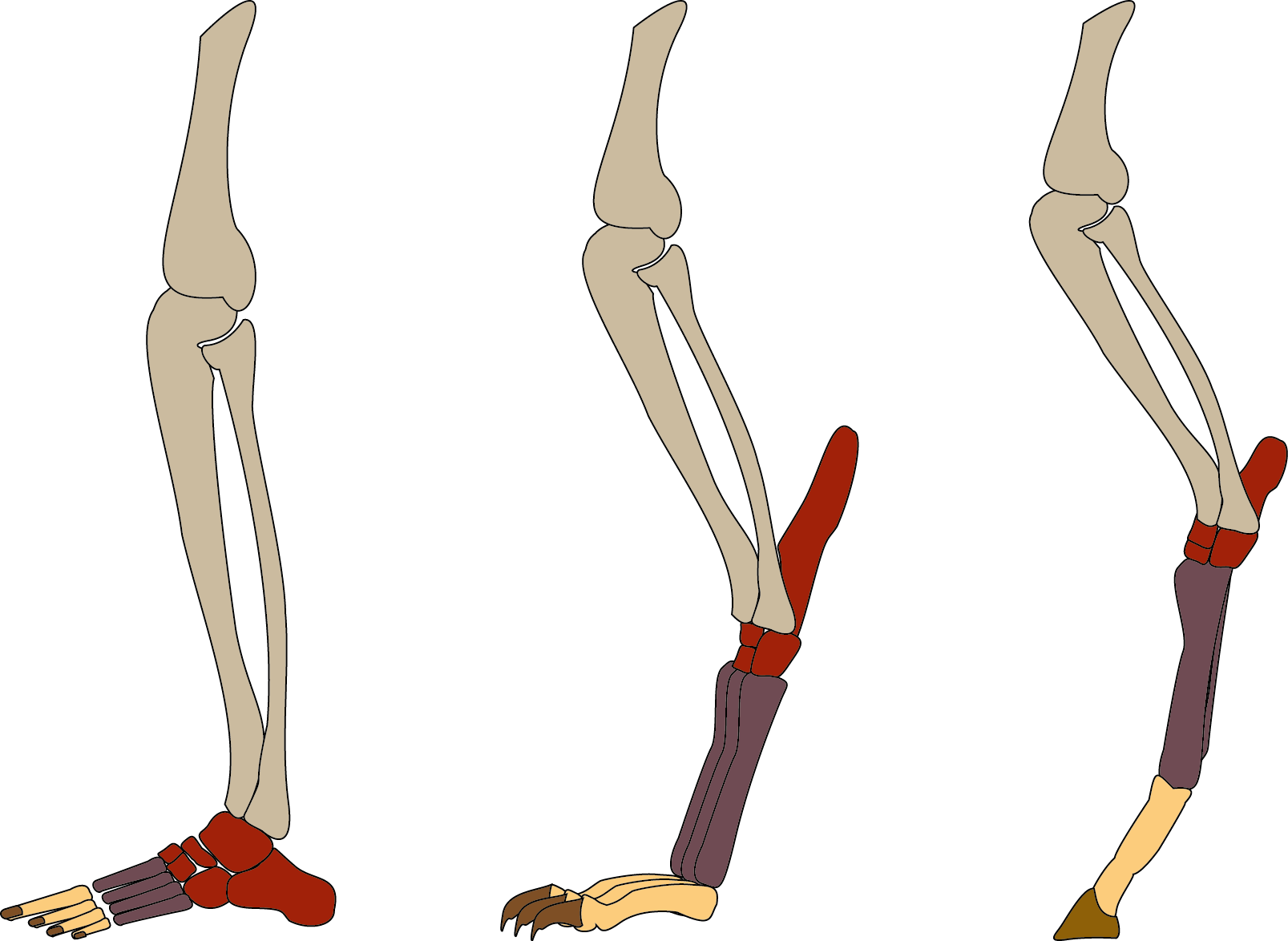
Zoolganger, teenganger en topganger

Bij viervoeters bestaan de poten uit botten, aangehechte spieren en gewrichten die de botten verbinden. De basisvorm daarbij is een schoudergewricht waarmee de poot aan het skelet is bevestigd, een kniegewricht zodat het kan buigen en een enkelgewricht waaraan de voet met vijf tenen is bevestigd. Hierop zijn echter vele variaties. Er zijn ook verschillende standen van de ledematen, waarbij veel reptielen meer in de spreidstand staan, terwijl zoogdieren meer rechtop staan.
Er zijn verschillende manieren van lopen, zoolgangers, teengangers en topgangers. Bij zoolgangers wordt op de gehele onderzijde van de voet gelopen. Teengangers lopen op hun tenen en topgangers of hoefgangers lopen op hun voorste teenkootjes. Andere vormen zijn knokkellopen, zoals bij gorilla's, chimpansees, bonobo's, miereneters en vogelbekdieren, en vuistlopen zoals bij orang-oetans. Door deze manier van lopen blijven de vingers beschikbaar voor gespecialiseerde taken.

#### Gangen

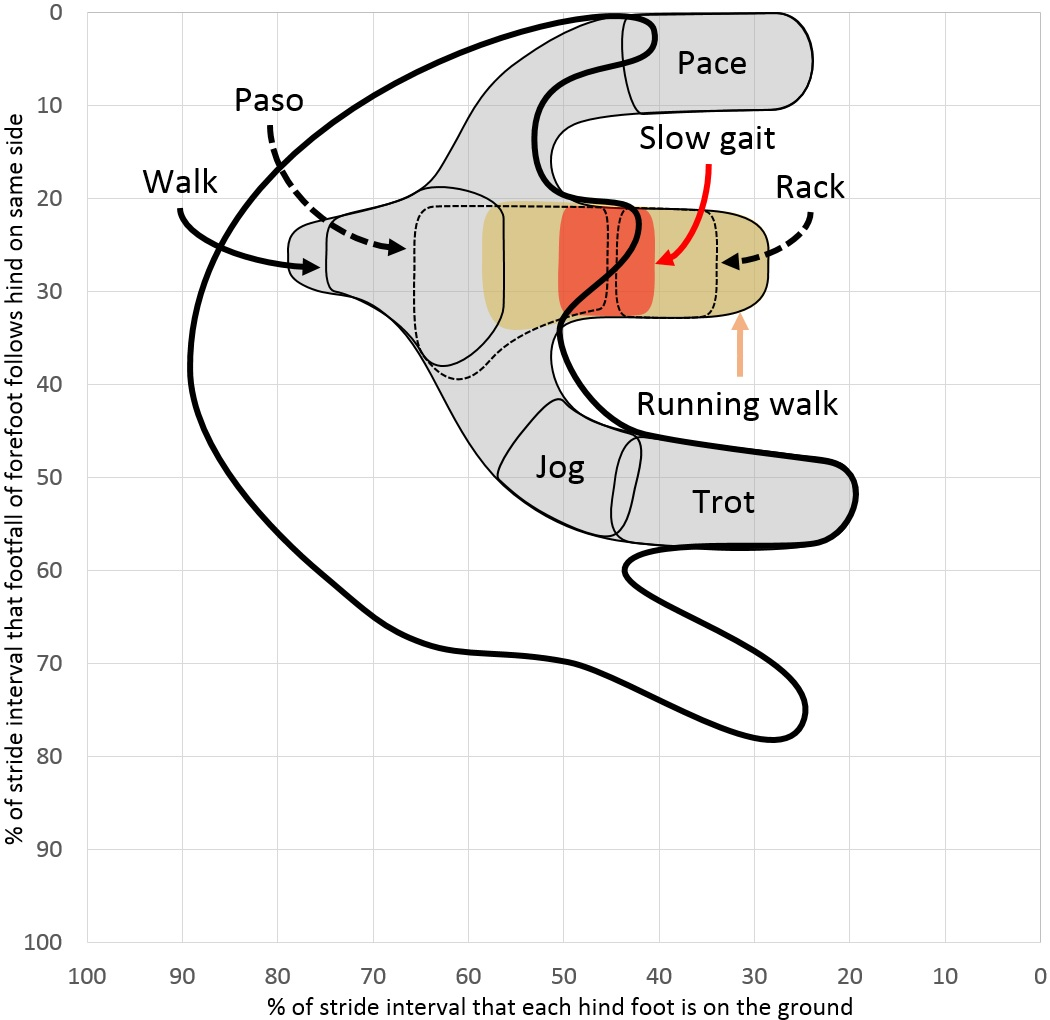
Gangendiagram van Hildebrand waarin 1008 symmetrische gangenformules zijn verwerkt: 162 voor paarden in het grijze, bruine en rode gebied, 833 voor andere dieren in het dik omlijnde gebied. Er is dus een flink gebied dat uniek is voor paarden
Bekende gangen zijn benoemd: rentelgang (pace), paso, stap (walk), langzame tölt (slow gait), snelle tölt (rack), snelstap (running walk), langzame draf en draf. Daartussen vallen de ongewone gangen

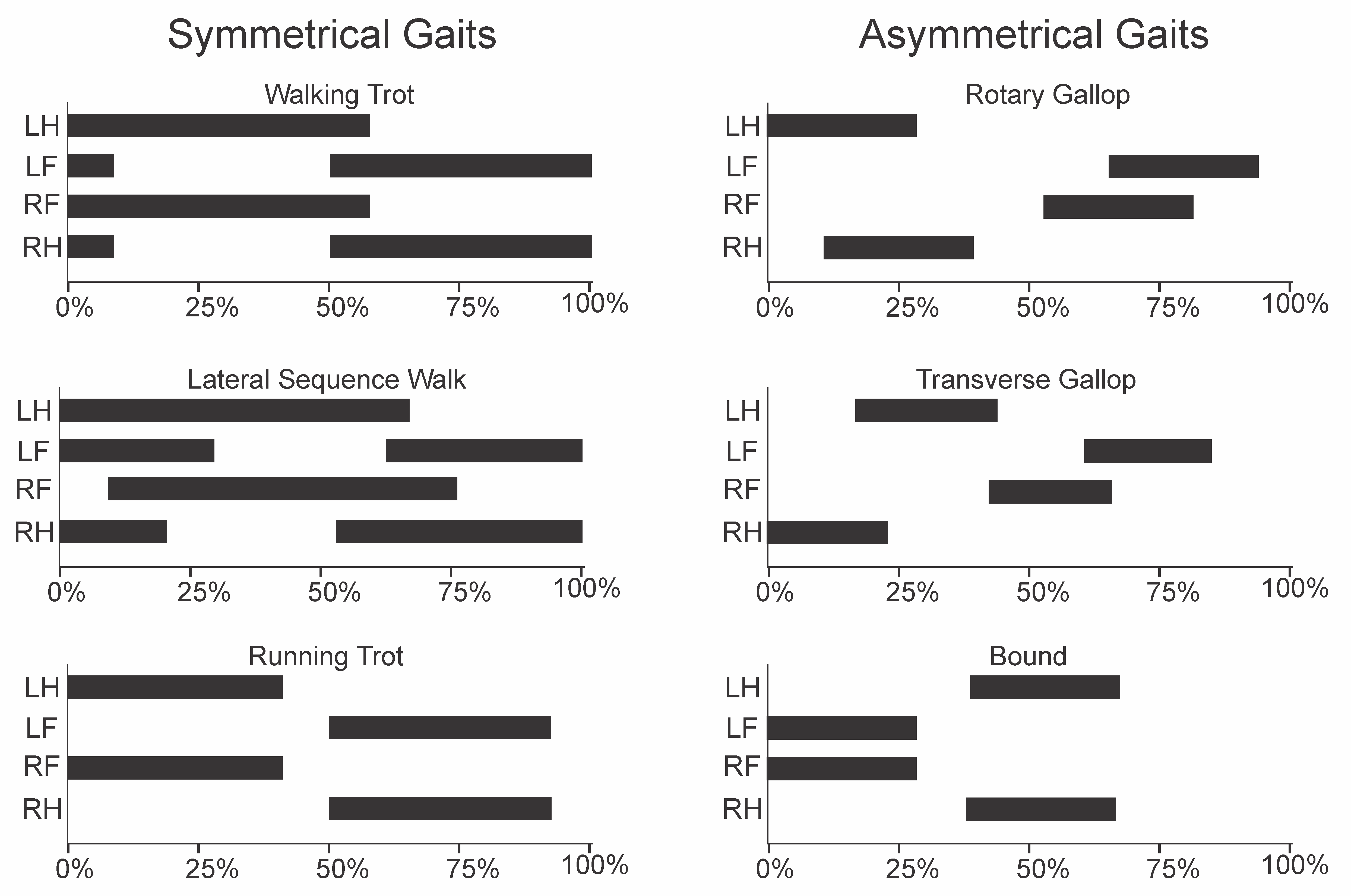
Symmetrische en asymmetrische gangen

Er zijn vele verschillende soorten gangen, het patroon waarin dieren hun poten neerzetten, waaronder de gangen van de mens en de paardengangen. Bij die laatsten zijn tot wel 60 verschillende patronen gevonden, met 37 stap, 14 draf en 9 galop. Met het blote oog zijn deze moeilijk te onderscheiden en het was pas vanaf de chronofotografie van Eadweard Muybridge en Étienne-Jules Marey dat er goed onderzoek naar kon worden gedaan. Er zijn verschillende criteria om de diverse gangen te onderscheiden, waaronder symmetrie, de faseverhouding tussen voor- en achterledemaat en de verhouding tussen stand- en zwaaifase, de duty-factor.
Een gang is symmetrisch als alle ledematen in dezelfde mate worden gebruikt. Zo zijn lopen en draven symmetrisch en zijn gallop en sprong asymmetrisch. Daarnaast kan onderscheid gemaakt worden tussen laterale en diagonale paren. Bij een lateraal paar worden de benen aan dezelfde zijde vrijwel gelijktijdig verzet. Bij diagonaal paar is dit kruislings. De volgorde waarin benen verzet worden, kan ook lateraal of diagonaal zijn, waarbij de benaming afhankelijk is van welk been als referentie wordt gekozen. Zo is stap lateraal als het linkerachterbeen de referentie is, maar diagonaal als het linkervoorbeen dat is.
Elke diersoort gebruikt slechts een beperkt aantal van de beschikbare gangen. Vrijwel alle lopende dieren beheersen symmetrische gangen, terwijl asymmetrische gangen vooral door zoogdieren gebruikt worden. De meeste viervoetigen gebruiken laterale gangen, draf of rentelgang, maar arboreale dieren als de meeste primaten, opossums en kinkajoes lopen met een diagonale gang.
Bij zespotigen zijn vele verschillende gangen mogelijk, maar de voorkeur heeft die waarbij de buitenste poten aan de ene kant en de middelste aan de andere worden verzet en daarna andersom, de driepootsgang. Daarbij staan steeds drie poten aan de grond, wat de stabiliteit ten goede komt, aangezien een driepoot statisch stabiel is. Hoewel deze afwisselende driepootsgang veel voorkomt, kennen insecten net als gewervelden verschillende gangen voor verschillende snelheden. Zo gaat de bekende bananenvlieg over van een langzame golfbeweging naar een vierpootsgang en uiteindelijk de snelle tripod, al zijn de overgangen hiertussen minder abrupt dan bij gewervelden. Dit is op vlak terrein minder efficiënt dan de snellere gangen van gewervelden, die daarbij slechts een of twee voeten aan de grond hebben. De hypothese is lang geweest dat hoewel de driepootsgang langzamer is op vlak terrein, deze gang bij klimmen wel sneller is. Dit blijkt inderdaad het geval met poten die over adhesie beschikken. Wandelende takken en wandelende bladeren gebruiken een vierpootsgang bij langzaam lopen en gaan over naar een driepootsgang als ze versnellen. Kakkerlakken gebruiken twee gangen, een om langzaam en een om snel te lopen, maar beide zijn driepootsgangen.
Bij de kakkerlak Nauphoeta cinerea is echter waargenomen dat deze voor de snelle gang overgaat naar een metachrone golfbeweging, waarbij de passen van de ipsilaterale poten – de poten aan dezelfde zijde – elkaar opvolgen. De metachrone golfbeweging is vooral te zien bij dieren met veel poten. De richting van de schijnbare golfbeweging verschilt van voorwaarts bij miljoenpoten, rupsen en sommige kleine duizendpoten en achterwaarts bij grotere duizendpoten.

#### Snelheid en uithoudingsvermogen
Snelheid is een van de mechanismes voor zowel de jacht als voor het ontsnappen daaraan. Hondachtigen zijn voor de jacht afhankelijk van zowel snelheid als uithoudingsvermogen en wisselen hun galop afhankelijk van de snelheid af. Katachtigen besluipen hun prooi vooral en maken gebruik van de draaiende galop voor een explosieve versnelling.
Bij rennen wordt tot 70% van de kinetische energie teruggewonnen via elastisch weefsel – collageenrijke pezen en gewrichtsbanden – in de benen. Voor de benen kan dit weergegeven worden met een massa-veersysteem, een sterk versimpeld model voor de beweging van het been dat wel wordt vergeleken met de pogostick.
Voor viervoetigen geldt dat bij modellen waarbij de elasticiteit van de rug buiten beschouwing wordt gelaten, de efficiëntie van de galop lager is dan andere gangen, ook bij hogere snelheid. De lange rugspier longissimus thoracis speelt echter een belangrijke rol bij de galop, waarbij de aponeurosis van deze spier elastische energie opslaat, zodat de wervelkolom als een veersysteem werkt. Aangezien de benen sneller naar achteren bewegen dan naar voren, kan dit alleen werken doordat de elastische energie van het ene been via de aponeurosis wordt overgedragen aan het andere been. Hierdoor kan een groot deel van de anders verloren gegane inwendige kinetische energie (IKE) worden teruggewonnen en dit maakt deze gang bij hogere snelheid de meest efficiënte.
Uithoudingsvermogen is sterk afhankelijk van het aerobe capaciteit van een dier. Migrerende dieren als het paard, kameel en gnoe en jagende dieren als wolf, hyena en hond leggen regelmatig lange afstanden rennend af. Ook de mens is een duurloper en neemt daarmee een bijzondere positie in. Het is de enige primaat die lange afstanden aflegt en in vergelijking met andere dieren is het een slechte sprinter en verbruikt het relatief veel energie. Over langere afstanden is de mens echter in staat om de meeste dieren eruit te lopen.

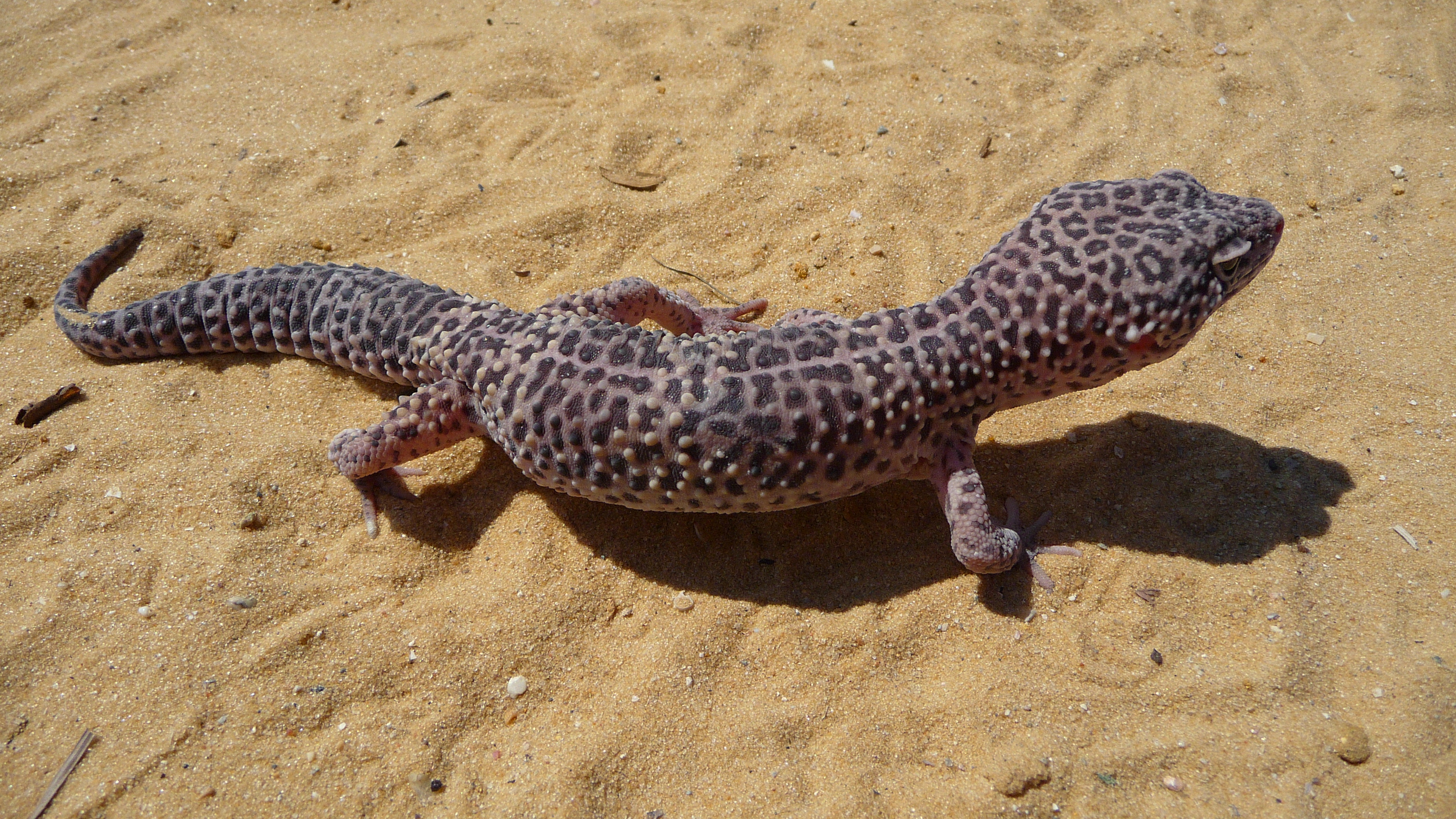
Luipaardgekko

De ademhaling is daarbij essentieel. Bij de vroegste viervoeters werd mogelijk de ademhaling belemmerd door een gang die gekenmerkt wordt door een spreidstand van het heupgewricht en een zijdelingse wervelbuiging. De huidige hagedissen hebben een vergelijkbare anatomie waarbij dit het geval is, doordat spieren van de ribbenkast zowel voor de voortbeweging als voor de ademhaling worden gebruikt. Veel koudbloedigen hebben deze beperking – door Richard Cowen naar David Carrier Carrier's constraint genoemd – en vertrouwen daarom op anaerobe verbranding voor korte uitbarstingen, of hebben passieve verdedigingsmechanismes. In de evolutie van warmbloedige zoogdieren is dit gebrek aan uithoudingsvermogen ondervangen, terwijl ook vogels lange tijd grote inspanningen kunnen leveren. Ook vissen als de ruwe haai en de witte tonijn kunnen zich dagenlang voortbewegen. Amfibieën weten de beperking te omzeilen met keelademhaling en huidademhaling. Enkele hagedissen als de varaan maken ook gebruik van keelademhaling.
De zijdelingse beweging bij hagedissen vereist dat de spieren aan de ene zijde samentrekken en aan de andere zijde ontspannen, terwijl bij de ademhaling de beide zijden gelijktijdig samentrekken en ontspannen. Daarnaast helpt laterale buiging niet om lucht in en uit beide longen te pompen, doordat de buigingsas door het midden van de romp loopt. Waar aan de ene zijde het volume vergroot wordt, wordt dat aan de andere zijde juist verkleind. Verder maakt de spreidstand van het heupgewricht dat er een laterale kracht op de romp komt te staan, waartegen spieren zich aanspannen die ook voor de ademhaling gebruikt worden.
In contrast met de laterale buiging bij hagedissen helpt de sagittale buiging bij zoogdieren in draaiende galop juist bij de ademhaling. Met de benen ver uit elkaar en een holle rug wordt de lucht aangezogen, terwijl de lucht uit de longen wordt gepompt bij de kromme rug als de benen onder het lichaam komen. Een nadeel hiervan is dat de ademhaling niet sneller kan dan het looptempo, wat een limiet stelt aan de zuurstofhoeveelheid en de warmte-afvoer. Gangen waarbij geen sagittale buiging optreedt, zoals bij een hardlopende mens, zijn niet gelimiteerd door het looptempo.

### Springen

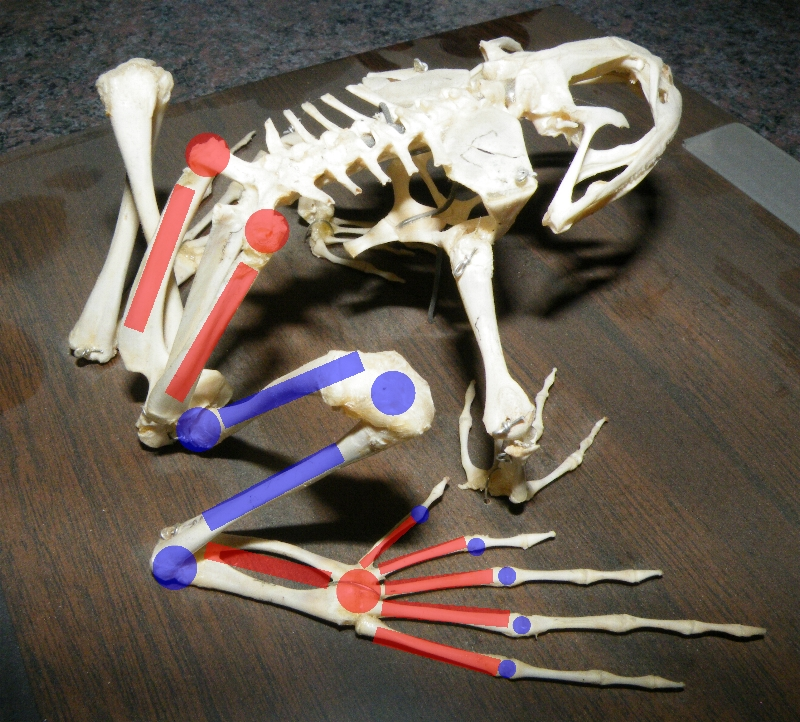
Skelet van een Amerikaanse stierkikker, waarbij de verlengde ledematen en extra gewrichten in rood zijn aangegeven

Animatie van een springende kangeroe door Eadweard Muybridge

Waar de meeste dieren in enige mate kunnen springen, is het voor een aantal dieren een zeer belangrijke vorm van voortbeweging. Bij kikkers zijn er soorten die meer dan 20 keer hun eigen lichaamslengte kunnen overbruggen en voor hen was de veroudere wetenschappelijke naam, Salientia, zelfs afgeleid van het Latijnse salire, dat springen betekent. Bij springende dieren is de anatomie ingericht op springen en neerkomen. Lange benen vergroten de tijd om af te zetten en ook de botten van voet en enkel zijn vaak langer, terwijl grotere beenspieren meer kracht kunnen leveren. Zo hebben kikkers een unieke gevorkte en uit drie delen gevormd bekkengordel bestaand uit een stuitbeen en dubbele darmbenen. De achterpoten bevinden zich achter aan het lichaam voor een betere balans bij het springen. Bij veel soorten ontbreken echte ribben meestal en zijn er slechts zeer kleine werveluitsteeksels. De lange achterpoten – tot bijna tweemaal de lichaamslengte – zijn voorzien van flexibele botten die hun stevigheid ontlenen aan het gefuseerde kuitbeen (fibula) en scheenbeen (tibia), het tibiofibula. Dat geldt ook voor de beenderen van de onderarm, waarvan de ellepijp (ulna) en het spaakbeen (radius) het samengestelde radioulna vormen. De beenspieren kunnen bijna 20% van het lichaamsgewicht uitmaken.
Onder de zoogdieren bewegen kangoeroes zich springend voort en kunnen zo hoge snelheden halen en ook konijnen, hazen, slingermuizen en Notomys kunnen flinke sprongen maken.

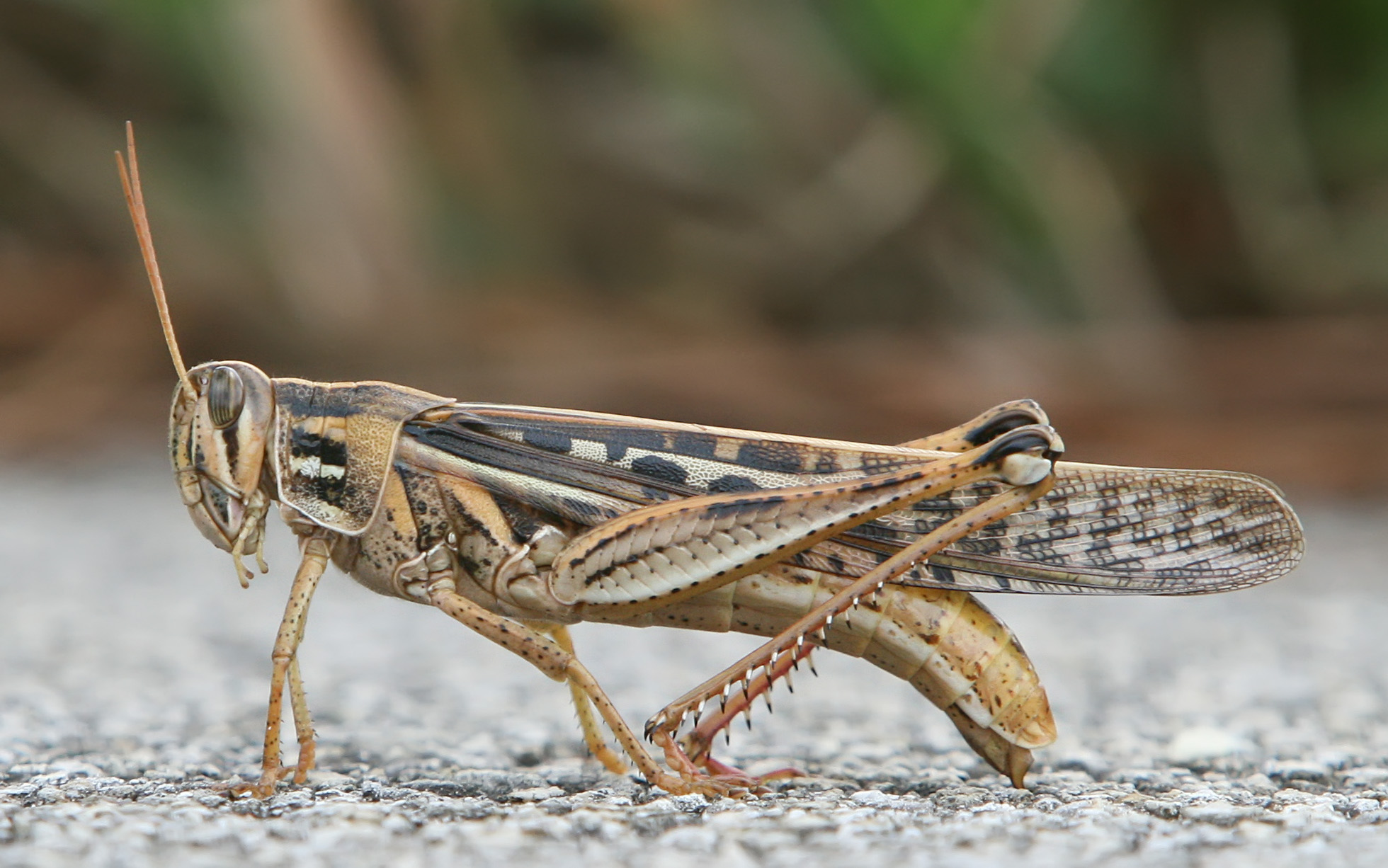
Schistocerca americana

Spierkracht kent zijn beperkingen en sprinkhanen weten deze beperking te omzeilen door gebruik te maken van elasticiteit. Eerst buigt de sprinkhaan het scheenbeen volledig tegen dijbeen aan door de buigspier flexor tibiae samen te trekken. Deze spier vormt een antagonistisch paar met de grote strekspier extensor tibiae die ook wordt samengetrokken. Hoewel de strekspier veel sterker is dan de buigspier, wordt deze laatste geholpen doordat het kniegewricht bij volledige buiging op slot gaat. Tijdens de tot een halve seconde durende co-contractie verkort de strekspier en slaat elastische energie op door het vervormen van stijve cuticulare structuren. Doordat dit langzaam gaat, is er weinig kracht nodig. De sprong wordt ingezet door de abrupte ontspanning van de buigspier, zodat de opgebouwde elasticiteit het effect van een katapult heeft.
Veel andere insecten kunnen ook relatief ver springen, zoals krekels, bladspringers, bochelcicaden en vlooien.
De slijkspringer is een amfibische vis die sterk ontwikkelde borstvinnen heeft die verder naar voren staan, waarmee ze zich verplaatsen en sprongen kunnen maken.

### Rollen

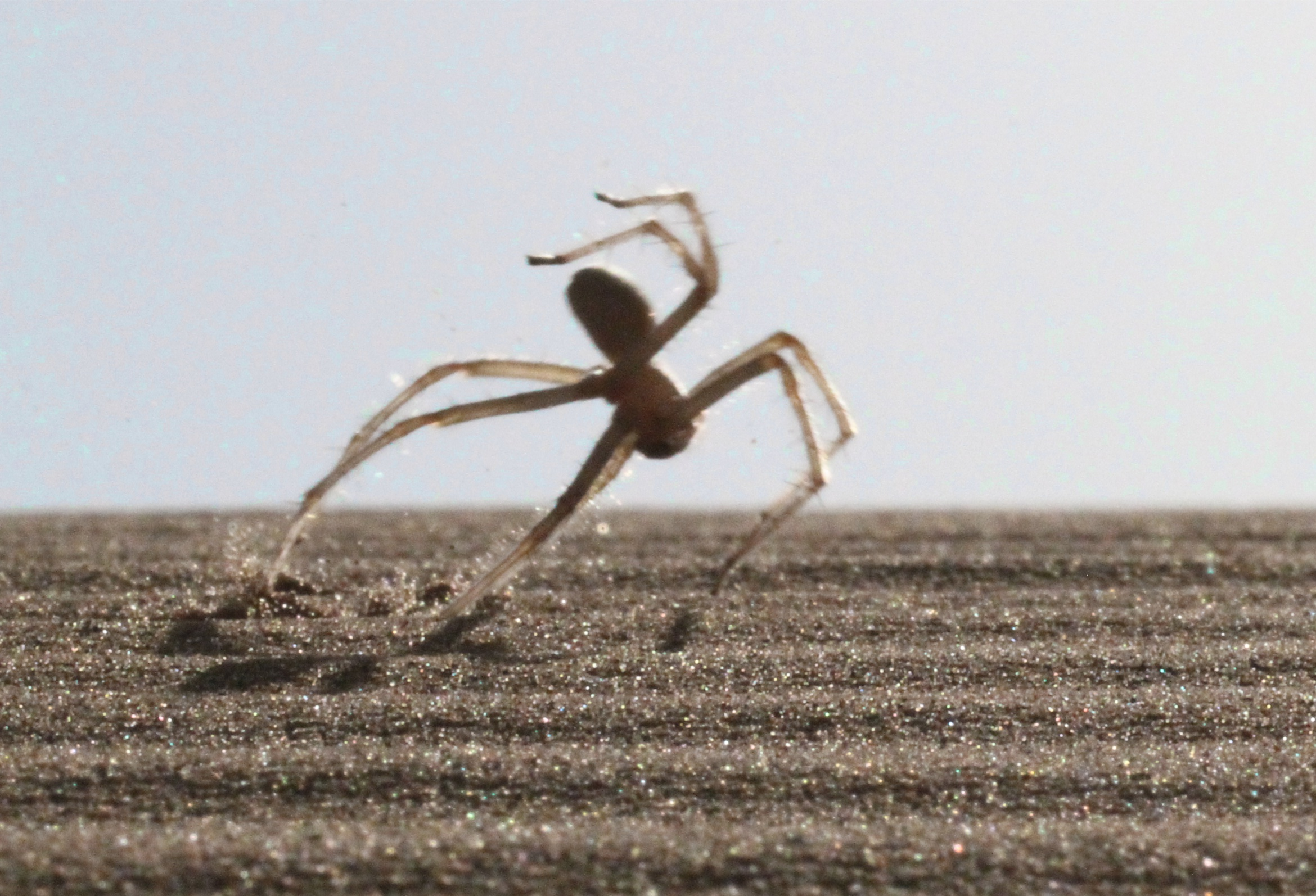
Cebrennus rechenbergi al rollend

Er zijn enkele dieren die in staat zijn tot voortbeweging door rotatie. Alleen eencelligen zijn in staat tot rotatie van een enkel onderdeel, zoals het zweepstaartje. Bij complexere dieren is rotatie beperkt tot het rollen van het gehele lichaam, vaak als vorm van verdediging.
Enkele zijn daarbij in staat om zelf de rotatie tot stand te brengen, zoals de rups van de parelmoermot en de jachtkrabspinnen Carparachne aureoflava en Cebrennus rechenbergi – waarbij de laatste een soort van overslag en flikflak maakt om de snelheid te verhogen.
Voor andere is de opgerolde houding de primaire verdedigingstactiek en komt het eventueel pas tot rollen als er sprake is van een helling.
 Dit is onder meer het geval bij het gordeldier, de pantsergordelstaarthagedis, de schubdieren, de stekelegel, de mierenegel, de kikker Oreophrynella nigra, de salamander Echinotriton chinhaiensis, de Mount Lyell-grottensalamander, de ruwe salamander en de zandloopkever Cicindela dorsalis.

### Ledemaatloos

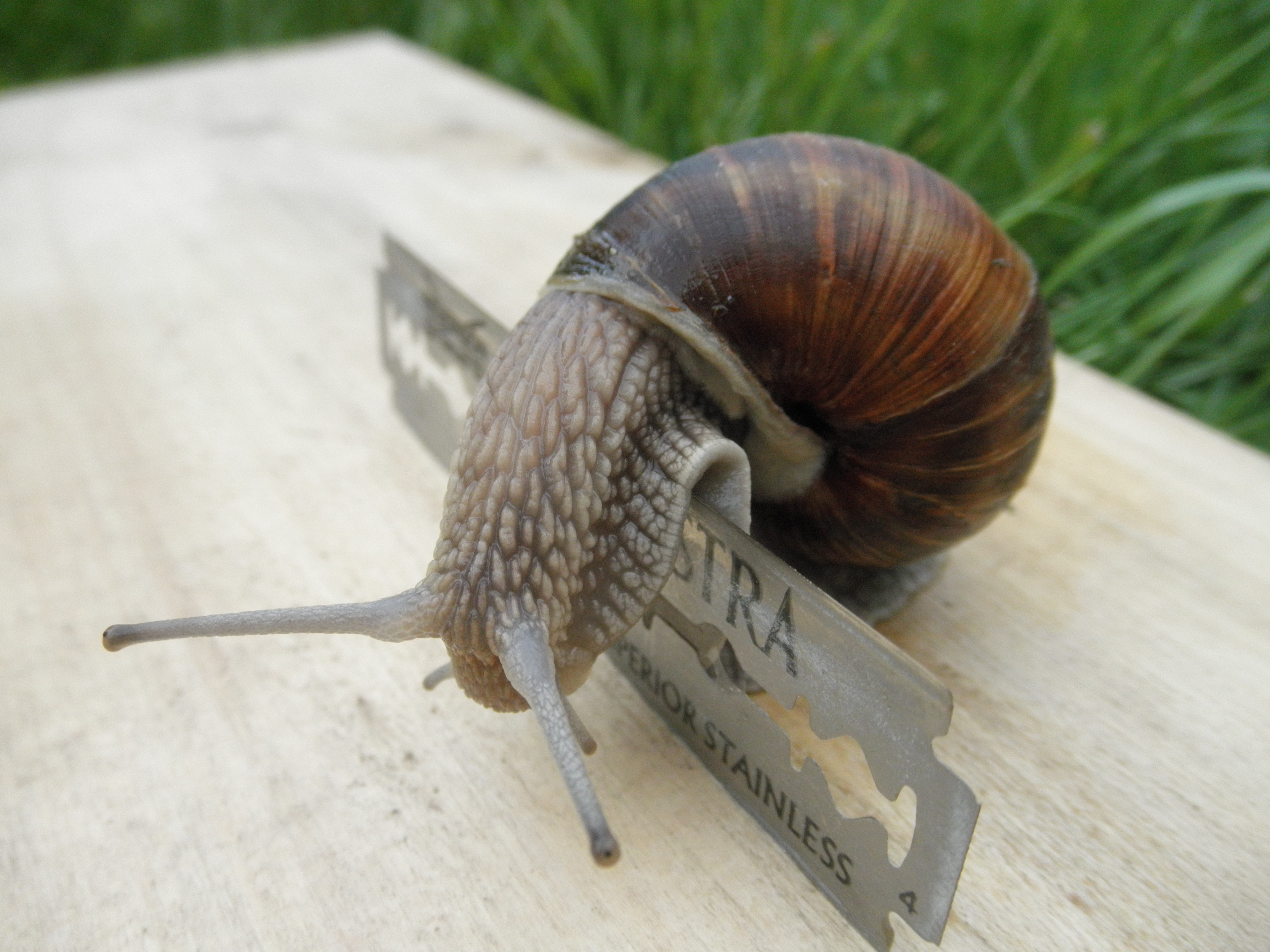
Een wijngaardslak kruipt over een scheermes, beschermd door een slijmlaag

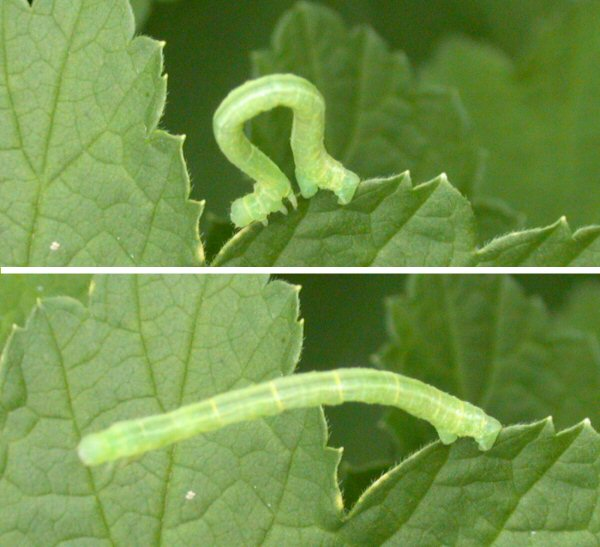
Spannerrups

Voeteloze of ledemaatloze dieren gebruiken hun lichaam om zich voort te bewegen. Dit zijn allemaal koudbloedigen, er zijn geen zoogdieren of vogels zonder ledematen. Slangen, wormsalamanders, wormhagedissen, heuppotigen en hazelwormen glijden over hun droge onderzijde. Slangen kunnen de kronkelbeweging (lateral undulation of serpentine) gebruiken, de harmonicabeweging (concertina), een rechtlijnige voortbeweging (rectilinear) of side-winding. Bij de kronkelbeweging duwt de slang zich af met de buitenzijde van de kronkels en kan zo een hoge snelheid bereiken. Bij de harmonicabeweging maakt de slang lussen en zijn delen afwisselend horizontaal statisch en bewegend. Bij de rechtlijnige voortbeweging zijn delen ook afwisselend statisch en bewegend, maar dan verticaal, zoals bij een rups. Bij side-winding wordt een zigzaggende beweging onder een hoek gemaakt, waarbij dat deel dat de grond raakt statisch is.
Slakken zich voortbewegen over een spoor van slijm dat ze afscheiden. Dit vermindert de wrijving en beschermt tegen scherpe objecten. Als meer grip vereist is, zoals bij het klimmen, dan wordt een ander soort slijm afgescheiden.
Borstelwormen hebben parapoden met borstels of setae waarmee ze zich afzetten, terwijl trilhaarwormen zich voortbewegen met zachtere trilharen. Regenwormen zijn borstelarme wormen die zich voortbewegen door een samenspel van kringspieren, lengtespieren en borstels. Bij het aanspannen van de kringspieren van een segment wordt dit dunner en langer, terwijl het korter en dikker wordt als de lengtespieren aangespannen worden. Zo beweegt de worm zich peristaltisch voort door bij de dikke segmenten steeds de borstels vast te zetten,.
Bloedzuigers hebben aan beide uiteinden van het lichaam zuignappen waarmee ze zich lusvormig voortbewegen. De rupsen van de spanner beweegt zich voort met een vergelijkbare boog van het middenlichaam met schijnpoten of naschuivers achter en pootjes voor. Ook de waarschijnlijk biologische onsterfelijke hydroïdpoliep Hydra beweegt zich zo voort, zich vastgrijpend met voetje en de tentakels bij de mond.

### Ondergronds

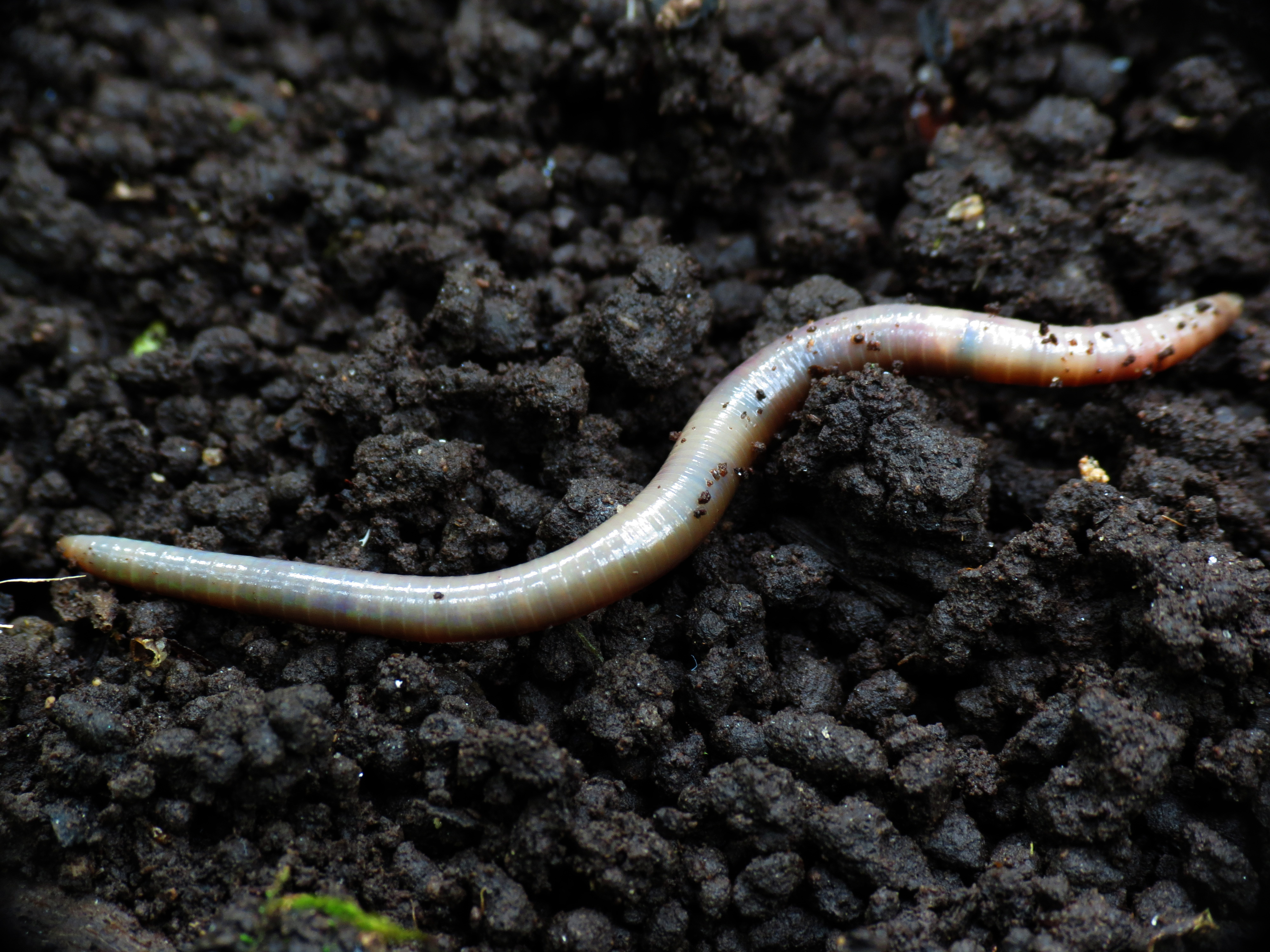
Aardwormen gebruiken met hun hydroskelet peristaltiek voor hun voortbeweging

Ondergrondse fauna kan onderverdeeld worden in troglofielen die zich ophouden in grotten en de aan water gebonden stygofauna. De organismes die gebonden zijn aan een ondergronds leven, zijn troglobieten en zijn veelal blind en hebben geen pigment. Dieren als vleermuizen die wel buiten de grot foerageren zijn trogloxeen.
Sommige dieren graven hun weg ondergronds via graafgangen, wat op verschillende manieren gebeurt. Aardwormen gebruiken met hun hydroskelet peristaltiek voor hun voortbeweging. Andere gravende dieren zijn termieten, mieren, verschillende soorten spinnen, kreeftachtigen en tweekleppigen. Deze dragen belangrijk bij aan de bioturbatie en daarmee de bodemvruchtbaarheid.
Solitaire bijen nestelen veelal in de grond, net als de nodige papierwespen, terwijl vogels als papegaaiduikers, magelhaenpinguïns, ijsvogels en bijeneters hun nesten ook regelmatig graven.
Zoogdieren als mollen, goffers en naakte molratten leven vrijwel permanent ondergronds in graafgangen en burchten. Grondeekhoorns, stokstaartjes, grote renmuizen, bosmarmotten en konijnen leven ook bovengronds. ijsberen graven zich in met hun sneeuwholen.
Niet ondergronds, maar in de huid van dieren graaft de schurftmijt gangetjes. Teredinidae als de paalworm boren zich in hout.

### Bomen

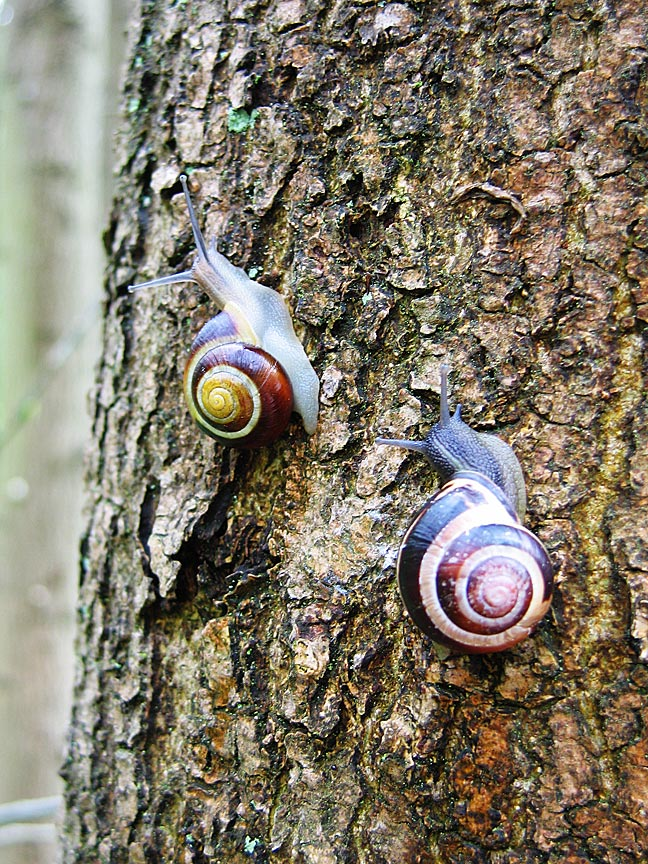
Gewone tuinslakken beklimmen een boom

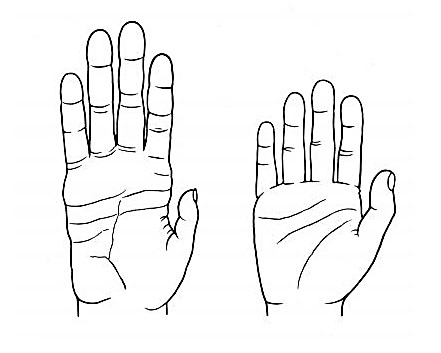
De hand van een chimpansee is langer dan die van een mens

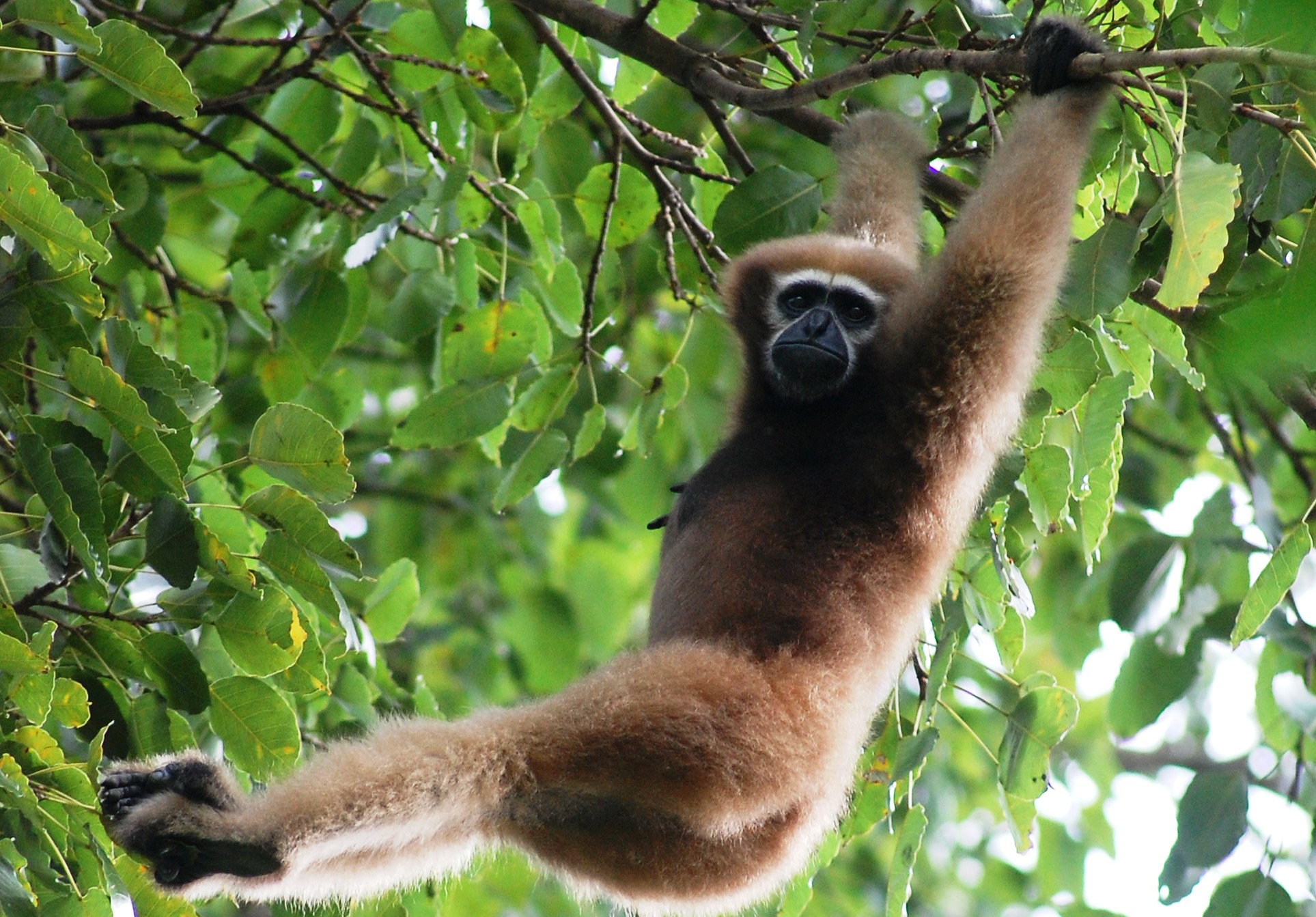
Armslingerende hoelok

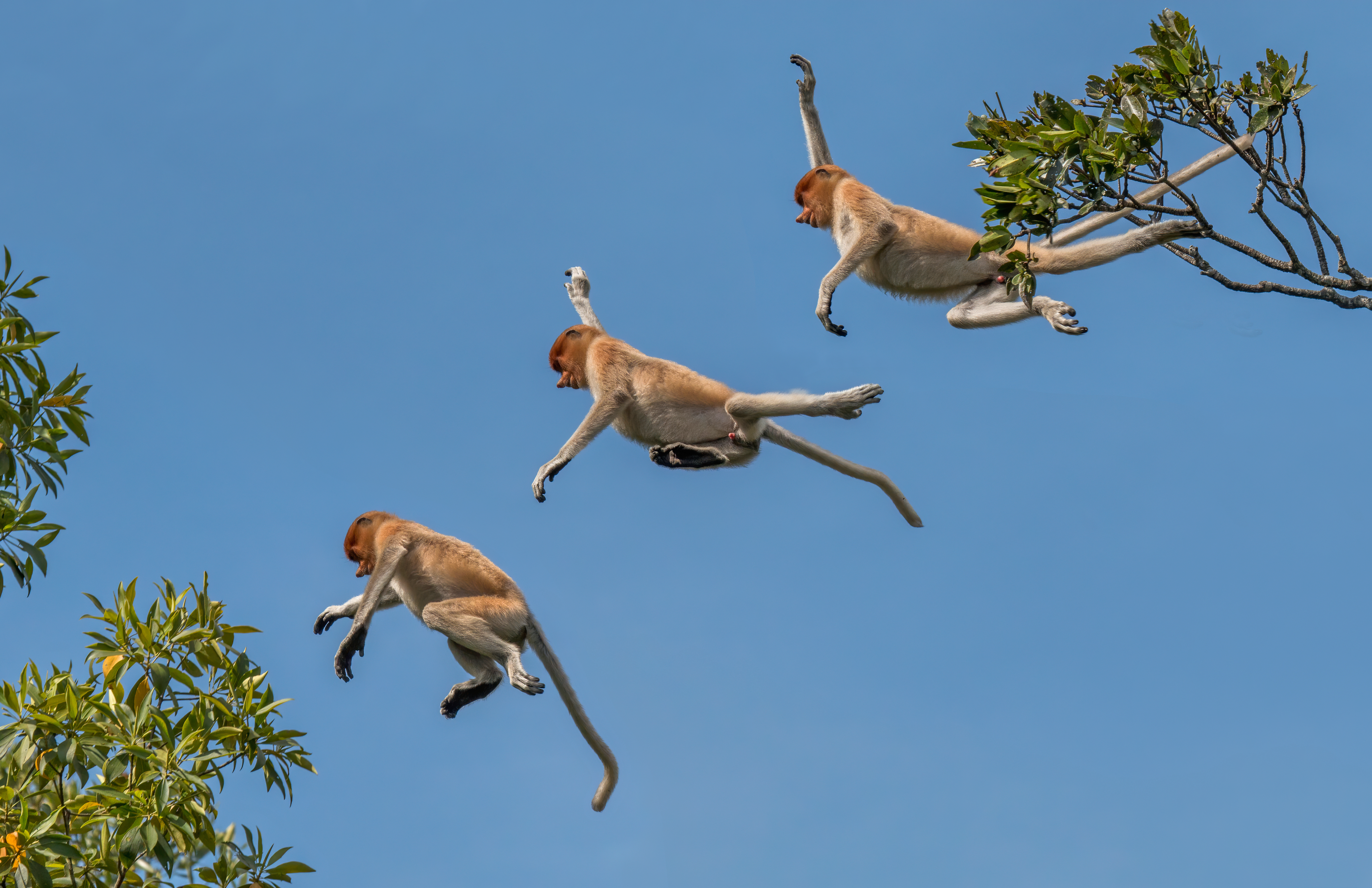
Samengestelde foto van een springende neusaap

Daar waar bomen voorkomen, zijn er dieren die ze beklimmen. Er zijn er die zich sporadisch in bomen begeven en mogelijk ook rotsen en andere hoogtes beklimmen, terwijl anderen er exclusief wonen, zoals boomslakken.
Er zijn verschillende anatomische aanpassingen voor een arboreale omgeving. Adhesie wordt gebruikt om aan de boom te blijven kleven, zoals boomkikkers met hechtschijfjes en gekko's met hechtlamellen. Ook boomsalamanders lopen met adhesie langs bomen.
Klauwen zijn een andere manier om bomen te beklimmen, zoals gebruikt door eekhoorns en katachtigen. Echte boomeekhoorns, kleine beren en margays kunnen hun enkels 180° draaien en zo met hun hoofd naar beneden afdalen. Ook Tupaia kan zijn enkels enigszins draaien en zo met het hoofd naar beneden afdalen, net als de vederstaarttoepaja.
Primaten hebben grijphanden en -voeten met opponeerbare duimen en tenen waarmee zij in bomen kunnen klimmen. De voorste ledematen zijn veelal langer, net als de kootjes van voeten en handen. Ook bij de koala en gewone wasbeer wordt wel van handen gesproken, al heeft de laatste geen opponeerbare duimen. Deze kan wel zijn voeten roteren om zo met het hoofd naar beneden af te dalen. Sommige dieren hebben vingers die tegenover elkaar zijn komen te staan, dit wordt zygodactyl genoemd. Voorbeelden hiervan zijn kameleons en vogels.
Grijpstaarten worden gebruikt door onder meer grijpstaartapen, dwergmiereneters, kameleons, grijpstaartstekelvarkens, groene boompythons, groene hondskopboa's, wimpergekko's en de klimbuideldieren Phalangeriformes, soms in combinatie met handen of klauwen.
Naast klimmen zijn er ook andere vormen van voortbeweging in bomen. Slangen gebruiken de harmonicabeweging over gladde takken, tenzij er voldoende ruimte en grip is voor de snellere kronkelbeweging. Sommige slangen platten het lichaam af en brengen het lijf in een kurkentrekker-achtige vorm. Zo kunnen ze stukjes van boom tot boom zweven, een voorbeeld is de paradijsslang ((Chrysopelea paradisi). Veel gekko's hebben huidflappen langs het lichaam om het lichaamsoppervlak te vergroten en zo verder te komen bij een sprong. Een voorbeeld is Ptychozoon kuhli. Bij de vliegende draakjes (Draco) is dit nog beter ontwikkeld; de huidflappen zijn aanzienlijk groter en worden versterkt door ribben. Huidflappen worden ook door verschillende in bomen levende kikkers gebruikt, maar hier zijn het vooral de zwemvliezen die een vergroot oppervlak hebben zoals bij de Maleise vliegende boomkikker (Rhacophorus reinwardtii).
Armslingeren of brachiatie is een andere vorm. Vooral kleinere soorten vullen dit aan met sprongen van boom naar boom waarbij wordt afgezet met de achterste ledematen. De grotere soorten zijn hierbij vanwege hun hogere gewicht voorzichtiger en houden het meestal bij slingeren.

## Lucht

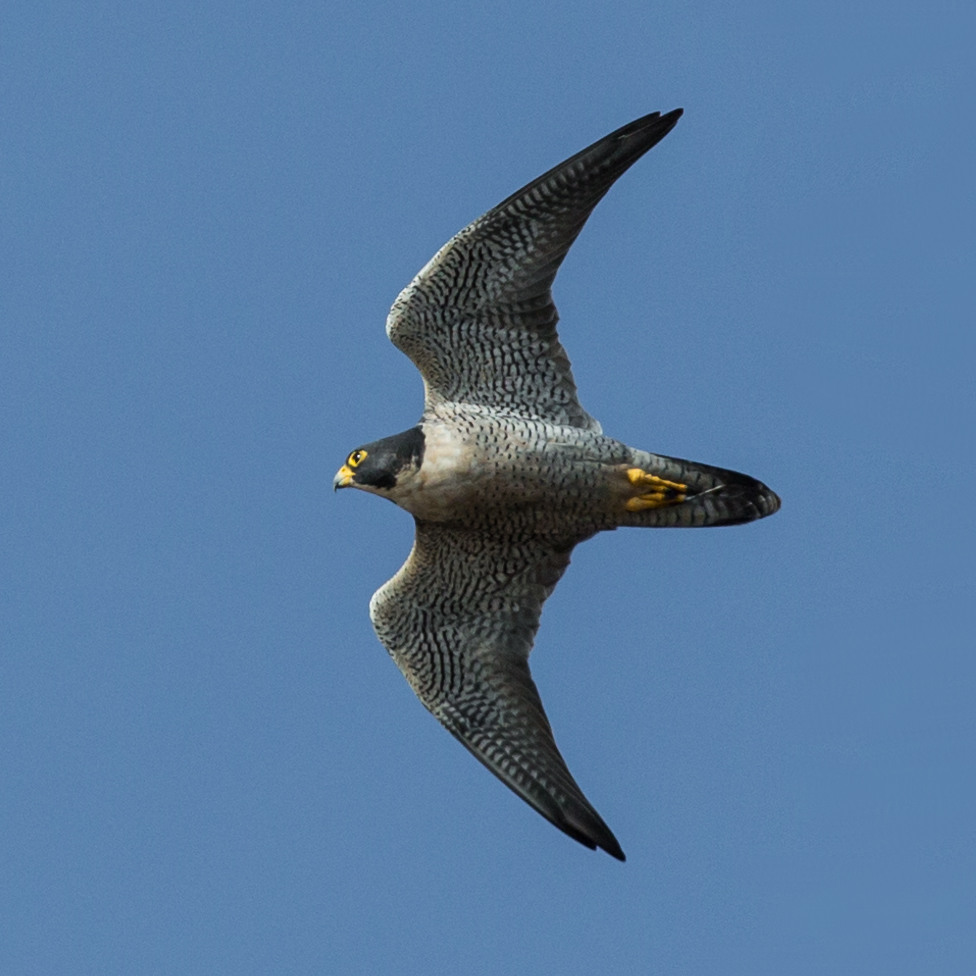
De slechtvalk in duikvlucht is het snelste dier

Vliegen is viermaal onafhankelijk geëvolueerd, bij insecten, vogels en vleermuizen, en bij de uitgestorven pterosauriërs. Deze vorm van voortbewegen is over het algemeen beperkt tot lichte dieren, tot zo'n 21 kilogram, al waren de Quetzalcoatlus en Hatzegopteryx mogelijk rond de 200 kilogram. De dieren hebben daartoe vleugels met sterke spieren om liftkracht te genereren. Insectenvleugels zijn wezenlijk anders dan vogelvleugels en de vlieghuid van vleermuizen.
Per tijdseenheid is actieve vlucht de vorm van voortbeweging met het hoogste energieverbruik, wat mogelijk heeft bijgedragen aan enkele gevallen van omgekeerde evolutie van vogels en insecten die niet meer kunnen vliegen. Per afgelegde afstand is vliegen echter zeer efficiënt, iets wat duidelijk naar voren komt bij trekvogels. De langst bekende tijd onafgebroken in de lucht is die van een alpengierzwaluw die 200 dagen lang niet op de grond kwam.
Evolutie naar zweven is vaker gebeurd, maar deze soorten hebben zich minder verspreid. Zwevende dieren zijn onder meer vliegende katten, vliegende eekhoorns, vliegende vissen en inktvissen als Todarodes pacificus en Ommastrephes bartramii. Ook van enkele reptielen en amfibieën is bekend dat ze stukjes kunnen zweven.

### Insecten
Het aantal fossiele insecten is zeer beperkt voor het Paleozoïcum en geen ervan is geconserveerd in barnsteen. Het oudste fossiel van een vliegend insect is waarschijnlijk de 325 miljoen jaar oude Delitzschala bitterfeldensis. De 400 miljoen jaar oude Rhyniognatha hirsti is wel als het oudste vliegende insect gekenmerkt, maar was mogelijk een duizendpotige. Waarschijnlijk vormde insectenvlucht zich echter al bij Pterygota of gevleugelde insecten in het Laat-Devoon of Carboon uit vleugelloze Apterygota. Delitzschala behoorde tot Palaeodictyoptera, een orde van meer dan 30 families die tegen het einde van het Laat-Perm uitstierven. Door het hoge zuurstofniveau, tot 35%, en het ontbreken van vliegende gewervelden werd gigantisme mogelijk, zoals bij Palaeodictyoptera, Megasecoptera en Meganisoptera, waar Meganeura monyi een spanwijdte van zo'n 70 centimeter had.

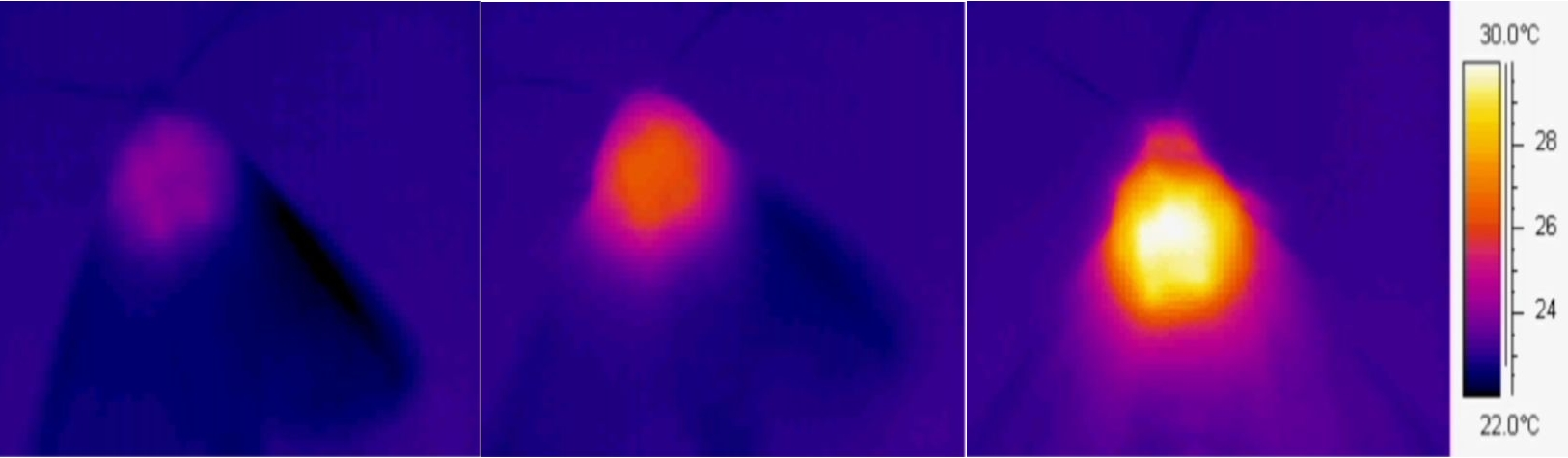
Een mot warmt zich op om te kunnen vliegen

Sinds de negentiende eeuw was de discussie of vleugels zich als volledig nieuwe structuren hadden gevormd, of uit bestaande structuren. Dit laatste kreeg de meeste aanhang, waarbij het opnieuw de vraag was welke structuur dit was geweest. De tracheeën zoals bij de nimfen van haften werden als optie gezien, maar op basis van de anatomie van Palaeodictyoptera kreeg de theorie aanhang dat vleugels zich vormden uit een combinatie van paranota – de rugzijde van het borststuk – en de lichaamswand. Voor het ontstaansmechanisme erachter werden twee opties gezien: de theorie van vliegende eekhoorns en die van vliegende vissen, dus op land of op zee. Met de ontdekking van de 407 miljoen jaar oude springstaart Rhyniella praecursor kreeg de eerste theorie de meeste aanhang. De paranota zouden aanvankelijk ontstaan zijn als oppervlakte om zonnewarmte op te vangen en zo eerder actief te kunnen worden. Vanuit deze structuren ontwikkelde zich een vorm waarmee ze eerst konden zweven en daarna vliegen.
Bij de haften en libellen zijn de vliegspieren direct verbonden met de vleugels, dit is directe vlucht. Directe vlucht is eerder geëvolueerd en hierbij kunnen de vleugels onafhankelijk van elkaar bewegen, met een hoge wendbaarheid tot gevolg. Deze soorten kunnen hun vleugels niet vouwen.
Bij de meeste vliegende insecten zitten deze spieren echter aan het borststuk, dit is indirecte vlucht. De meeste van deze Neoptera kunnen hun vleugels vouwen. Bij indirecte vlucht wordt de elasticiteit van het borststuk gebruikt voor de helft van de slag, wat het efficiënter maakt. Een hoge slagfrequentie wordt mogelijk gemaakt door asynchrone spieren, spieren die meerdere spiercontracties maken bij een enkel actiepotentiaal. Bij indirecte vlucht worden zowel synchrone als asynchrone spieren aangetroffen, bij directe vlucht alleen synchrone. Tweevleugeligen, vliesvleugeligen en kevers hebben zowel directe als indirecte vlucht, respectievelijk synchroon en asynchroon.
Enkele insecten kunnen zweven, zoals zwevende mieren – waaronder Cephalotes atratus – en zwevende rotsspringers. Spinnen als de arboreale Selenops kunnen ook zweven, terwijl enkele spinnensoorten gebruikmaken van hun spinrag voor ballonvaren, zoals hangmatspinnen.

### Pterosauriërs
De pterosauriërs waren de eerste gewervelden bij wie het vliegen zich ontwikkelde. Deze reptielen leefden van het einde van het Laat-Trias, zo'n 228 miljoen jaar geleden, tot het einde van het Krijt, zo'n 66 miljoen jaar geleden. De vierde vinger van de hand was bij deze dieren sterk verlengd en een vleugel van huid, spierlagen, speciale actinofibrielen en ander weefsel bevond zich tussen deze vinger en de enkel. De grootte van de pterosauriërs varieerde van een spanwijdte van 25 centimeter bij Nemicolopterus tot 10-11 meter bij Quetzalcoatlus aan het einde van het Krijt.

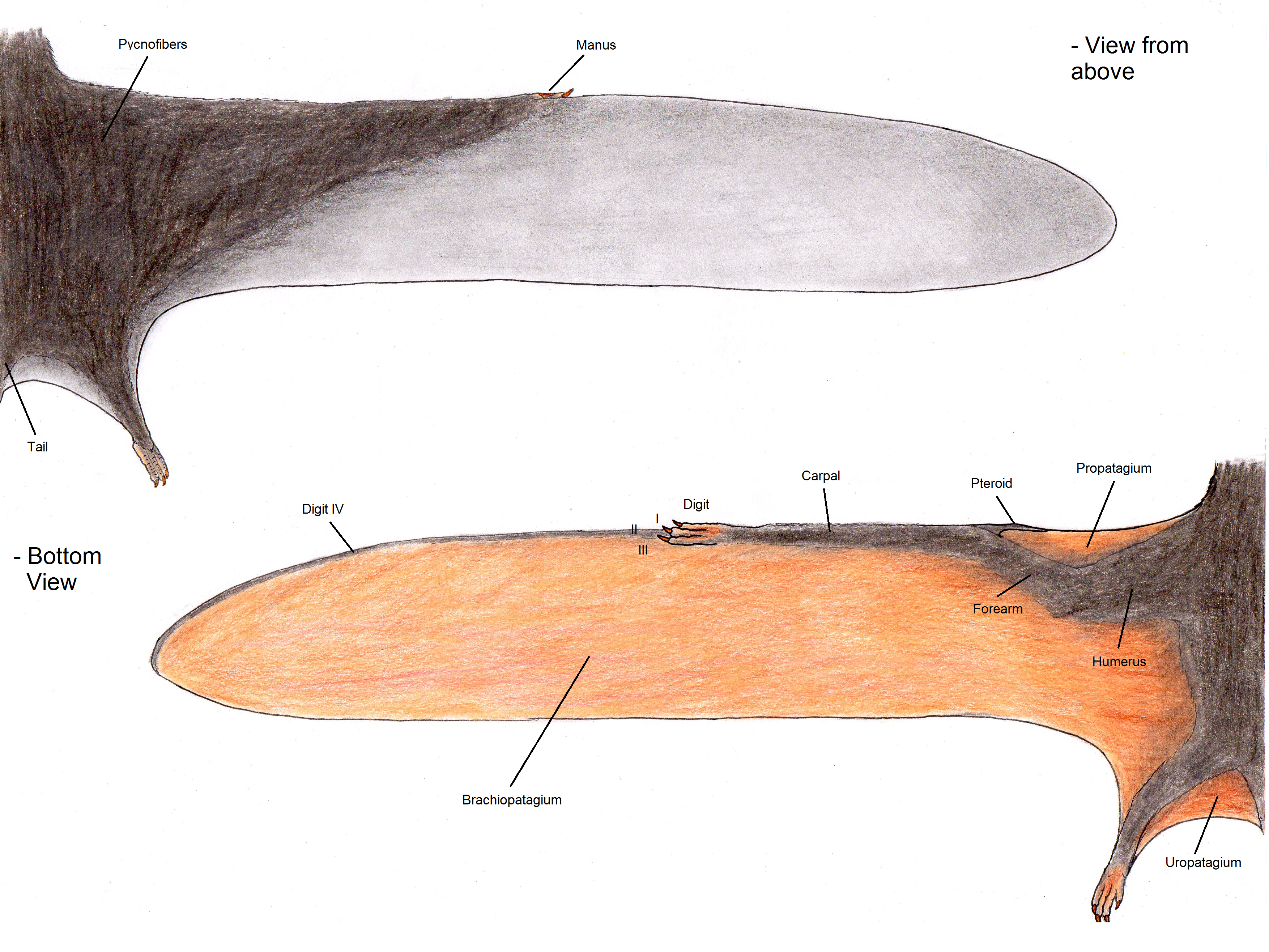
Algemene anatomie van de pterosauriërvleugel

De vlieghuid (patagium) bestond uit drie delen, het propatagium tussen pols en schouder dat de intredende zijde vormde, het brachiopatagium van de vierde vinger tot de poten en bij enkele soorten het cruropatagium tussen de poten.
Een veelgenoemde drijfveer voor pterosauriërs om te beginnen met vliegen is de jacht op vliegende insecten. Problematisch hierbij is dat deze zeker 75 miljoen eerder waren begonnen met vliegen en hierin veel bedrevener moeten zijn geweest dan de eerste pterosauriërs. Ook nu zijn alleen zeer bedreven vogels en vleermuizen in staat om op routinebasis insecten te vangen. Waarschijnlijker voordelen lagen in de mogelijkheid om grote afstanden af te leggen, op moeilijk toegankelijke plaatsen te komen en om predatoren te ontwijken. Dit is ook van toepassing op de andere groepen van vliegende dieren.
Er zijn drie kritische parameters bij het bepalen van vlieggedrag. Dit zijn lichaamsgewicht, spanwijdte en vleugeloppervlak en vooral de eerste is moeilijk in te schatten voor fossielen. Voor een groot deel van de twintigste eeuw werd deze voor pterosauriërs ingeschat als ultralicht, met aannames van 16 kilogram bij een spanwijdte van 7 meter en 50 kilogram bij 10-11 meter. Als argument werden hier de holle botten aangevoerd die veelal gepneumatiseerd waren. De dunne botwanden resulteerden echter niet in een lager totaalgewicht, maar in een hogere sterkte bij een grotere diameter. De aanname van een ultralaag gewicht bracht met zich mee dat er ook een lage spiermassa werd verondersteld en daarmee dat de dieren zich vooral zwevend voortbewogen en hellingen nodig hadden om op te stijgen. De veronderstelde massa resulteerde in een onrealistisch lage dichtheid. Waar moderne vogels een dichtheid hebben tussen de 0,6 en 0,9 g/cm³ zou een Pteranodon van 16 kg uitkomen op 0,4 g/cm³ en een pterosauriër van 50 kg zelfs op 0,1 g/cm³, daarmee voor 90% uit lucht bestaand. Gezien die onrealistische waardes worden sinds het begin van de eenentwintigste eeuw steeds vaker hogere gewichten aangenomen en daarmee ook dat ze niet slechts zwevers waren, maar goede vliegers.
Dit hogere gewicht maakte de tot dan geldende hypothese dat pterosauriërs zich zoals vogels tweevoetig afzetten om op te stijgen problematisch. Bij vogels nemen de poten veel meer in grootte toe bij een groter lichaamsgewicht dan andere lichaamsdelen, zelfs meer dan de vleugels. Bij pterosauriërs is dat niet het geval, maar dat geldt wel voor de armen, en vooral rond de schouders zijn de botten zeer robuust. Het lijkt daarmee waarschijnlijk dat ze net als vleermuizen viervoetig opstegen, met name door een enkelvoudige afzet van de vleugels tegen de grond.
Vanaf 1800 werd zowel tweevoetige als viervoetige voortbeweging voorgesteld voor pterosauriërs en ook de bekwaamheid waarmee zij dit deden was onderwerp van hevige discussie. In de eerste helft van de twintigste eeuw kantelde het beeld naar een strompelend dier dat vooral op de buik steunde. In 1952 werden echter in de Sundanceformatie van Wyoming sporenfossielen gevonden door William Lee Stokes die afkomstig leken van pterosauriërs en wezen op viervoetige voortbeweging. Meer vergelijkbare sporen werden gevonden, maar lange tijd werden deze grotendeels als krokodilachtig gezien. Pas aan het einde van de twintigste eeuw werd de consensus dat de sporen inderdaad van pterosauriërs waren en dat dit bekwame viervoetige lopers en zelfs hardlopers betrof.
Voor de vroege pterosauriërs, de niet-Pterodactyloidea, ontbreken sporenfossielen en dit is wel aangevoerd als argument dat deze dieren onbekwame lopers waren. Met deze afwezigheid moet echter voorzichtig worden omgegaan, aangezien de afwezigheid van bewijs geen bewijs is van afwezigheid. Een ander argument is dat de voorpoten en mogelijk ook de achterpoten van de niet-Pterodactyloidea – in tegenstelling tot de rechte poten van de Pterodactyloidea – in een spreidstand stonden, wat de loopsnelheid zou beperken en tweevoetigheid zou stimuleren. Een uitzondering vormden sommige soorten, zoals Dimorphodon en de Wukongopteridae, die hun bovenarmen meer verticaal konden houden.

### Vogels
Vogels zijn waarschijnlijk geëvolueerd binnen de Theropoda. Deze hadden al holle botten en daarbinnen waren de Maniraptora al gevederde dinosauriërs. Deze kenmerken waren dus al aanwezig voordat de vogelvlucht evolueerde. Een van de oudste en bekendste oervogels is Archaeopteryx die zo'n 160 miljoen jaar geleden leefde. Hoewel het dier veren had, bezat het ook nog tanden en een lange benige staart. De vogels en directe verwanten vormen de Avialae die naast vroege uitgestorven takken ook de Ornithothoraces bevatten, waartoe de uitgestorven Enantiornithes behoren en de Ornithurae waaronder de moderne vogels.
Twee hypotheses hebben de discussie over het ontstaan van vogelvlucht lang gedomineerd, een waarbij een arboreale klimmer zich van een zwever ontwikkelde tot vlieger – de arboreale of trees-down-hypothese – en een waarbij een rennende tweevoetige al springend begon te zweven, daarna klapwieken en ten slotte vliegen – de cursorial of ground-up-hypothese. Argumenten voor beide hypotheses werden veelal gevonden in kenmerken van Archaeopteryx, maar dit is problematisch, aangezien dit al een volwaardige vlieger was.

Fases van de evolutie van de veer, met bij 7 de voor vliegen belangrijke asymmetrische veer

Tot de jaren 1990 werd gedacht dat veren zich pas ontwikkelden zodra de evolutie tot vogels begon, maar de vondst van de Chinese vogelfossielen in de Jehol-groep in Liaoning maakte duidelijk dat deze al gevormd waren voordat er sprake was van vogelvlucht. Een van de meest opmerkelijke vondsten was die van Microraptor die ook aan de achterpoten veren had. Daarmee wordt Microraptor wel als viervleugelig beschouwd. Het is niet zeker of Microraptor kon vliegen, maar onder meer de asymmetrische slagpennen zijn sterke aanwijzingen dat het dier kon zweven. Aangezien dit een arboreaal dier was, zou dit de arboreale hypothese ondersteunen. Net als de oudere Archaeopteryx was Microraptor echter geen voorouder van de moderne vogels, maar behoorde tot een zijtak. De vondst daarna van Aurornis xui, zo'n tien miljoen jaar ouder dan Archaeopteryx, betekent mogelijk dat deze laatste niet meer de meest basale aviale dinosauriër is. Een andere opmerkelijke uitgestorven vogels is de 125 miljoen jaar oude Confuciusornis. Hiervan zijn zeer veel goed bewaarde fossielen gevonden in Liaoning. Confuciusornis kwam na Archaeopteryx en had al een tandeloze bek en zeer lange asymmetrische veren. Het borstbeen waar de grote vliegspieren aanhechten, is groter dan bij Archaeopteryx, maar kleiner dan bij moderne vogels. Hoewel Confuciusornis al relatief modern aandoet, was ook dit een vroege zijtak voordat de Enantiornithes en Ornithurae evolueerden. Daarna lijken de Enantiornithes gedomineerd te hebben tijdens het Krijt met een zeer goed ontwikkelde vlucht, terwijl van de Ornithurae de meeste fossielen afkomstig zijn van de niet-vliegende op een pinguïn gelijkende Hesperornis. Met de Krijt-Paleogeengrens verdwenen de Enantiornithes met alle andere dinosauriërs, afgezien van de Ornithurae. Deze tot dan toe wellicht tot de kustlijnen beperkte vogels ontwikkelden zich daarna tot een zeer gevarieerde groep, de grootste groep gewervelde landdieren.
De discussie tussen voorstanders van de arboreale en de cursorial hypothese is behoorlijk ingegraven, wat weinig ruimte laat voor alternatieve ideeën, maar deze zijn er wel. Zo stelden Garner et al voor dat er een pouncing proavis was, een tussenvorm die prooien vanaf verhogingen besprong en zo richting het vliegen evolueerde. Dial stelde voor dat de evolutie begon met het tegen heuvels oprennen, wing-assisted incline running of WAIR, waarbij de glijdende fase over wordt geslagen en direct met klapwieken wordt begonnen.

Het ademhalingsstelsel van vogels met luchtzakken

Vogels zijn endotherm, wat gepaard gaat met een verhoogde stofwisseling. Dit is nodig om de energie te leveren voor het vliegen. Waarschijnlijk was dit fysiologische kenmerk al aanwezig bij eerdere dinosauriërs, wat waarschijnlijk ook geldt voor de aanwezigheid van luchtzakken waardoor de longen onbeweeglijk kunnen zijn. De lucht wordt door luchtzakken en kleppen steeds in één richting door de longen gepompt met een aparte ingang en uitgang. Zo is er geen vermenging van zuurstofarme gebruikte en zuurstofrijke ongebruikte lucht tijdens de gaswisseling, wat resulteert in het meest efficiënte ademhalingsstelsel van alle gewervelden.

Verschillende planvormen van vleugels:
Albatros met grote slankheid en spitse vleugelpunten zweeft laag
Kraai met een behendige vlucht
Valk met lange gepunte vleugels voor hoge snelheid
Arend met gevingerde vleugels met een lage slankheid zweeft hoog in de lucht

Elke vogel heeft een eigen vleugelconfiguratie. De planvorm – het bovenaanzicht van de vleugel – en het vleugelprofiel – de dwarsdoorsnede van de vleugel – zijn belangrijke factoren voor de vliegcapaciteit van een vogel; de snelheid, efficiëntie en wendbaarheid. De planvorm bepaalt voor een groot deel het vliegvermogen, in combinatie met de vleugelslag. Voor glijvlucht is het glijgetal van belang, de verhouding tussen de liftkracht en de luchtweerstand en daarmee de afgelegde afstand ten opzichte van het hoogteverlies. De snelheid is daarbij van belang, aangezien de parasitaire weerstand toeneemt met de snelheid, terwijl de geïnduceerde weerstand afneemt. De gecombineerde luchtweerstand kent zo een optimum waar de minste energie benodigd is om een bepaalde afstand af te leggen. Thermiek, hellingstijgwinden, golfstijgwinden, convergenties en dynamisch zweefvliegen kunnen gebruikt worden om langer in de lucht te blijven zonder met de vleugels te slaan.
De slankheid van de vleugels speelt een rol bij de weerstand en wendbaarheid. Een sterke slankheid vermindert de geïnduceerde weerstand, maar doet de parasitaire weerstand toenemen. Wendbaarheid is weer gediend met minder slankheid. Bij lagere snelheid moet de invalshoek vergroot worden om voldoende lift te genereren. Dit zou kunnen leiden tot loslating waarbij de grenslaag losraakt van de vleugel en er zich wervels vormen. Om deze overtrek te verminderen, kan de duimvleugel aan de voorrand van de vleugel worden uitgespreid, waardoor de wervelingen verminderen. Lange tijd werd gedacht dat de tijdsfluctuerende effecten alleen van toepassing waren bij de lage reynoldsgetallen van insecten, maar ze zijn ook vastgesteld bij een kleine langzaam vliegende vleermuis, bij zangvogels en bij gierzwaluwen en kolibries.

### Vleermuizen

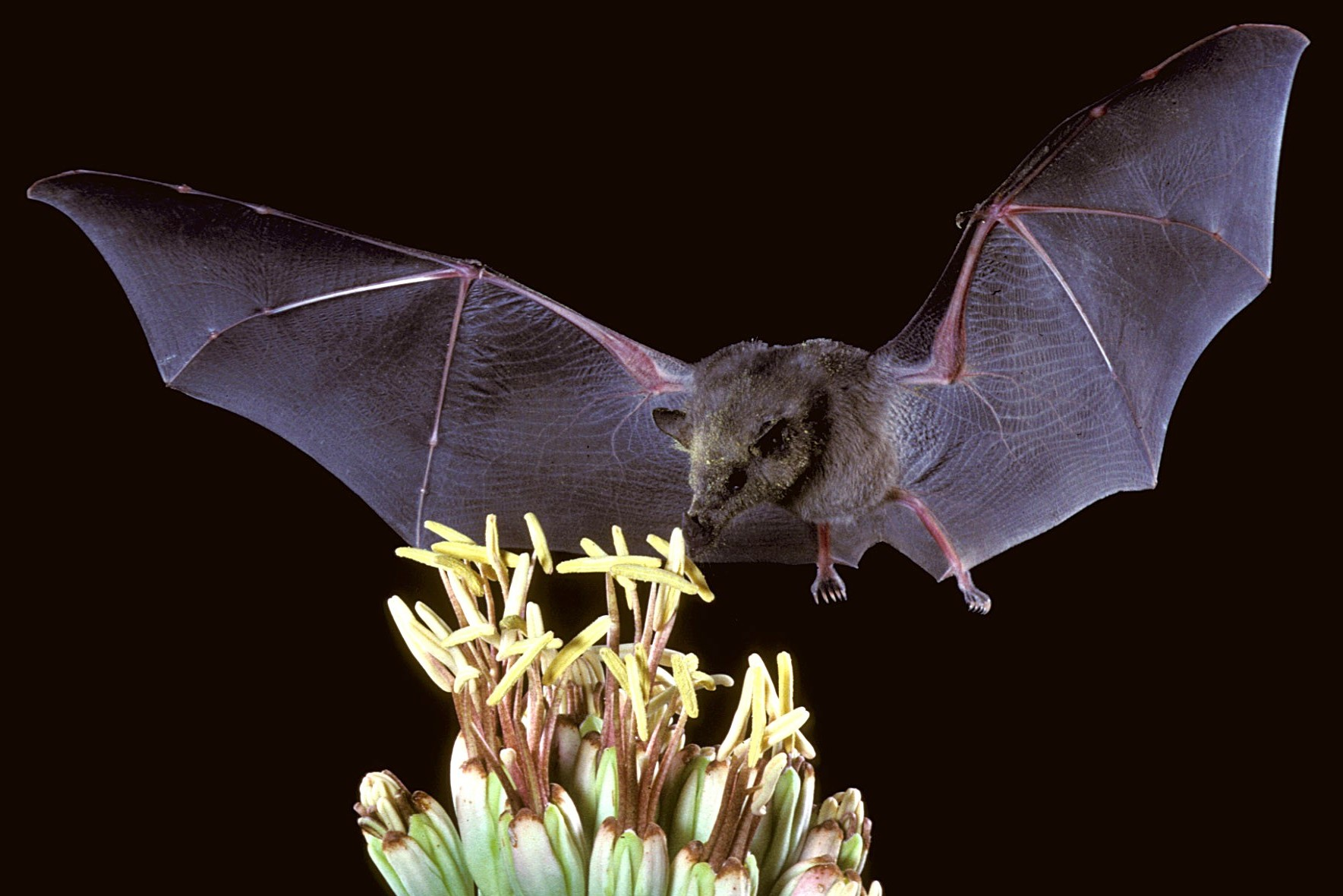
Choeronycteris mexicana

Vleermuizen maken zo'n 20% uit van de diversiteit van de nog levende zoogdieren, zijn daarvan na knaagdieren de grootste groep, en zijn de enige zoogdieren die kunnen vliegen. Zowel fossiele als moleculaire data wijzen op een oorsprong van de Laurasiatheria op Laurazië rond de Krijt-Paleogeengrens zo'n 65-64 miljoen jaar geleden. Volgens moleculaire data zouden de Yinpterochiroptera en Yangochiroptera zo'n 57-55 miljoen jaar geleden gesplitst zijn, al zijn de fossiele data hier mogelijk mee in tegenspraak. Onychonycteris finneyi leefde 52 miljoen jaar geleden en is het oudste vrijwel volledige vleermuizenfossiel. Deze kon al vliegen, maar had nog geen echolocatie. De iets jongere Icaronycteris en Palaeochiropteryx lijken al ultrageluid te hebben kunnen waarnemen.
Net als bij andere vliegende dieren is het de vraag of vleermuizen evolueerden via een glijdende fase, of direct begonnen met slagvlucht en of ze een arboreale of cursoriale oorsprong kenden. Van groot belang daarbij is hoe de vlieghuid zich ontwikkelde, waarbij het membraan tussen lichaam en voorarm (plagiopatagium) en het membraan tussen vingers 2 en 5 (dactylopatagium) onderscheiden worden. In het geval van glijvlucht zou het plagiopatagium van groot belang zijn en in het geval van slagvlucht vooral het dactylopatagium. De ontwikkeling van beide tijdens de embryogenese en myogenese is verschillend, waarbij het dactylopatagium zich als eerste vormt. De evolutionaire ontwikkelingsbiologie waarin de vorming van het embryo wordt gezien als een herhaling van de evolutionaire ontwikkeling, suggereert een cursoriale oorsprong zonder een evolutionaire fase van glijvlucht. Vanuit andere benaderingen is echter ook een arboreale oorsprong voorgesteld en zelfs een oorsprong in grotten.
Het grote aantal soorten volgde uit adaptieve radiatie, een soortvorming door adaptie aan verschillende ecologische niches. Zo zijn er vleermuizen gespecialiseerd in snelle jacht, verzamelen, vissen, vruchten-eten, nectar-eten, vlees-eten en bloeddrinken. Dit heeft gevolgen voor de bouw en fysiologie. Zo zijn vleermuizen van de jacht als de bulvleermuizen zeer snel en wendbaar, waarbij de guanovleermuis met 160 km/u de snelste horizontale vlucht van alle dieren heeft. Deze snelle vleermuizen hebben een hoge vleugelbelasting met grote slankheid en gepunte vleugels. Soorten met lagere vleugelbelasting die meer gericht zijn op wendbaarheid hebben juist afgeronde vleugeltippen.
Zoals bij andere zoogdieren, maar in tegenstelling tot vogels, is het spaakbeen en niet de ellepijp het belangrijkste onderdeel van de onderarm. De vijf vingers ondersteunen de vlieghuid en daarmee hebben deze vleugels meer botten dan die van vogels welke maar drie vingers bezitten. De vleugels zijn ook dunner en door dit alles genereren deze meer liftkracht en minder weerstand en zijn ze wendbaarder. Merkelcellen in de vlieghuid zijn gevoelig voor aanraking en voelen de luchtstroom, waardoor snelle aanpassingen van de vleugelstand mogelijk zijn.

## Energie
Voor actieve voortbeweging is energie benodigd. Deze wordt verkregen door processen als celademhaling of dissimilatie en andere metabolische en enzymatische processen die energiedragende verbindingen als adenosinetrifosfaat (ATP) produceren. Energie wordt opgeslagen in triglyceride in vetweefsel en glycogeen in de spieren en de lever. Metabole spiervermoeiing kan optreden bij een tekort aan substraten of een teveel aan metabolieten die als afvalstoffen vrijkomen bij de spiercontracties.
Kosten van voortbeweging variëren voor vliegende, zwemmende en lopende dieren.

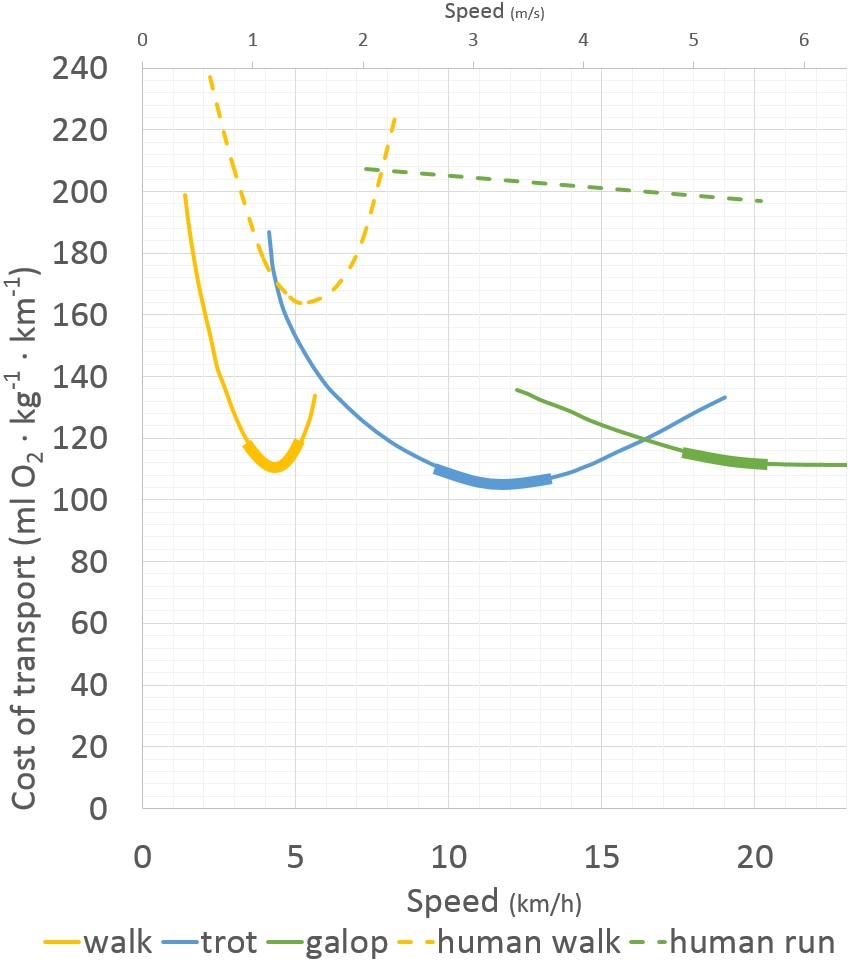
Elke gang van een paard kent een optimale snelheid waarbij het energieverbruik per afstand minimaal is. Het dikkere deel van de lijn is de voorkeurssnelheid bij die gang, waaronder en -boven het energieverbruik toeneemt. Een uitzondering is het rennen bij de mens, waarbij het energieverbruik per afstand afneemt bij toenemende snelheid

Veel dieren passen hun gang aan aan de snelheid en elke gang kent veelal een snelheid waarbij het energieverbruik per afgelegde afstand minimaal is. Om een minimaal energieverbruik bij lopen te bereiken:
- zijn paslengte en -frequentie op elkaar afgestemd
- is de longventilatie afgestemd op de metabole zuurstofbehoefte
- zijn ademfrequentie en -volume op elkaar afgestemd; voor elke zuurstofbehoefte is er een optimum door de elastische weerstand van de borstkas, de weerstand van de luchtwegen en de dode ruimte in de longen
- is de ademhaling synchroon met de loopbewegingen

| Viervoetige                                                         | Viervoetige                           | Viervoetige                           | Viervoetige                           | Viervoetige                           | Viervoetige                           | Viervoetige                           | Viervoetige               |  | Mens                        | Mens                        | Mens                        | Mens                      | Mens                      | Mens                      |
| paslengte x pasfrequentie                                           | paslengte x pasfrequentie             | paslengte x pasfrequentie             | paslengte x pasfrequentie             | paslengte x pasfrequentie             | paslengte x pasfrequentie             | paslengte x pasfrequentie             | paslengte x pasfrequentie |  | paslengte x pasfrequentie   | paslengte x pasfrequentie   | paslengte x pasfrequentie   | paslengte x pasfrequentie | paslengte x pasfrequentie | paslengte x pasfrequentie |
| __                                                                  | koppeling voortbeweging en ademhaling | koppeling voortbeweging en ademhaling | koppeling voortbeweging en ademhaling | koppeling voortbeweging en ademhaling | koppeling voortbeweging en ademhaling | koppeling voortbeweging en ademhaling | __                        |  |                             |                             |                             |                           |                           |                           |
|                                                                     | __                                    | ademvolume x ademfrequentie           | ademvolume x ademfrequentie           | ademvolume x ademfrequentie           | ademvolume x ademfrequentie           | __                                    |                           |  | ademvolume x ademfrequentie | ademvolume x ademfrequentie | ademvolume x ademfrequentie |                           |                           |                           |
|                                                                     |                                       | __                                    | ademhaling                            | warmteafvoer                          | __                                    |                                       |                           |  | __                          | ademhaling                  | __                          | __                        | warmteafvoer              |                           |
|                                                                     |                                       | __                                    |                                       |                                       |                                       |                                       |                           |  |                             |                             |                             |                           |                           |                           |
|                                                                     | __                                    |                                       |                                       |                                       |                                       |                                       |                           |  |                             |                             |                             |                           |                           |                           |
| __                                                                  |                                       |                                       |                                       |                                       |                                       |                                       |                           |  |                             |                             |                             |                           |                           |                           |
| Bij de mens is er geen koppeling tussen voortbeweging en ademhaling |                                       |                                       |                                       |                                       |                                       |                                       |                           |  |                             |                             |                             |                           |                           |                           |

Deze optimale snelheid blijkt ook de voorkeurssnelheid te zijn van paarden. Bij een hogere snelheid past een andere voorkeursgang.
Onderzoek waarbij het zuurstofverbruik van paarden op een loopband werd gemeten, liet zien dat bij een snelheid van 4,5 kilometer per uur het zuurstofverbruik van een dravend paard anderhalfmaal hoger lag dan wanneer het liep. Pas bij hogere snelheid werd het gunstiger om te draven.
Het minimum aan zuurstofverbruik lag vrijwel op hetzelfde niveau voor elke voorkeurssnelheid, zodat het voor het energieverbruik per afstand weinig uitmaakt of een paard een bepaalde afstand snel of langzaam aflegt, zolang de voorkeurssnelheid maar wordt aangehouden.
Ook bij migrerende dieren als de blauwe gnoe, de thomsongazelle en andere dieren werden voorkeurssnelheden vastgesteld.
Optimale loopsnelheden zijn deels afhankelijk van de samentrekkende eigenschappen van de skeletspieren. Er is een optimale snelheid van spierverkorting en daarmee een optimale pasfrequentie. Daarnaast neemt het vermogen van spieren om kracht te genereren af naarmate de spier verder dan de optimale lengte wordt uitgerekt of ingekort en daarmee is er ook een optimale paslengte. Aangezien staplengte en stapfrequentie de snelheid bepalen, bepalen deze twee de optimale snelheid in alle gangen. De mens lijkt echter een uitzondering.
Bij de mens is er wel een verschil tussen het energieverbruik per afstand bij lopen en rennen. Bij de optimale snelheid verbruikt een lopend mens aanmerkelijk minder energie per afstand dan een rennend mens. Rennen kent bij de mens geen optimale snelheid, het energieverbruik per afstand neemt steeds verder af bij toenemende snelheid.

### Vergelijking
De benodigde energie voor voortbeweging verschilt per soort, maar het medium waarin voortbewogen wordt, de snelheid en de grootte van het dier zijn belangrijke factoren. Per tijdseenheid is actieve vlucht de vorm van voortbeweging met het hoogste energieverbruik, maar per afgelegde afstand is vliegen zeer efficiënt. Deze kosten van voortbeweging kunnen voor vliegende dieren lager liggen dan voor lopende en rennende dieren van vergelijkbare grootte.
De snelheid is daarbij van belang, aangezien een stilstaand dier oneindig veel energie verbruikt per afstand. Dit neemt af naarmate de snelheid toeneemt tot een minimum bereikt wordt, waarna de kosten van voortbeweging weer toenemen.

Parasitaire weerstand neemt toe met de snelheid, terwijl de geïnduceerde weerstand afneemt. De gecombineerde luchtweerstand kent een optimum waar de minste energie benodigd is om een bepaalde afstand af te leggen

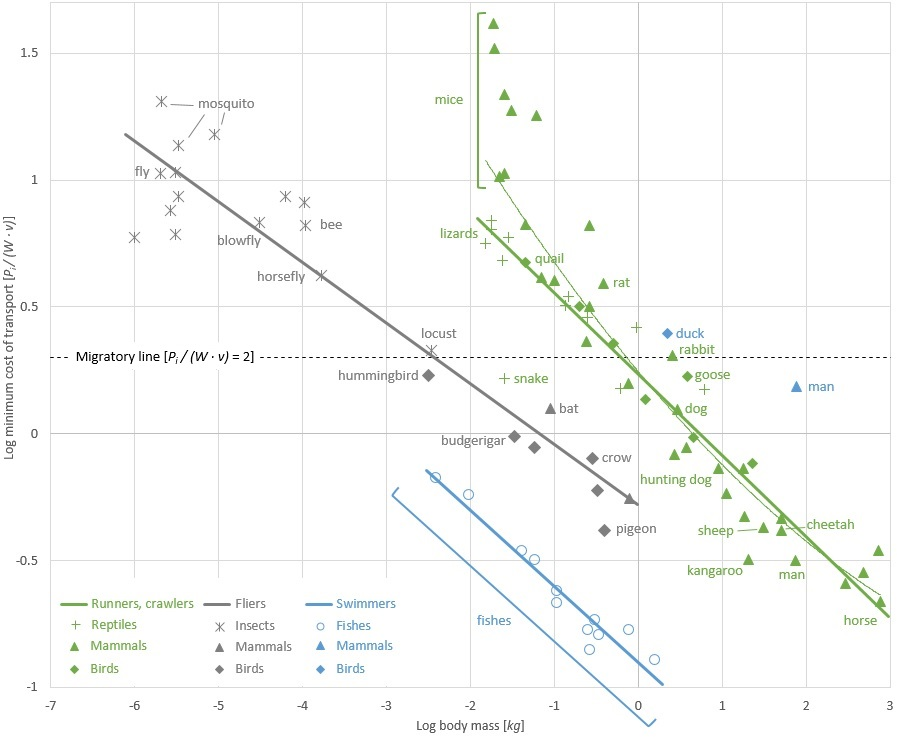
De verschillende vormen van voortbeweging vergeleken
Zwemmende vissen hebben de meest efficiënte vorm van voortbeweging per afstand, gevolgd door vliegende dieren. Lopen is het minst efficiënt. Alle dieren zijn gegroepeerd rond een lineaire trendlijn, behalve de muizen. De metabolische snelheid wordt uitgedrukt als opgenomen vermogen P_{i}. Gedeeld door snelheid v en lichaamsgewicht W vormen dit de vervoerskosten (cost of transport, COT)

Bij vliegen neemt de parasitaire weerstand toe met de snelheid, terwijl de geïnduceerde weerstand afneemt. De gecombineerde luchtweerstand kent een optimum waar de minste energie benodigd is om een bepaalde afstand af te leggen. De slankheid van de vleugels speelt een rol bij de weerstand en wendbaarheid. Een sterke slankheid vermindert de geïnduceerde weerstand, maar doet de parasitaire weerstand toenemen.
Voortbeweging door water kost veel energie, aangezien de dichtheid van water zo'n achthonderdmaal groter is dan die van lucht en de viscositeit vijftigmaal groter is. Dit probleem wordt versterkt doordat water 95% minder zuurstof bevat dan lucht. Dat zoveel energie benodigd is, is vooral te wijten aan de hoge weerstand, onder te verdelen in druk- of vormweerstand en wrijvingsweerstand. Drukweerstand is afhankelijk van de lichaamsvorm en snelheid en daarom zijn snelle vissen gestroomlijnd, met de grootste doorsnede op zo'n 25% van de lengte. Tijdens snel zemmen worden de ongepaarde en gepaarde vinnen veelal ingetrokken om deze weerstand te verminderen. Wrijvingsweerstand is afhankelijk van het nat oppervlak en de ruwheid. Dit laatste wordt verminderd door het aanmaken van slijm.
Lopen over land gaat weliswaar gepaard met minder weerstand, maar doordat de verticale beweging opgevangen moet worden, ligt het spierrendement hierbij lager dan bij de andere twee voortbewegingsvormen. Om deze beweging op te vangen, worden actieve spieren uitgerekt. De resulterende vermindering van het rendement is allereerst het gevolg van het omzetten in warmte van ongeveer de helft van de arbeid om de actieve spier op te rekken. Daarnaast gebruiken spieren tijdens het oprekken tot 80% van de geabsorbeerde energie.
Een onderlinge vergelijking kan gemaakt worden door het benodigde vermogen Pi te delen door de snelheid v en dit opnieuw te delen door lichaamsgewicht W. Als dit uitgezet wordt tegen lichaamsmassa, blijkt dat zwemmende, vliegende en lopende dieren zich groeperen rond een trendlijn. Daarbij vallen bij de lopende dieren wel muizen buiten de lineaire trend en bij zwemmen de eend en de mens. Ook blijkt dat migratie bij dieren een minimum aan efficiëntie vereist.
Dieren die in meerdere omgevingen leven zoals amfibieën, otters, muskusrat en de Amerikaanse nerts hebben hogere kosten van voortbeweging dan gespecialiseerde dieren. Tot die laatste behoren waterzoogdieren als de walvissen, dolfijnen en bruinvissen en deze hebben door specialisatie hun energieverbruik omlaag weten te brengen tot een niveau vergelijkbaar met lopende zoogdieren op land, maar hebben niet het rendement weten te bereiken dat vissen hebben.

## Motorische sturing

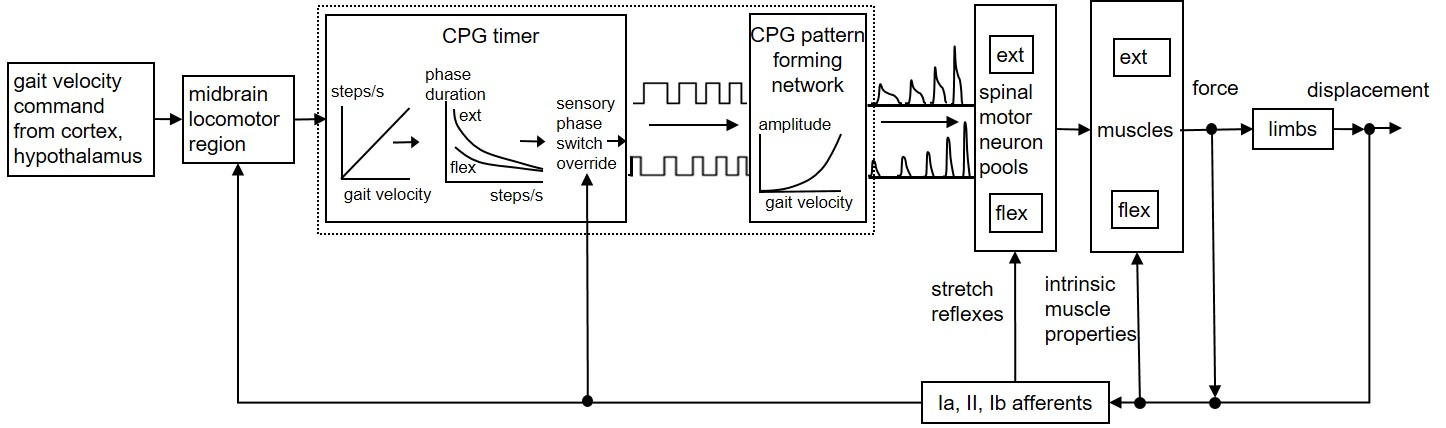
Meet- en regelsysteem van een centrale patroongenerator

De voortbeweging wordt geregeld door het zenuwstelsel dat impulsen geeft aan motorneuronen. Daarbij wordt zowel gemeten als geregeld. Het regelen of de motorische sturing gebeurt door lokale interneuronen in het centraal zenuwstelsel die de motorneuronen aansturen die zich bij gewervelden dieren in het ruggenmerg bevinden. De meting of terugkoppeling vindt plaats door sensorische neuronen die de belasting en de hoeken van de gewrichten van armen en benen terugvoeren naar het centrale zenuwstelsel. Op basis van deze proprioceptie worden de impulsen naar de motorneuronen aangepast, al blijft voortbeweging ook zonder deze impulsen mogelijk, maar minder nauwkeurig. Beide mechanismen en ook het type neuronen komt voor van geleedpotigen tot gewervelden. Naast proprioceptie worden ook andere zintuigen als zicht en reukzin gebruikt om de impulsen aan te passen. Binnen het centraal zenuwstelsel bevinden zich neurale netwerken die ritmische bewegingen genereren voor onder meer lopen, ademen, zuigen en slikken. Deze centrale patroongeneratoren (CPG) coördineren de bewegingen van de ledematen individueel en onderling.

## Bewegingsapparaat
Het bewegingsapparaat bestaat uit een actief spierstelsel en een passief skelet.
Alle meercelligen maken gebruik van skeletspieren, sommige eencelligen gebruiken proteïnes zoals die ook in de spieren van grotere organismes voorkomen voor hun motiliteit.
Het skelet kan een endoskelet zijn van botten zoals bij gewervelden als zoogdieren, reptielen, vogels en vissen, een exoskelet zoals bij ongewervelden als geleedpotigen, weekdieren, stekelhuidigen en mosdiertjes, en een hydroskelet bij ongewervelden als neteldieren, platwormen, rondwormen en ringwormen.
Aan het skelet hechten spieren aan om de extremiteiten te bewegen via spiercontracties. Bij een endoskelet hechten de spieren aan bij een origo, bij een exoskelet bij een apodeem. Skeletspieren bestaan uit dwarsgestreept spierweefsel, spiervezels die onderverdeeld worden in twee hoofdtypes en een aantal subtypes waaronder:
- type I, slow twitch, langzame rode spiervezels die weinig kracht leveren, maar met een grote aerobe capaciteit zeer goed bestand zijn tegen vermoeiing
- type II, fast twitch, snelle witte spiervezels met grote anaerobe capaciteit:
  - type IIA, niet heel snel vermoeid en gemiddelde kracht leverend
  - type IIX, snel vermoeid en veel kracht leverend

Waar bij gewervelden twee ten opzichte van elkaar beweegbare botten elkaar raken, bevindt zich een gewricht. Geleedpotigen hebben in de poten ook gewrichten die onderdeel zijn van het exoskelet.